# Матч за звание чемпиона мира по шахматам 2014

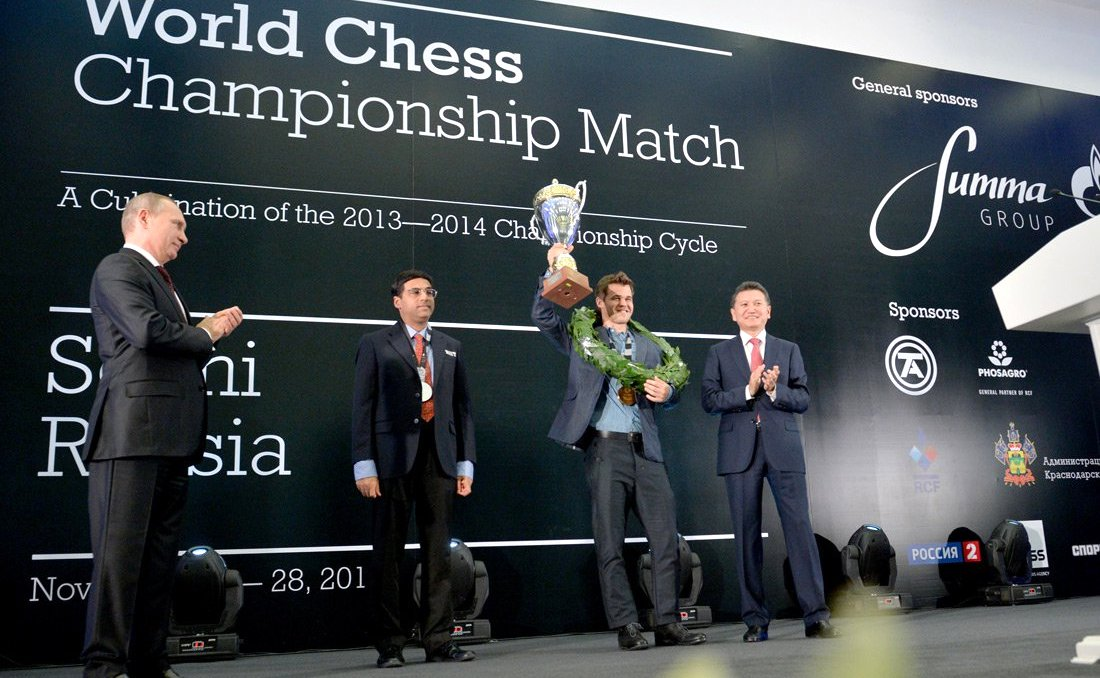
Церемония закрытия матча

Матч за звание чемпиона мира по шахматам 2014 (54-й в истории шахмат) — проходил между действующим чемпионом мира Магнусом Карлсеном (Норвегия) и претендентом Вишванатаном Анандом (Индия) в российском городе Сочи. Запланированное время проведения матча — с 7 по 28 ноября 2014 года. Главным арбитром матча был назначен Анджей Филипович. Призовой фонд матча составил 1 млн евро.
23 ноября, после 11-й партии, матч закончился досрочно победой Магнуса Карлсена со счётом 6½ — 4½.

## Участники матча
Магнус Карлсен — чемпион мира с 2013 года, завоевал титул в матче за звание чемпиона мира 2013.
Вишванатан Ананд получил право сразиться с Карлсеном после выигрыша на турнире претендентов в Ханты-Мансийске.

## Организация матча
Организация матча проходила с большими трудностями. До июня 2014 года не было понятно, где пройдет матч, поскольку не было официальной заявки, предполагаемой со стороны Норвегии. В июне президент ФИДЕ Кирсан Илюмжинов сообщил, что матч будет проходить в ноябре в Сочи и о договоре по этому поводу с губернатором Краснодарского края Александром Ткачевым.
На третьей неделе августа Карлсен прислал запрос с просьбой отложить матч, поскольку был недоволен выбором места проведения. Ананд, со своей стороны, согласился на проведение матча в Сочи в указанный срок. Карлсен подписал контракт только в начале сентября.
Таким образом, у организатора — компании «Агон», владельца прав на проведение международных турниров ФИДЕ — было всего 2 месяца на подготовку, однако они справились и претензий к их работе не возникло.
Главными спонсорами матча выступили ОАО «Газпром» и компания Summa. Согласно данным официального сайта чемпионата, в 2014 году был достигнут рекордный результат по привлечению зрительской аудитории — более миллиона человек ежедневно. Общее количество уникальных посетителей в период матча составило 10,5 млн, в том числе 2 млн в последний день.

## Регламент
Контроль времени: 120 минут на 40 ходов, затем 60 минут на 20 ходов и 15 минут до конца партии с добавлением 30 секунд на каждый ход, начиная с 61-го.

## Матч
| Участники                 | Рейтинг                   | 1   | 2   | 3   | 4   | 5   | 6   | 7   | 8   | 9   | 10  | 11  | 12 | + | − | = | Очки |  |
| Магнус Карлсен            | 2863                      | ½   | 1   | 0   | ½   | ½   | 1   | ½   | ½   | ½   | ½   | 1   | -  | 3 | 1 | 7 | 6½   |  |
| Вишванатан Ананд          | 2792                      | ½   | 0   | 1   | ½   | ½   | 0   | ½   | ½   | ½   | ½   | 0   | -  | 1 | 3 | 7 | 4½   |  |
| ECO                       | ECO                       | D85 | C65 | D37 | B40 | E15 | B41 | C67 | D37 | С67 | D97 | С67 |    |   |   |   |      |  |
| Количество ходов в партии | Количество ходов в партии | 48  | 35  | 34  | 47  | 39  | 38  | 122 | 41  | 20  | 32  | 45  |    |   |   |   |      |  |

### Первая партия
|   | a | b | c | d | e | f | g | h |   |
| - | --- | --- | --- | --- | --- | --- | --- | --- | - |
| 8 | a8 чёрная ладья · b8 чёрный конь · c8 чёрный слон · d8 чёрный ферзь · e8 чёрный король · f8 чёрный слон · h8 чёрная ладья · a7 чёрная пешка · b7 чёрная пешка · c7 чёрная пешка · e7 чёрная пешка · f7 чёрная пешка · h7 чёрная пешка · g6 чёрная пешка · d5 чёрный конь · d4 белая пешка · c3 белый конь · a2 белая пешка · b2 белая пешка · d2 белый слон · e2 белая пешка · f2 белая пешка · g2 белая пешка · h2 белая пешка · a1 белая ладья · d1 белый ферзь · e1 белый король · f1 белый слон · g1 белый конь · h1 белая ладья | a8 чёрная ладья · b8 чёрный конь · c8 чёрный слон · d8 чёрный ферзь · e8 чёрный король · f8 чёрный слон · h8 чёрная ладья · a7 чёрная пешка · b7 чёрная пешка · c7 чёрная пешка · e7 чёрная пешка · f7 чёрная пешка · h7 чёрная пешка · g6 чёрная пешка · d5 чёрный конь · d4 белая пешка · c3 белый конь · a2 белая пешка · b2 белая пешка · d2 белый слон · e2 белая пешка · f2 белая пешка · g2 белая пешка · h2 белая пешка · a1 белая ладья · d1 белый ферзь · e1 белый король · f1 белый слон · g1 белый конь · h1 белая ладья | a8 чёрная ладья · b8 чёрный конь · c8 чёрный слон · d8 чёрный ферзь · e8 чёрный король · f8 чёрный слон · h8 чёрная ладья · a7 чёрная пешка · b7 чёрная пешка · c7 чёрная пешка · e7 чёрная пешка · f7 чёрная пешка · h7 чёрная пешка · g6 чёрная пешка · d5 чёрный конь · d4 белая пешка · c3 белый конь · a2 белая пешка · b2 белая пешка · d2 белый слон · e2 белая пешка · f2 белая пешка · g2 белая пешка · h2 белая пешка · a1 белая ладья · d1 белый ферзь · e1 белый король · f1 белый слон · g1 белый конь · h1 белая ладья | a8 чёрная ладья · b8 чёрный конь · c8 чёрный слон · d8 чёрный ферзь · e8 чёрный король · f8 чёрный слон · h8 чёрная ладья · a7 чёрная пешка · b7 чёрная пешка · c7 чёрная пешка · e7 чёрная пешка · f7 чёрная пешка · h7 чёрная пешка · g6 чёрная пешка · d5 чёрный конь · d4 белая пешка · c3 белый конь · a2 белая пешка · b2 белая пешка · d2 белый слон · e2 белая пешка · f2 белая пешка · g2 белая пешка · h2 белая пешка · a1 белая ладья · d1 белый ферзь · e1 белый король · f1 белый слон · g1 белый конь · h1 белая ладья | a8 чёрная ладья · b8 чёрный конь · c8 чёрный слон · d8 чёрный ферзь · e8 чёрный король · f8 чёрный слон · h8 чёрная ладья · a7 чёрная пешка · b7 чёрная пешка · c7 чёрная пешка · e7 чёрная пешка · f7 чёрная пешка · h7 чёрная пешка · g6 чёрная пешка · d5 чёрный конь · d4 белая пешка · c3 белый конь · a2 белая пешка · b2 белая пешка · d2 белый слон · e2 белая пешка · f2 белая пешка · g2 белая пешка · h2 белая пешка · a1 белая ладья · d1 белый ферзь · e1 белый король · f1 белый слон · g1 белый конь · h1 белая ладья | a8 чёрная ладья · b8 чёрный конь · c8 чёрный слон · d8 чёрный ферзь · e8 чёрный король · f8 чёрный слон · h8 чёрная ладья · a7 чёрная пешка · b7 чёрная пешка · c7 чёрная пешка · e7 чёрная пешка · f7 чёрная пешка · h7 чёрная пешка · g6 чёрная пешка · d5 чёрный конь · d4 белая пешка · c3 белый конь · a2 белая пешка · b2 белая пешка · d2 белый слон · e2 белая пешка · f2 белая пешка · g2 белая пешка · h2 белая пешка · a1 белая ладья · d1 белый ферзь · e1 белый король · f1 белый слон · g1 белый конь · h1 белая ладья | a8 чёрная ладья · b8 чёрный конь · c8 чёрный слон · d8 чёрный ферзь · e8 чёрный король · f8 чёрный слон · h8 чёрная ладья · a7 чёрная пешка · b7 чёрная пешка · c7 чёрная пешка · e7 чёрная пешка · f7 чёрная пешка · h7 чёрная пешка · g6 чёрная пешка · d5 чёрный конь · d4 белая пешка · c3 белый конь · a2 белая пешка · b2 белая пешка · d2 белый слон · e2 белая пешка · f2 белая пешка · g2 белая пешка · h2 белая пешка · a1 белая ладья · d1 белый ферзь · e1 белый король · f1 белый слон · g1 белый конь · h1 белая ладья | a8 чёрная ладья · b8 чёрный конь · c8 чёрный слон · d8 чёрный ферзь · e8 чёрный король · f8 чёрный слон · h8 чёрная ладья · a7 чёрная пешка · b7 чёрная пешка · c7 чёрная пешка · e7 чёрная пешка · f7 чёрная пешка · h7 чёрная пешка · g6 чёрная пешка · d5 чёрный конь · d4 белая пешка · c3 белый конь · a2 белая пешка · b2 белая пешка · d2 белый слон · e2 белая пешка · f2 белая пешка · g2 белая пешка · h2 белая пешка · a1 белая ладья · d1 белый ферзь · e1 белый король · f1 белый слон · g1 белый конь · h1 белая ладья | 8 |
| 7 | a8 чёрная ладья · b8 чёрный конь · c8 чёрный слон · d8 чёрный ферзь · e8 чёрный король · f8 чёрный слон · h8 чёрная ладья · a7 чёрная пешка · b7 чёрная пешка · c7 чёрная пешка · e7 чёрная пешка · f7 чёрная пешка · h7 чёрная пешка · g6 чёрная пешка · d5 чёрный конь · d4 белая пешка · c3 белый конь · a2 белая пешка · b2 белая пешка · d2 белый слон · e2 белая пешка · f2 белая пешка · g2 белая пешка · h2 белая пешка · a1 белая ладья · d1 белый ферзь · e1 белый король · f1 белый слон · g1 белый конь · h1 белая ладья | a8 чёрная ладья · b8 чёрный конь · c8 чёрный слон · d8 чёрный ферзь · e8 чёрный король · f8 чёрный слон · h8 чёрная ладья · a7 чёрная пешка · b7 чёрная пешка · c7 чёрная пешка · e7 чёрная пешка · f7 чёрная пешка · h7 чёрная пешка · g6 чёрная пешка · d5 чёрный конь · d4 белая пешка · c3 белый конь · a2 белая пешка · b2 белая пешка · d2 белый слон · e2 белая пешка · f2 белая пешка · g2 белая пешка · h2 белая пешка · a1 белая ладья · d1 белый ферзь · e1 белый король · f1 белый слон · g1 белый конь · h1 белая ладья | a8 чёрная ладья · b8 чёрный конь · c8 чёрный слон · d8 чёрный ферзь · e8 чёрный король · f8 чёрный слон · h8 чёрная ладья · a7 чёрная пешка · b7 чёрная пешка · c7 чёрная пешка · e7 чёрная пешка · f7 чёрная пешка · h7 чёрная пешка · g6 чёрная пешка · d5 чёрный конь · d4 белая пешка · c3 белый конь · a2 белая пешка · b2 белая пешка · d2 белый слон · e2 белая пешка · f2 белая пешка · g2 белая пешка · h2 белая пешка · a1 белая ладья · d1 белый ферзь · e1 белый король · f1 белый слон · g1 белый конь · h1 белая ладья | a8 чёрная ладья · b8 чёрный конь · c8 чёрный слон · d8 чёрный ферзь · e8 чёрный король · f8 чёрный слон · h8 чёрная ладья · a7 чёрная пешка · b7 чёрная пешка · c7 чёрная пешка · e7 чёрная пешка · f7 чёрная пешка · h7 чёрная пешка · g6 чёрная пешка · d5 чёрный конь · d4 белая пешка · c3 белый конь · a2 белая пешка · b2 белая пешка · d2 белый слон · e2 белая пешка · f2 белая пешка · g2 белая пешка · h2 белая пешка · a1 белая ладья · d1 белый ферзь · e1 белый король · f1 белый слон · g1 белый конь · h1 белая ладья | a8 чёрная ладья · b8 чёрный конь · c8 чёрный слон · d8 чёрный ферзь · e8 чёрный король · f8 чёрный слон · h8 чёрная ладья · a7 чёрная пешка · b7 чёрная пешка · c7 чёрная пешка · e7 чёрная пешка · f7 чёрная пешка · h7 чёрная пешка · g6 чёрная пешка · d5 чёрный конь · d4 белая пешка · c3 белый конь · a2 белая пешка · b2 белая пешка · d2 белый слон · e2 белая пешка · f2 белая пешка · g2 белая пешка · h2 белая пешка · a1 белая ладья · d1 белый ферзь · e1 белый король · f1 белый слон · g1 белый конь · h1 белая ладья | a8 чёрная ладья · b8 чёрный конь · c8 чёрный слон · d8 чёрный ферзь · e8 чёрный король · f8 чёрный слон · h8 чёрная ладья · a7 чёрная пешка · b7 чёрная пешка · c7 чёрная пешка · e7 чёрная пешка · f7 чёрная пешка · h7 чёрная пешка · g6 чёрная пешка · d5 чёрный конь · d4 белая пешка · c3 белый конь · a2 белая пешка · b2 белая пешка · d2 белый слон · e2 белая пешка · f2 белая пешка · g2 белая пешка · h2 белая пешка · a1 белая ладья · d1 белый ферзь · e1 белый король · f1 белый слон · g1 белый конь · h1 белая ладья | a8 чёрная ладья · b8 чёрный конь · c8 чёрный слон · d8 чёрный ферзь · e8 чёрный король · f8 чёрный слон · h8 чёрная ладья · a7 чёрная пешка · b7 чёрная пешка · c7 чёрная пешка · e7 чёрная пешка · f7 чёрная пешка · h7 чёрная пешка · g6 чёрная пешка · d5 чёрный конь · d4 белая пешка · c3 белый конь · a2 белая пешка · b2 белая пешка · d2 белый слон · e2 белая пешка · f2 белая пешка · g2 белая пешка · h2 белая пешка · a1 белая ладья · d1 белый ферзь · e1 белый король · f1 белый слон · g1 белый конь · h1 белая ладья | a8 чёрная ладья · b8 чёрный конь · c8 чёрный слон · d8 чёрный ферзь · e8 чёрный король · f8 чёрный слон · h8 чёрная ладья · a7 чёрная пешка · b7 чёрная пешка · c7 чёрная пешка · e7 чёрная пешка · f7 чёрная пешка · h7 чёрная пешка · g6 чёрная пешка · d5 чёрный конь · d4 белая пешка · c3 белый конь · a2 белая пешка · b2 белая пешка · d2 белый слон · e2 белая пешка · f2 белая пешка · g2 белая пешка · h2 белая пешка · a1 белая ладья · d1 белый ферзь · e1 белый король · f1 белый слон · g1 белый конь · h1 белая ладья | 7 |
| 6 | a8 чёрная ладья · b8 чёрный конь · c8 чёрный слон · d8 чёрный ферзь · e8 чёрный король · f8 чёрный слон · h8 чёрная ладья · a7 чёрная пешка · b7 чёрная пешка · c7 чёрная пешка · e7 чёрная пешка · f7 чёрная пешка · h7 чёрная пешка · g6 чёрная пешка · d5 чёрный конь · d4 белая пешка · c3 белый конь · a2 белая пешка · b2 белая пешка · d2 белый слон · e2 белая пешка · f2 белая пешка · g2 белая пешка · h2 белая пешка · a1 белая ладья · d1 белый ферзь · e1 белый король · f1 белый слон · g1 белый конь · h1 белая ладья | a8 чёрная ладья · b8 чёрный конь · c8 чёрный слон · d8 чёрный ферзь · e8 чёрный король · f8 чёрный слон · h8 чёрная ладья · a7 чёрная пешка · b7 чёрная пешка · c7 чёрная пешка · e7 чёрная пешка · f7 чёрная пешка · h7 чёрная пешка · g6 чёрная пешка · d5 чёрный конь · d4 белая пешка · c3 белый конь · a2 белая пешка · b2 белая пешка · d2 белый слон · e2 белая пешка · f2 белая пешка · g2 белая пешка · h2 белая пешка · a1 белая ладья · d1 белый ферзь · e1 белый король · f1 белый слон · g1 белый конь · h1 белая ладья | a8 чёрная ладья · b8 чёрный конь · c8 чёрный слон · d8 чёрный ферзь · e8 чёрный король · f8 чёрный слон · h8 чёрная ладья · a7 чёрная пешка · b7 чёрная пешка · c7 чёрная пешка · e7 чёрная пешка · f7 чёрная пешка · h7 чёрная пешка · g6 чёрная пешка · d5 чёрный конь · d4 белая пешка · c3 белый конь · a2 белая пешка · b2 белая пешка · d2 белый слон · e2 белая пешка · f2 белая пешка · g2 белая пешка · h2 белая пешка · a1 белая ладья · d1 белый ферзь · e1 белый король · f1 белый слон · g1 белый конь · h1 белая ладья | a8 чёрная ладья · b8 чёрный конь · c8 чёрный слон · d8 чёрный ферзь · e8 чёрный король · f8 чёрный слон · h8 чёрная ладья · a7 чёрная пешка · b7 чёрная пешка · c7 чёрная пешка · e7 чёрная пешка · f7 чёрная пешка · h7 чёрная пешка · g6 чёрная пешка · d5 чёрный конь · d4 белая пешка · c3 белый конь · a2 белая пешка · b2 белая пешка · d2 белый слон · e2 белая пешка · f2 белая пешка · g2 белая пешка · h2 белая пешка · a1 белая ладья · d1 белый ферзь · e1 белый король · f1 белый слон · g1 белый конь · h1 белая ладья | a8 чёрная ладья · b8 чёрный конь · c8 чёрный слон · d8 чёрный ферзь · e8 чёрный король · f8 чёрный слон · h8 чёрная ладья · a7 чёрная пешка · b7 чёрная пешка · c7 чёрная пешка · e7 чёрная пешка · f7 чёрная пешка · h7 чёрная пешка · g6 чёрная пешка · d5 чёрный конь · d4 белая пешка · c3 белый конь · a2 белая пешка · b2 белая пешка · d2 белый слон · e2 белая пешка · f2 белая пешка · g2 белая пешка · h2 белая пешка · a1 белая ладья · d1 белый ферзь · e1 белый король · f1 белый слон · g1 белый конь · h1 белая ладья | a8 чёрная ладья · b8 чёрный конь · c8 чёрный слон · d8 чёрный ферзь · e8 чёрный король · f8 чёрный слон · h8 чёрная ладья · a7 чёрная пешка · b7 чёрная пешка · c7 чёрная пешка · e7 чёрная пешка · f7 чёрная пешка · h7 чёрная пешка · g6 чёрная пешка · d5 чёрный конь · d4 белая пешка · c3 белый конь · a2 белая пешка · b2 белая пешка · d2 белый слон · e2 белая пешка · f2 белая пешка · g2 белая пешка · h2 белая пешка · a1 белая ладья · d1 белый ферзь · e1 белый король · f1 белый слон · g1 белый конь · h1 белая ладья | a8 чёрная ладья · b8 чёрный конь · c8 чёрный слон · d8 чёрный ферзь · e8 чёрный король · f8 чёрный слон · h8 чёрная ладья · a7 чёрная пешка · b7 чёрная пешка · c7 чёрная пешка · e7 чёрная пешка · f7 чёрная пешка · h7 чёрная пешка · g6 чёрная пешка · d5 чёрный конь · d4 белая пешка · c3 белый конь · a2 белая пешка · b2 белая пешка · d2 белый слон · e2 белая пешка · f2 белая пешка · g2 белая пешка · h2 белая пешка · a1 белая ладья · d1 белый ферзь · e1 белый король · f1 белый слон · g1 белый конь · h1 белая ладья | a8 чёрная ладья · b8 чёрный конь · c8 чёрный слон · d8 чёрный ферзь · e8 чёрный король · f8 чёрный слон · h8 чёрная ладья · a7 чёрная пешка · b7 чёрная пешка · c7 чёрная пешка · e7 чёрная пешка · f7 чёрная пешка · h7 чёрная пешка · g6 чёрная пешка · d5 чёрный конь · d4 белая пешка · c3 белый конь · a2 белая пешка · b2 белая пешка · d2 белый слон · e2 белая пешка · f2 белая пешка · g2 белая пешка · h2 белая пешка · a1 белая ладья · d1 белый ферзь · e1 белый король · f1 белый слон · g1 белый конь · h1 белая ладья | 6 |
| 5 | a8 чёрная ладья · b8 чёрный конь · c8 чёрный слон · d8 чёрный ферзь · e8 чёрный король · f8 чёрный слон · h8 чёрная ладья · a7 чёрная пешка · b7 чёрная пешка · c7 чёрная пешка · e7 чёрная пешка · f7 чёрная пешка · h7 чёрная пешка · g6 чёрная пешка · d5 чёрный конь · d4 белая пешка · c3 белый конь · a2 белая пешка · b2 белая пешка · d2 белый слон · e2 белая пешка · f2 белая пешка · g2 белая пешка · h2 белая пешка · a1 белая ладья · d1 белый ферзь · e1 белый король · f1 белый слон · g1 белый конь · h1 белая ладья | a8 чёрная ладья · b8 чёрный конь · c8 чёрный слон · d8 чёрный ферзь · e8 чёрный король · f8 чёрный слон · h8 чёрная ладья · a7 чёрная пешка · b7 чёрная пешка · c7 чёрная пешка · e7 чёрная пешка · f7 чёрная пешка · h7 чёрная пешка · g6 чёрная пешка · d5 чёрный конь · d4 белая пешка · c3 белый конь · a2 белая пешка · b2 белая пешка · d2 белый слон · e2 белая пешка · f2 белая пешка · g2 белая пешка · h2 белая пешка · a1 белая ладья · d1 белый ферзь · e1 белый король · f1 белый слон · g1 белый конь · h1 белая ладья | a8 чёрная ладья · b8 чёрный конь · c8 чёрный слон · d8 чёрный ферзь · e8 чёрный король · f8 чёрный слон · h8 чёрная ладья · a7 чёрная пешка · b7 чёрная пешка · c7 чёрная пешка · e7 чёрная пешка · f7 чёрная пешка · h7 чёрная пешка · g6 чёрная пешка · d5 чёрный конь · d4 белая пешка · c3 белый конь · a2 белая пешка · b2 белая пешка · d2 белый слон · e2 белая пешка · f2 белая пешка · g2 белая пешка · h2 белая пешка · a1 белая ладья · d1 белый ферзь · e1 белый король · f1 белый слон · g1 белый конь · h1 белая ладья | a8 чёрная ладья · b8 чёрный конь · c8 чёрный слон · d8 чёрный ферзь · e8 чёрный король · f8 чёрный слон · h8 чёрная ладья · a7 чёрная пешка · b7 чёрная пешка · c7 чёрная пешка · e7 чёрная пешка · f7 чёрная пешка · h7 чёрная пешка · g6 чёрная пешка · d5 чёрный конь · d4 белая пешка · c3 белый конь · a2 белая пешка · b2 белая пешка · d2 белый слон · e2 белая пешка · f2 белая пешка · g2 белая пешка · h2 белая пешка · a1 белая ладья · d1 белый ферзь · e1 белый король · f1 белый слон · g1 белый конь · h1 белая ладья | a8 чёрная ладья · b8 чёрный конь · c8 чёрный слон · d8 чёрный ферзь · e8 чёрный король · f8 чёрный слон · h8 чёрная ладья · a7 чёрная пешка · b7 чёрная пешка · c7 чёрная пешка · e7 чёрная пешка · f7 чёрная пешка · h7 чёрная пешка · g6 чёрная пешка · d5 чёрный конь · d4 белая пешка · c3 белый конь · a2 белая пешка · b2 белая пешка · d2 белый слон · e2 белая пешка · f2 белая пешка · g2 белая пешка · h2 белая пешка · a1 белая ладья · d1 белый ферзь · e1 белый король · f1 белый слон · g1 белый конь · h1 белая ладья | a8 чёрная ладья · b8 чёрный конь · c8 чёрный слон · d8 чёрный ферзь · e8 чёрный король · f8 чёрный слон · h8 чёрная ладья · a7 чёрная пешка · b7 чёрная пешка · c7 чёрная пешка · e7 чёрная пешка · f7 чёрная пешка · h7 чёрная пешка · g6 чёрная пешка · d5 чёрный конь · d4 белая пешка · c3 белый конь · a2 белая пешка · b2 белая пешка · d2 белый слон · e2 белая пешка · f2 белая пешка · g2 белая пешка · h2 белая пешка · a1 белая ладья · d1 белый ферзь · e1 белый король · f1 белый слон · g1 белый конь · h1 белая ладья | a8 чёрная ладья · b8 чёрный конь · c8 чёрный слон · d8 чёрный ферзь · e8 чёрный король · f8 чёрный слон · h8 чёрная ладья · a7 чёрная пешка · b7 чёрная пешка · c7 чёрная пешка · e7 чёрная пешка · f7 чёрная пешка · h7 чёрная пешка · g6 чёрная пешка · d5 чёрный конь · d4 белая пешка · c3 белый конь · a2 белая пешка · b2 белая пешка · d2 белый слон · e2 белая пешка · f2 белая пешка · g2 белая пешка · h2 белая пешка · a1 белая ладья · d1 белый ферзь · e1 белый король · f1 белый слон · g1 белый конь · h1 белая ладья | a8 чёрная ладья · b8 чёрный конь · c8 чёрный слон · d8 чёрный ферзь · e8 чёрный король · f8 чёрный слон · h8 чёрная ладья · a7 чёрная пешка · b7 чёрная пешка · c7 чёрная пешка · e7 чёрная пешка · f7 чёрная пешка · h7 чёрная пешка · g6 чёрная пешка · d5 чёрный конь · d4 белая пешка · c3 белый конь · a2 белая пешка · b2 белая пешка · d2 белый слон · e2 белая пешка · f2 белая пешка · g2 белая пешка · h2 белая пешка · a1 белая ладья · d1 белый ферзь · e1 белый король · f1 белый слон · g1 белый конь · h1 белая ладья | 5 |
| 4 | a8 чёрная ладья · b8 чёрный конь · c8 чёрный слон · d8 чёрный ферзь · e8 чёрный король · f8 чёрный слон · h8 чёрная ладья · a7 чёрная пешка · b7 чёрная пешка · c7 чёрная пешка · e7 чёрная пешка · f7 чёрная пешка · h7 чёрная пешка · g6 чёрная пешка · d5 чёрный конь · d4 белая пешка · c3 белый конь · a2 белая пешка · b2 белая пешка · d2 белый слон · e2 белая пешка · f2 белая пешка · g2 белая пешка · h2 белая пешка · a1 белая ладья · d1 белый ферзь · e1 белый король · f1 белый слон · g1 белый конь · h1 белая ладья | a8 чёрная ладья · b8 чёрный конь · c8 чёрный слон · d8 чёрный ферзь · e8 чёрный король · f8 чёрный слон · h8 чёрная ладья · a7 чёрная пешка · b7 чёрная пешка · c7 чёрная пешка · e7 чёрная пешка · f7 чёрная пешка · h7 чёрная пешка · g6 чёрная пешка · d5 чёрный конь · d4 белая пешка · c3 белый конь · a2 белая пешка · b2 белая пешка · d2 белый слон · e2 белая пешка · f2 белая пешка · g2 белая пешка · h2 белая пешка · a1 белая ладья · d1 белый ферзь · e1 белый король · f1 белый слон · g1 белый конь · h1 белая ладья | a8 чёрная ладья · b8 чёрный конь · c8 чёрный слон · d8 чёрный ферзь · e8 чёрный король · f8 чёрный слон · h8 чёрная ладья · a7 чёрная пешка · b7 чёрная пешка · c7 чёрная пешка · e7 чёрная пешка · f7 чёрная пешка · h7 чёрная пешка · g6 чёрная пешка · d5 чёрный конь · d4 белая пешка · c3 белый конь · a2 белая пешка · b2 белая пешка · d2 белый слон · e2 белая пешка · f2 белая пешка · g2 белая пешка · h2 белая пешка · a1 белая ладья · d1 белый ферзь · e1 белый король · f1 белый слон · g1 белый конь · h1 белая ладья | a8 чёрная ладья · b8 чёрный конь · c8 чёрный слон · d8 чёрный ферзь · e8 чёрный король · f8 чёрный слон · h8 чёрная ладья · a7 чёрная пешка · b7 чёрная пешка · c7 чёрная пешка · e7 чёрная пешка · f7 чёрная пешка · h7 чёрная пешка · g6 чёрная пешка · d5 чёрный конь · d4 белая пешка · c3 белый конь · a2 белая пешка · b2 белая пешка · d2 белый слон · e2 белая пешка · f2 белая пешка · g2 белая пешка · h2 белая пешка · a1 белая ладья · d1 белый ферзь · e1 белый король · f1 белый слон · g1 белый конь · h1 белая ладья | a8 чёрная ладья · b8 чёрный конь · c8 чёрный слон · d8 чёрный ферзь · e8 чёрный король · f8 чёрный слон · h8 чёрная ладья · a7 чёрная пешка · b7 чёрная пешка · c7 чёрная пешка · e7 чёрная пешка · f7 чёрная пешка · h7 чёрная пешка · g6 чёрная пешка · d5 чёрный конь · d4 белая пешка · c3 белый конь · a2 белая пешка · b2 белая пешка · d2 белый слон · e2 белая пешка · f2 белая пешка · g2 белая пешка · h2 белая пешка · a1 белая ладья · d1 белый ферзь · e1 белый король · f1 белый слон · g1 белый конь · h1 белая ладья | a8 чёрная ладья · b8 чёрный конь · c8 чёрный слон · d8 чёрный ферзь · e8 чёрный король · f8 чёрный слон · h8 чёрная ладья · a7 чёрная пешка · b7 чёрная пешка · c7 чёрная пешка · e7 чёрная пешка · f7 чёрная пешка · h7 чёрная пешка · g6 чёрная пешка · d5 чёрный конь · d4 белая пешка · c3 белый конь · a2 белая пешка · b2 белая пешка · d2 белый слон · e2 белая пешка · f2 белая пешка · g2 белая пешка · h2 белая пешка · a1 белая ладья · d1 белый ферзь · e1 белый король · f1 белый слон · g1 белый конь · h1 белая ладья | a8 чёрная ладья · b8 чёрный конь · c8 чёрный слон · d8 чёрный ферзь · e8 чёрный король · f8 чёрный слон · h8 чёрная ладья · a7 чёрная пешка · b7 чёрная пешка · c7 чёрная пешка · e7 чёрная пешка · f7 чёрная пешка · h7 чёрная пешка · g6 чёрная пешка · d5 чёрный конь · d4 белая пешка · c3 белый конь · a2 белая пешка · b2 белая пешка · d2 белый слон · e2 белая пешка · f2 белая пешка · g2 белая пешка · h2 белая пешка · a1 белая ладья · d1 белый ферзь · e1 белый король · f1 белый слон · g1 белый конь · h1 белая ладья | a8 чёрная ладья · b8 чёрный конь · c8 чёрный слон · d8 чёрный ферзь · e8 чёрный король · f8 чёрный слон · h8 чёрная ладья · a7 чёрная пешка · b7 чёрная пешка · c7 чёрная пешка · e7 чёрная пешка · f7 чёрная пешка · h7 чёрная пешка · g6 чёрная пешка · d5 чёрный конь · d4 белая пешка · c3 белый конь · a2 белая пешка · b2 белая пешка · d2 белый слон · e2 белая пешка · f2 белая пешка · g2 белая пешка · h2 белая пешка · a1 белая ладья · d1 белый ферзь · e1 белый король · f1 белый слон · g1 белый конь · h1 белая ладья | 4 |
| 3 | a8 чёрная ладья · b8 чёрный конь · c8 чёрный слон · d8 чёрный ферзь · e8 чёрный король · f8 чёрный слон · h8 чёрная ладья · a7 чёрная пешка · b7 чёрная пешка · c7 чёрная пешка · e7 чёрная пешка · f7 чёрная пешка · h7 чёрная пешка · g6 чёрная пешка · d5 чёрный конь · d4 белая пешка · c3 белый конь · a2 белая пешка · b2 белая пешка · d2 белый слон · e2 белая пешка · f2 белая пешка · g2 белая пешка · h2 белая пешка · a1 белая ладья · d1 белый ферзь · e1 белый король · f1 белый слон · g1 белый конь · h1 белая ладья | a8 чёрная ладья · b8 чёрный конь · c8 чёрный слон · d8 чёрный ферзь · e8 чёрный король · f8 чёрный слон · h8 чёрная ладья · a7 чёрная пешка · b7 чёрная пешка · c7 чёрная пешка · e7 чёрная пешка · f7 чёрная пешка · h7 чёрная пешка · g6 чёрная пешка · d5 чёрный конь · d4 белая пешка · c3 белый конь · a2 белая пешка · b2 белая пешка · d2 белый слон · e2 белая пешка · f2 белая пешка · g2 белая пешка · h2 белая пешка · a1 белая ладья · d1 белый ферзь · e1 белый король · f1 белый слон · g1 белый конь · h1 белая ладья | a8 чёрная ладья · b8 чёрный конь · c8 чёрный слон · d8 чёрный ферзь · e8 чёрный король · f8 чёрный слон · h8 чёрная ладья · a7 чёрная пешка · b7 чёрная пешка · c7 чёрная пешка · e7 чёрная пешка · f7 чёрная пешка · h7 чёрная пешка · g6 чёрная пешка · d5 чёрный конь · d4 белая пешка · c3 белый конь · a2 белая пешка · b2 белая пешка · d2 белый слон · e2 белая пешка · f2 белая пешка · g2 белая пешка · h2 белая пешка · a1 белая ладья · d1 белый ферзь · e1 белый король · f1 белый слон · g1 белый конь · h1 белая ладья | a8 чёрная ладья · b8 чёрный конь · c8 чёрный слон · d8 чёрный ферзь · e8 чёрный король · f8 чёрный слон · h8 чёрная ладья · a7 чёрная пешка · b7 чёрная пешка · c7 чёрная пешка · e7 чёрная пешка · f7 чёрная пешка · h7 чёрная пешка · g6 чёрная пешка · d5 чёрный конь · d4 белая пешка · c3 белый конь · a2 белая пешка · b2 белая пешка · d2 белый слон · e2 белая пешка · f2 белая пешка · g2 белая пешка · h2 белая пешка · a1 белая ладья · d1 белый ферзь · e1 белый король · f1 белый слон · g1 белый конь · h1 белая ладья | a8 чёрная ладья · b8 чёрный конь · c8 чёрный слон · d8 чёрный ферзь · e8 чёрный король · f8 чёрный слон · h8 чёрная ладья · a7 чёрная пешка · b7 чёрная пешка · c7 чёрная пешка · e7 чёрная пешка · f7 чёрная пешка · h7 чёрная пешка · g6 чёрная пешка · d5 чёрный конь · d4 белая пешка · c3 белый конь · a2 белая пешка · b2 белая пешка · d2 белый слон · e2 белая пешка · f2 белая пешка · g2 белая пешка · h2 белая пешка · a1 белая ладья · d1 белый ферзь · e1 белый король · f1 белый слон · g1 белый конь · h1 белая ладья | a8 чёрная ладья · b8 чёрный конь · c8 чёрный слон · d8 чёрный ферзь · e8 чёрный король · f8 чёрный слон · h8 чёрная ладья · a7 чёрная пешка · b7 чёрная пешка · c7 чёрная пешка · e7 чёрная пешка · f7 чёрная пешка · h7 чёрная пешка · g6 чёрная пешка · d5 чёрный конь · d4 белая пешка · c3 белый конь · a2 белая пешка · b2 белая пешка · d2 белый слон · e2 белая пешка · f2 белая пешка · g2 белая пешка · h2 белая пешка · a1 белая ладья · d1 белый ферзь · e1 белый король · f1 белый слон · g1 белый конь · h1 белая ладья | a8 чёрная ладья · b8 чёрный конь · c8 чёрный слон · d8 чёрный ферзь · e8 чёрный король · f8 чёрный слон · h8 чёрная ладья · a7 чёрная пешка · b7 чёрная пешка · c7 чёрная пешка · e7 чёрная пешка · f7 чёрная пешка · h7 чёрная пешка · g6 чёрная пешка · d5 чёрный конь · d4 белая пешка · c3 белый конь · a2 белая пешка · b2 белая пешка · d2 белый слон · e2 белая пешка · f2 белая пешка · g2 белая пешка · h2 белая пешка · a1 белая ладья · d1 белый ферзь · e1 белый король · f1 белый слон · g1 белый конь · h1 белая ладья | a8 чёрная ладья · b8 чёрный конь · c8 чёрный слон · d8 чёрный ферзь · e8 чёрный король · f8 чёрный слон · h8 чёрная ладья · a7 чёрная пешка · b7 чёрная пешка · c7 чёрная пешка · e7 чёрная пешка · f7 чёрная пешка · h7 чёрная пешка · g6 чёрная пешка · d5 чёрный конь · d4 белая пешка · c3 белый конь · a2 белая пешка · b2 белая пешка · d2 белый слон · e2 белая пешка · f2 белая пешка · g2 белая пешка · h2 белая пешка · a1 белая ладья · d1 белый ферзь · e1 белый король · f1 белый слон · g1 белый конь · h1 белая ладья | 3 |
| 2 | a8 чёрная ладья · b8 чёрный конь · c8 чёрный слон · d8 чёрный ферзь · e8 чёрный король · f8 чёрный слон · h8 чёрная ладья · a7 чёрная пешка · b7 чёрная пешка · c7 чёрная пешка · e7 чёрная пешка · f7 чёрная пешка · h7 чёрная пешка · g6 чёрная пешка · d5 чёрный конь · d4 белая пешка · c3 белый конь · a2 белая пешка · b2 белая пешка · d2 белый слон · e2 белая пешка · f2 белая пешка · g2 белая пешка · h2 белая пешка · a1 белая ладья · d1 белый ферзь · e1 белый король · f1 белый слон · g1 белый конь · h1 белая ладья | a8 чёрная ладья · b8 чёрный конь · c8 чёрный слон · d8 чёрный ферзь · e8 чёрный король · f8 чёрный слон · h8 чёрная ладья · a7 чёрная пешка · b7 чёрная пешка · c7 чёрная пешка · e7 чёрная пешка · f7 чёрная пешка · h7 чёрная пешка · g6 чёрная пешка · d5 чёрный конь · d4 белая пешка · c3 белый конь · a2 белая пешка · b2 белая пешка · d2 белый слон · e2 белая пешка · f2 белая пешка · g2 белая пешка · h2 белая пешка · a1 белая ладья · d1 белый ферзь · e1 белый король · f1 белый слон · g1 белый конь · h1 белая ладья | a8 чёрная ладья · b8 чёрный конь · c8 чёрный слон · d8 чёрный ферзь · e8 чёрный король · f8 чёрный слон · h8 чёрная ладья · a7 чёрная пешка · b7 чёрная пешка · c7 чёрная пешка · e7 чёрная пешка · f7 чёрная пешка · h7 чёрная пешка · g6 чёрная пешка · d5 чёрный конь · d4 белая пешка · c3 белый конь · a2 белая пешка · b2 белая пешка · d2 белый слон · e2 белая пешка · f2 белая пешка · g2 белая пешка · h2 белая пешка · a1 белая ладья · d1 белый ферзь · e1 белый король · f1 белый слон · g1 белый конь · h1 белая ладья | a8 чёрная ладья · b8 чёрный конь · c8 чёрный слон · d8 чёрный ферзь · e8 чёрный король · f8 чёрный слон · h8 чёрная ладья · a7 чёрная пешка · b7 чёрная пешка · c7 чёрная пешка · e7 чёрная пешка · f7 чёрная пешка · h7 чёрная пешка · g6 чёрная пешка · d5 чёрный конь · d4 белая пешка · c3 белый конь · a2 белая пешка · b2 белая пешка · d2 белый слон · e2 белая пешка · f2 белая пешка · g2 белая пешка · h2 белая пешка · a1 белая ладья · d1 белый ферзь · e1 белый король · f1 белый слон · g1 белый конь · h1 белая ладья | a8 чёрная ладья · b8 чёрный конь · c8 чёрный слон · d8 чёрный ферзь · e8 чёрный король · f8 чёрный слон · h8 чёрная ладья · a7 чёрная пешка · b7 чёрная пешка · c7 чёрная пешка · e7 чёрная пешка · f7 чёрная пешка · h7 чёрная пешка · g6 чёрная пешка · d5 чёрный конь · d4 белая пешка · c3 белый конь · a2 белая пешка · b2 белая пешка · d2 белый слон · e2 белая пешка · f2 белая пешка · g2 белая пешка · h2 белая пешка · a1 белая ладья · d1 белый ферзь · e1 белый король · f1 белый слон · g1 белый конь · h1 белая ладья | a8 чёрная ладья · b8 чёрный конь · c8 чёрный слон · d8 чёрный ферзь · e8 чёрный король · f8 чёрный слон · h8 чёрная ладья · a7 чёрная пешка · b7 чёрная пешка · c7 чёрная пешка · e7 чёрная пешка · f7 чёрная пешка · h7 чёрная пешка · g6 чёрная пешка · d5 чёрный конь · d4 белая пешка · c3 белый конь · a2 белая пешка · b2 белая пешка · d2 белый слон · e2 белая пешка · f2 белая пешка · g2 белая пешка · h2 белая пешка · a1 белая ладья · d1 белый ферзь · e1 белый король · f1 белый слон · g1 белый конь · h1 белая ладья | a8 чёрная ладья · b8 чёрный конь · c8 чёрный слон · d8 чёрный ферзь · e8 чёрный король · f8 чёрный слон · h8 чёрная ладья · a7 чёрная пешка · b7 чёрная пешка · c7 чёрная пешка · e7 чёрная пешка · f7 чёрная пешка · h7 чёрная пешка · g6 чёрная пешка · d5 чёрный конь · d4 белая пешка · c3 белый конь · a2 белая пешка · b2 белая пешка · d2 белый слон · e2 белая пешка · f2 белая пешка · g2 белая пешка · h2 белая пешка · a1 белая ладья · d1 белый ферзь · e1 белый король · f1 белый слон · g1 белый конь · h1 белая ладья | a8 чёрная ладья · b8 чёрный конь · c8 чёрный слон · d8 чёрный ферзь · e8 чёрный король · f8 чёрный слон · h8 чёрная ладья · a7 чёрная пешка · b7 чёрная пешка · c7 чёрная пешка · e7 чёрная пешка · f7 чёрная пешка · h7 чёрная пешка · g6 чёрная пешка · d5 чёрный конь · d4 белая пешка · c3 белый конь · a2 белая пешка · b2 белая пешка · d2 белый слон · e2 белая пешка · f2 белая пешка · g2 белая пешка · h2 белая пешка · a1 белая ладья · d1 белый ферзь · e1 белый король · f1 белый слон · g1 белый конь · h1 белая ладья | 2 |
| 1 | a8 чёрная ладья · b8 чёрный конь · c8 чёрный слон · d8 чёрный ферзь · e8 чёрный король · f8 чёрный слон · h8 чёрная ладья · a7 чёрная пешка · b7 чёрная пешка · c7 чёрная пешка · e7 чёрная пешка · f7 чёрная пешка · h7 чёрная пешка · g6 чёрная пешка · d5 чёрный конь · d4 белая пешка · c3 белый конь · a2 белая пешка · b2 белая пешка · d2 белый слон · e2 белая пешка · f2 белая пешка · g2 белая пешка · h2 белая пешка · a1 белая ладья · d1 белый ферзь · e1 белый король · f1 белый слон · g1 белый конь · h1 белая ладья | a8 чёрная ладья · b8 чёрный конь · c8 чёрный слон · d8 чёрный ферзь · e8 чёрный король · f8 чёрный слон · h8 чёрная ладья · a7 чёрная пешка · b7 чёрная пешка · c7 чёрная пешка · e7 чёрная пешка · f7 чёрная пешка · h7 чёрная пешка · g6 чёрная пешка · d5 чёрный конь · d4 белая пешка · c3 белый конь · a2 белая пешка · b2 белая пешка · d2 белый слон · e2 белая пешка · f2 белая пешка · g2 белая пешка · h2 белая пешка · a1 белая ладья · d1 белый ферзь · e1 белый король · f1 белый слон · g1 белый конь · h1 белая ладья | a8 чёрная ладья · b8 чёрный конь · c8 чёрный слон · d8 чёрный ферзь · e8 чёрный король · f8 чёрный слон · h8 чёрная ладья · a7 чёрная пешка · b7 чёрная пешка · c7 чёрная пешка · e7 чёрная пешка · f7 чёрная пешка · h7 чёрная пешка · g6 чёрная пешка · d5 чёрный конь · d4 белая пешка · c3 белый конь · a2 белая пешка · b2 белая пешка · d2 белый слон · e2 белая пешка · f2 белая пешка · g2 белая пешка · h2 белая пешка · a1 белая ладья · d1 белый ферзь · e1 белый король · f1 белый слон · g1 белый конь · h1 белая ладья | a8 чёрная ладья · b8 чёрный конь · c8 чёрный слон · d8 чёрный ферзь · e8 чёрный король · f8 чёрный слон · h8 чёрная ладья · a7 чёрная пешка · b7 чёрная пешка · c7 чёрная пешка · e7 чёрная пешка · f7 чёрная пешка · h7 чёрная пешка · g6 чёрная пешка · d5 чёрный конь · d4 белая пешка · c3 белый конь · a2 белая пешка · b2 белая пешка · d2 белый слон · e2 белая пешка · f2 белая пешка · g2 белая пешка · h2 белая пешка · a1 белая ладья · d1 белый ферзь · e1 белый король · f1 белый слон · g1 белый конь · h1 белая ладья | a8 чёрная ладья · b8 чёрный конь · c8 чёрный слон · d8 чёрный ферзь · e8 чёрный король · f8 чёрный слон · h8 чёрная ладья · a7 чёрная пешка · b7 чёрная пешка · c7 чёрная пешка · e7 чёрная пешка · f7 чёрная пешка · h7 чёрная пешка · g6 чёрная пешка · d5 чёрный конь · d4 белая пешка · c3 белый конь · a2 белая пешка · b2 белая пешка · d2 белый слон · e2 белая пешка · f2 белая пешка · g2 белая пешка · h2 белая пешка · a1 белая ладья · d1 белый ферзь · e1 белый король · f1 белый слон · g1 белый конь · h1 белая ладья | a8 чёрная ладья · b8 чёрный конь · c8 чёрный слон · d8 чёрный ферзь · e8 чёрный король · f8 чёрный слон · h8 чёрная ладья · a7 чёрная пешка · b7 чёрная пешка · c7 чёрная пешка · e7 чёрная пешка · f7 чёрная пешка · h7 чёрная пешка · g6 чёрная пешка · d5 чёрный конь · d4 белая пешка · c3 белый конь · a2 белая пешка · b2 белая пешка · d2 белый слон · e2 белая пешка · f2 белая пешка · g2 белая пешка · h2 белая пешка · a1 белая ладья · d1 белый ферзь · e1 белый король · f1 белый слон · g1 белый конь · h1 белая ладья | a8 чёрная ладья · b8 чёрный конь · c8 чёрный слон · d8 чёрный ферзь · e8 чёрный король · f8 чёрный слон · h8 чёрная ладья · a7 чёрная пешка · b7 чёрная пешка · c7 чёрная пешка · e7 чёрная пешка · f7 чёрная пешка · h7 чёрная пешка · g6 чёрная пешка · d5 чёрный конь · d4 белая пешка · c3 белый конь · a2 белая пешка · b2 белая пешка · d2 белый слон · e2 белая пешка · f2 белая пешка · g2 белая пешка · h2 белая пешка · a1 белая ладья · d1 белый ферзь · e1 белый король · f1 белый слон · g1 белый конь · h1 белая ладья | a8 чёрная ладья · b8 чёрный конь · c8 чёрный слон · d8 чёрный ферзь · e8 чёрный король · f8 чёрный слон · h8 чёрная ладья · a7 чёрная пешка · b7 чёрная пешка · c7 чёрная пешка · e7 чёрная пешка · f7 чёрная пешка · h7 чёрная пешка · g6 чёрная пешка · d5 чёрный конь · d4 белая пешка · c3 белый конь · a2 белая пешка · b2 белая пешка · d2 белый слон · e2 белая пешка · f2 белая пешка · g2 белая пешка · h2 белая пешка · a1 белая ладья · d1 белый ферзь · e1 белый король · f1 белый слон · g1 белый конь · h1 белая ладья | 1 |
|   | a | b | c | d | e | f | g | h |   |

Ананд — Карлсен

8 ноября

Защита Грюнфельда (D85)

1.d4 Кf6 2.c4 g6 3.Кс3 d5 4.cxd5 Кхd5 5.Сd2 Сg7 6.e4 Кхс3 7.Схс3 0-0 8.Фd2 Кс6 9.Кf3 Сg4 10.d5 Схf3 11.Схg7 Крхg7 12.gxf3 Ке5 13.0-0-0 c6 14.Фс3 f6 15.Сһ3 cxd5 16.exd5 Кf7 17.f4 Фd6 18.Фd4 Лаd8 19.Се6 Фb6 20.Фd2 Лd6 21.Лһе1 Кd8 22.f5 Кхе6 23.Лхе6 Фс7+ 24.Крb1 Лс8 25.Лde1 Лхе6 26.Лхе6 Лd8 27.Фе3 Лd7 28.d6 exd6 29.Фd4 Лf7 30.fxg6 hxg6 31.Лхd6 a6 32.a3 Фа5 33.f4 Фһ5 34.Фd2 Фс5 35.Лd5 Фс4 36.Лd7 Фс6 37.Лd6 Фе4+ 38.Кра2 Ле7 39.Фс1 a5 40.Фf1 a4 41.Лd1 Фс2 42.Лd4 Ле2 43.Лb4 b5 44.Фһ1 Ле7 45.Фd5 Ле1 46.Фd7+ Крһ6 47.Фһ3+ Крg7 48.Фd7+ ½−½

Просмотр партии на сайте: www.chessgames.com

### Вторая партия
|   | a | b | c | d | e | f | g | h |   |
| - | --- | --- | --- | --- | --- | --- | --- | --- | - |
| 8 | f8 чёрная ладья · g8 чёрный король · e7 белая ладья · g7 чёрная пешка · d6 чёрный ферзь · f6 чёрная пешка · a5 чёрная пешка · c5 чёрная пешка · f5 белая пешка · h5 чёрная пешка · a4 белая пешка · e4 белый ферзь · h4 белая пешка · f3 чёрная пешка · g3 белая пешка · c2 белая пешка · f2 белая пешка · h2 белый король | f8 чёрная ладья · g8 чёрный король · e7 белая ладья · g7 чёрная пешка · d6 чёрный ферзь · f6 чёрная пешка · a5 чёрная пешка · c5 чёрная пешка · f5 белая пешка · h5 чёрная пешка · a4 белая пешка · e4 белый ферзь · h4 белая пешка · f3 чёрная пешка · g3 белая пешка · c2 белая пешка · f2 белая пешка · h2 белый король | f8 чёрная ладья · g8 чёрный король · e7 белая ладья · g7 чёрная пешка · d6 чёрный ферзь · f6 чёрная пешка · a5 чёрная пешка · c5 чёрная пешка · f5 белая пешка · h5 чёрная пешка · a4 белая пешка · e4 белый ферзь · h4 белая пешка · f3 чёрная пешка · g3 белая пешка · c2 белая пешка · f2 белая пешка · h2 белый король | f8 чёрная ладья · g8 чёрный король · e7 белая ладья · g7 чёрная пешка · d6 чёрный ферзь · f6 чёрная пешка · a5 чёрная пешка · c5 чёрная пешка · f5 белая пешка · h5 чёрная пешка · a4 белая пешка · e4 белый ферзь · h4 белая пешка · f3 чёрная пешка · g3 белая пешка · c2 белая пешка · f2 белая пешка · h2 белый король | f8 чёрная ладья · g8 чёрный король · e7 белая ладья · g7 чёрная пешка · d6 чёрный ферзь · f6 чёрная пешка · a5 чёрная пешка · c5 чёрная пешка · f5 белая пешка · h5 чёрная пешка · a4 белая пешка · e4 белый ферзь · h4 белая пешка · f3 чёрная пешка · g3 белая пешка · c2 белая пешка · f2 белая пешка · h2 белый король | f8 чёрная ладья · g8 чёрный король · e7 белая ладья · g7 чёрная пешка · d6 чёрный ферзь · f6 чёрная пешка · a5 чёрная пешка · c5 чёрная пешка · f5 белая пешка · h5 чёрная пешка · a4 белая пешка · e4 белый ферзь · h4 белая пешка · f3 чёрная пешка · g3 белая пешка · c2 белая пешка · f2 белая пешка · h2 белый король | f8 чёрная ладья · g8 чёрный король · e7 белая ладья · g7 чёрная пешка · d6 чёрный ферзь · f6 чёрная пешка · a5 чёрная пешка · c5 чёрная пешка · f5 белая пешка · h5 чёрная пешка · a4 белая пешка · e4 белый ферзь · h4 белая пешка · f3 чёрная пешка · g3 белая пешка · c2 белая пешка · f2 белая пешка · h2 белый король | f8 чёрная ладья · g8 чёрный король · e7 белая ладья · g7 чёрная пешка · d6 чёрный ферзь · f6 чёрная пешка · a5 чёрная пешка · c5 чёрная пешка · f5 белая пешка · h5 чёрная пешка · a4 белая пешка · e4 белый ферзь · h4 белая пешка · f3 чёрная пешка · g3 белая пешка · c2 белая пешка · f2 белая пешка · h2 белый король | 8 |
| 7 | f8 чёрная ладья · g8 чёрный король · e7 белая ладья · g7 чёрная пешка · d6 чёрный ферзь · f6 чёрная пешка · a5 чёрная пешка · c5 чёрная пешка · f5 белая пешка · h5 чёрная пешка · a4 белая пешка · e4 белый ферзь · h4 белая пешка · f3 чёрная пешка · g3 белая пешка · c2 белая пешка · f2 белая пешка · h2 белый король | f8 чёрная ладья · g8 чёрный король · e7 белая ладья · g7 чёрная пешка · d6 чёрный ферзь · f6 чёрная пешка · a5 чёрная пешка · c5 чёрная пешка · f5 белая пешка · h5 чёрная пешка · a4 белая пешка · e4 белый ферзь · h4 белая пешка · f3 чёрная пешка · g3 белая пешка · c2 белая пешка · f2 белая пешка · h2 белый король | f8 чёрная ладья · g8 чёрный король · e7 белая ладья · g7 чёрная пешка · d6 чёрный ферзь · f6 чёрная пешка · a5 чёрная пешка · c5 чёрная пешка · f5 белая пешка · h5 чёрная пешка · a4 белая пешка · e4 белый ферзь · h4 белая пешка · f3 чёрная пешка · g3 белая пешка · c2 белая пешка · f2 белая пешка · h2 белый король | f8 чёрная ладья · g8 чёрный король · e7 белая ладья · g7 чёрная пешка · d6 чёрный ферзь · f6 чёрная пешка · a5 чёрная пешка · c5 чёрная пешка · f5 белая пешка · h5 чёрная пешка · a4 белая пешка · e4 белый ферзь · h4 белая пешка · f3 чёрная пешка · g3 белая пешка · c2 белая пешка · f2 белая пешка · h2 белый король | f8 чёрная ладья · g8 чёрный король · e7 белая ладья · g7 чёрная пешка · d6 чёрный ферзь · f6 чёрная пешка · a5 чёрная пешка · c5 чёрная пешка · f5 белая пешка · h5 чёрная пешка · a4 белая пешка · e4 белый ферзь · h4 белая пешка · f3 чёрная пешка · g3 белая пешка · c2 белая пешка · f2 белая пешка · h2 белый король | f8 чёрная ладья · g8 чёрный король · e7 белая ладья · g7 чёрная пешка · d6 чёрный ферзь · f6 чёрная пешка · a5 чёрная пешка · c5 чёрная пешка · f5 белая пешка · h5 чёрная пешка · a4 белая пешка · e4 белый ферзь · h4 белая пешка · f3 чёрная пешка · g3 белая пешка · c2 белая пешка · f2 белая пешка · h2 белый король | f8 чёрная ладья · g8 чёрный король · e7 белая ладья · g7 чёрная пешка · d6 чёрный ферзь · f6 чёрная пешка · a5 чёрная пешка · c5 чёрная пешка · f5 белая пешка · h5 чёрная пешка · a4 белая пешка · e4 белый ферзь · h4 белая пешка · f3 чёрная пешка · g3 белая пешка · c2 белая пешка · f2 белая пешка · h2 белый король | f8 чёрная ладья · g8 чёрный король · e7 белая ладья · g7 чёрная пешка · d6 чёрный ферзь · f6 чёрная пешка · a5 чёрная пешка · c5 чёрная пешка · f5 белая пешка · h5 чёрная пешка · a4 белая пешка · e4 белый ферзь · h4 белая пешка · f3 чёрная пешка · g3 белая пешка · c2 белая пешка · f2 белая пешка · h2 белый король | 7 |
| 6 | f8 чёрная ладья · g8 чёрный король · e7 белая ладья · g7 чёрная пешка · d6 чёрный ферзь · f6 чёрная пешка · a5 чёрная пешка · c5 чёрная пешка · f5 белая пешка · h5 чёрная пешка · a4 белая пешка · e4 белый ферзь · h4 белая пешка · f3 чёрная пешка · g3 белая пешка · c2 белая пешка · f2 белая пешка · h2 белый король | f8 чёрная ладья · g8 чёрный король · e7 белая ладья · g7 чёрная пешка · d6 чёрный ферзь · f6 чёрная пешка · a5 чёрная пешка · c5 чёрная пешка · f5 белая пешка · h5 чёрная пешка · a4 белая пешка · e4 белый ферзь · h4 белая пешка · f3 чёрная пешка · g3 белая пешка · c2 белая пешка · f2 белая пешка · h2 белый король | f8 чёрная ладья · g8 чёрный король · e7 белая ладья · g7 чёрная пешка · d6 чёрный ферзь · f6 чёрная пешка · a5 чёрная пешка · c5 чёрная пешка · f5 белая пешка · h5 чёрная пешка · a4 белая пешка · e4 белый ферзь · h4 белая пешка · f3 чёрная пешка · g3 белая пешка · c2 белая пешка · f2 белая пешка · h2 белый король | f8 чёрная ладья · g8 чёрный король · e7 белая ладья · g7 чёрная пешка · d6 чёрный ферзь · f6 чёрная пешка · a5 чёрная пешка · c5 чёрная пешка · f5 белая пешка · h5 чёрная пешка · a4 белая пешка · e4 белый ферзь · h4 белая пешка · f3 чёрная пешка · g3 белая пешка · c2 белая пешка · f2 белая пешка · h2 белый король | f8 чёрная ладья · g8 чёрный король · e7 белая ладья · g7 чёрная пешка · d6 чёрный ферзь · f6 чёрная пешка · a5 чёрная пешка · c5 чёрная пешка · f5 белая пешка · h5 чёрная пешка · a4 белая пешка · e4 белый ферзь · h4 белая пешка · f3 чёрная пешка · g3 белая пешка · c2 белая пешка · f2 белая пешка · h2 белый король | f8 чёрная ладья · g8 чёрный король · e7 белая ладья · g7 чёрная пешка · d6 чёрный ферзь · f6 чёрная пешка · a5 чёрная пешка · c5 чёрная пешка · f5 белая пешка · h5 чёрная пешка · a4 белая пешка · e4 белый ферзь · h4 белая пешка · f3 чёрная пешка · g3 белая пешка · c2 белая пешка · f2 белая пешка · h2 белый король | f8 чёрная ладья · g8 чёрный король · e7 белая ладья · g7 чёрная пешка · d6 чёрный ферзь · f6 чёрная пешка · a5 чёрная пешка · c5 чёрная пешка · f5 белая пешка · h5 чёрная пешка · a4 белая пешка · e4 белый ферзь · h4 белая пешка · f3 чёрная пешка · g3 белая пешка · c2 белая пешка · f2 белая пешка · h2 белый король | f8 чёрная ладья · g8 чёрный король · e7 белая ладья · g7 чёрная пешка · d6 чёрный ферзь · f6 чёрная пешка · a5 чёрная пешка · c5 чёрная пешка · f5 белая пешка · h5 чёрная пешка · a4 белая пешка · e4 белый ферзь · h4 белая пешка · f3 чёрная пешка · g3 белая пешка · c2 белая пешка · f2 белая пешка · h2 белый король | 6 |
| 5 | f8 чёрная ладья · g8 чёрный король · e7 белая ладья · g7 чёрная пешка · d6 чёрный ферзь · f6 чёрная пешка · a5 чёрная пешка · c5 чёрная пешка · f5 белая пешка · h5 чёрная пешка · a4 белая пешка · e4 белый ферзь · h4 белая пешка · f3 чёрная пешка · g3 белая пешка · c2 белая пешка · f2 белая пешка · h2 белый король | f8 чёрная ладья · g8 чёрный король · e7 белая ладья · g7 чёрная пешка · d6 чёрный ферзь · f6 чёрная пешка · a5 чёрная пешка · c5 чёрная пешка · f5 белая пешка · h5 чёрная пешка · a4 белая пешка · e4 белый ферзь · h4 белая пешка · f3 чёрная пешка · g3 белая пешка · c2 белая пешка · f2 белая пешка · h2 белый король | f8 чёрная ладья · g8 чёрный король · e7 белая ладья · g7 чёрная пешка · d6 чёрный ферзь · f6 чёрная пешка · a5 чёрная пешка · c5 чёрная пешка · f5 белая пешка · h5 чёрная пешка · a4 белая пешка · e4 белый ферзь · h4 белая пешка · f3 чёрная пешка · g3 белая пешка · c2 белая пешка · f2 белая пешка · h2 белый король | f8 чёрная ладья · g8 чёрный король · e7 белая ладья · g7 чёрная пешка · d6 чёрный ферзь · f6 чёрная пешка · a5 чёрная пешка · c5 чёрная пешка · f5 белая пешка · h5 чёрная пешка · a4 белая пешка · e4 белый ферзь · h4 белая пешка · f3 чёрная пешка · g3 белая пешка · c2 белая пешка · f2 белая пешка · h2 белый король | f8 чёрная ладья · g8 чёрный король · e7 белая ладья · g7 чёрная пешка · d6 чёрный ферзь · f6 чёрная пешка · a5 чёрная пешка · c5 чёрная пешка · f5 белая пешка · h5 чёрная пешка · a4 белая пешка · e4 белый ферзь · h4 белая пешка · f3 чёрная пешка · g3 белая пешка · c2 белая пешка · f2 белая пешка · h2 белый король | f8 чёрная ладья · g8 чёрный король · e7 белая ладья · g7 чёрная пешка · d6 чёрный ферзь · f6 чёрная пешка · a5 чёрная пешка · c5 чёрная пешка · f5 белая пешка · h5 чёрная пешка · a4 белая пешка · e4 белый ферзь · h4 белая пешка · f3 чёрная пешка · g3 белая пешка · c2 белая пешка · f2 белая пешка · h2 белый король | f8 чёрная ладья · g8 чёрный король · e7 белая ладья · g7 чёрная пешка · d6 чёрный ферзь · f6 чёрная пешка · a5 чёрная пешка · c5 чёрная пешка · f5 белая пешка · h5 чёрная пешка · a4 белая пешка · e4 белый ферзь · h4 белая пешка · f3 чёрная пешка · g3 белая пешка · c2 белая пешка · f2 белая пешка · h2 белый король | f8 чёрная ладья · g8 чёрный король · e7 белая ладья · g7 чёрная пешка · d6 чёрный ферзь · f6 чёрная пешка · a5 чёрная пешка · c5 чёрная пешка · f5 белая пешка · h5 чёрная пешка · a4 белая пешка · e4 белый ферзь · h4 белая пешка · f3 чёрная пешка · g3 белая пешка · c2 белая пешка · f2 белая пешка · h2 белый король | 5 |
| 4 | f8 чёрная ладья · g8 чёрный король · e7 белая ладья · g7 чёрная пешка · d6 чёрный ферзь · f6 чёрная пешка · a5 чёрная пешка · c5 чёрная пешка · f5 белая пешка · h5 чёрная пешка · a4 белая пешка · e4 белый ферзь · h4 белая пешка · f3 чёрная пешка · g3 белая пешка · c2 белая пешка · f2 белая пешка · h2 белый король | f8 чёрная ладья · g8 чёрный король · e7 белая ладья · g7 чёрная пешка · d6 чёрный ферзь · f6 чёрная пешка · a5 чёрная пешка · c5 чёрная пешка · f5 белая пешка · h5 чёрная пешка · a4 белая пешка · e4 белый ферзь · h4 белая пешка · f3 чёрная пешка · g3 белая пешка · c2 белая пешка · f2 белая пешка · h2 белый король | f8 чёрная ладья · g8 чёрный король · e7 белая ладья · g7 чёрная пешка · d6 чёрный ферзь · f6 чёрная пешка · a5 чёрная пешка · c5 чёрная пешка · f5 белая пешка · h5 чёрная пешка · a4 белая пешка · e4 белый ферзь · h4 белая пешка · f3 чёрная пешка · g3 белая пешка · c2 белая пешка · f2 белая пешка · h2 белый король | f8 чёрная ладья · g8 чёрный король · e7 белая ладья · g7 чёрная пешка · d6 чёрный ферзь · f6 чёрная пешка · a5 чёрная пешка · c5 чёрная пешка · f5 белая пешка · h5 чёрная пешка · a4 белая пешка · e4 белый ферзь · h4 белая пешка · f3 чёрная пешка · g3 белая пешка · c2 белая пешка · f2 белая пешка · h2 белый король | f8 чёрная ладья · g8 чёрный король · e7 белая ладья · g7 чёрная пешка · d6 чёрный ферзь · f6 чёрная пешка · a5 чёрная пешка · c5 чёрная пешка · f5 белая пешка · h5 чёрная пешка · a4 белая пешка · e4 белый ферзь · h4 белая пешка · f3 чёрная пешка · g3 белая пешка · c2 белая пешка · f2 белая пешка · h2 белый король | f8 чёрная ладья · g8 чёрный король · e7 белая ладья · g7 чёрная пешка · d6 чёрный ферзь · f6 чёрная пешка · a5 чёрная пешка · c5 чёрная пешка · f5 белая пешка · h5 чёрная пешка · a4 белая пешка · e4 белый ферзь · h4 белая пешка · f3 чёрная пешка · g3 белая пешка · c2 белая пешка · f2 белая пешка · h2 белый король | f8 чёрная ладья · g8 чёрный король · e7 белая ладья · g7 чёрная пешка · d6 чёрный ферзь · f6 чёрная пешка · a5 чёрная пешка · c5 чёрная пешка · f5 белая пешка · h5 чёрная пешка · a4 белая пешка · e4 белый ферзь · h4 белая пешка · f3 чёрная пешка · g3 белая пешка · c2 белая пешка · f2 белая пешка · h2 белый король | f8 чёрная ладья · g8 чёрный король · e7 белая ладья · g7 чёрная пешка · d6 чёрный ферзь · f6 чёрная пешка · a5 чёрная пешка · c5 чёрная пешка · f5 белая пешка · h5 чёрная пешка · a4 белая пешка · e4 белый ферзь · h4 белая пешка · f3 чёрная пешка · g3 белая пешка · c2 белая пешка · f2 белая пешка · h2 белый король | 4 |
| 3 | f8 чёрная ладья · g8 чёрный король · e7 белая ладья · g7 чёрная пешка · d6 чёрный ферзь · f6 чёрная пешка · a5 чёрная пешка · c5 чёрная пешка · f5 белая пешка · h5 чёрная пешка · a4 белая пешка · e4 белый ферзь · h4 белая пешка · f3 чёрная пешка · g3 белая пешка · c2 белая пешка · f2 белая пешка · h2 белый король | f8 чёрная ладья · g8 чёрный король · e7 белая ладья · g7 чёрная пешка · d6 чёрный ферзь · f6 чёрная пешка · a5 чёрная пешка · c5 чёрная пешка · f5 белая пешка · h5 чёрная пешка · a4 белая пешка · e4 белый ферзь · h4 белая пешка · f3 чёрная пешка · g3 белая пешка · c2 белая пешка · f2 белая пешка · h2 белый король | f8 чёрная ладья · g8 чёрный король · e7 белая ладья · g7 чёрная пешка · d6 чёрный ферзь · f6 чёрная пешка · a5 чёрная пешка · c5 чёрная пешка · f5 белая пешка · h5 чёрная пешка · a4 белая пешка · e4 белый ферзь · h4 белая пешка · f3 чёрная пешка · g3 белая пешка · c2 белая пешка · f2 белая пешка · h2 белый король | f8 чёрная ладья · g8 чёрный король · e7 белая ладья · g7 чёрная пешка · d6 чёрный ферзь · f6 чёрная пешка · a5 чёрная пешка · c5 чёрная пешка · f5 белая пешка · h5 чёрная пешка · a4 белая пешка · e4 белый ферзь · h4 белая пешка · f3 чёрная пешка · g3 белая пешка · c2 белая пешка · f2 белая пешка · h2 белый король | f8 чёрная ладья · g8 чёрный король · e7 белая ладья · g7 чёрная пешка · d6 чёрный ферзь · f6 чёрная пешка · a5 чёрная пешка · c5 чёрная пешка · f5 белая пешка · h5 чёрная пешка · a4 белая пешка · e4 белый ферзь · h4 белая пешка · f3 чёрная пешка · g3 белая пешка · c2 белая пешка · f2 белая пешка · h2 белый король | f8 чёрная ладья · g8 чёрный король · e7 белая ладья · g7 чёрная пешка · d6 чёрный ферзь · f6 чёрная пешка · a5 чёрная пешка · c5 чёрная пешка · f5 белая пешка · h5 чёрная пешка · a4 белая пешка · e4 белый ферзь · h4 белая пешка · f3 чёрная пешка · g3 белая пешка · c2 белая пешка · f2 белая пешка · h2 белый король | f8 чёрная ладья · g8 чёрный король · e7 белая ладья · g7 чёрная пешка · d6 чёрный ферзь · f6 чёрная пешка · a5 чёрная пешка · c5 чёрная пешка · f5 белая пешка · h5 чёрная пешка · a4 белая пешка · e4 белый ферзь · h4 белая пешка · f3 чёрная пешка · g3 белая пешка · c2 белая пешка · f2 белая пешка · h2 белый король | f8 чёрная ладья · g8 чёрный король · e7 белая ладья · g7 чёрная пешка · d6 чёрный ферзь · f6 чёрная пешка · a5 чёрная пешка · c5 чёрная пешка · f5 белая пешка · h5 чёрная пешка · a4 белая пешка · e4 белый ферзь · h4 белая пешка · f3 чёрная пешка · g3 белая пешка · c2 белая пешка · f2 белая пешка · h2 белый король | 3 |
| 2 | f8 чёрная ладья · g8 чёрный король · e7 белая ладья · g7 чёрная пешка · d6 чёрный ферзь · f6 чёрная пешка · a5 чёрная пешка · c5 чёрная пешка · f5 белая пешка · h5 чёрная пешка · a4 белая пешка · e4 белый ферзь · h4 белая пешка · f3 чёрная пешка · g3 белая пешка · c2 белая пешка · f2 белая пешка · h2 белый король | f8 чёрная ладья · g8 чёрный король · e7 белая ладья · g7 чёрная пешка · d6 чёрный ферзь · f6 чёрная пешка · a5 чёрная пешка · c5 чёрная пешка · f5 белая пешка · h5 чёрная пешка · a4 белая пешка · e4 белый ферзь · h4 белая пешка · f3 чёрная пешка · g3 белая пешка · c2 белая пешка · f2 белая пешка · h2 белый король | f8 чёрная ладья · g8 чёрный король · e7 белая ладья · g7 чёрная пешка · d6 чёрный ферзь · f6 чёрная пешка · a5 чёрная пешка · c5 чёрная пешка · f5 белая пешка · h5 чёрная пешка · a4 белая пешка · e4 белый ферзь · h4 белая пешка · f3 чёрная пешка · g3 белая пешка · c2 белая пешка · f2 белая пешка · h2 белый король | f8 чёрная ладья · g8 чёрный король · e7 белая ладья · g7 чёрная пешка · d6 чёрный ферзь · f6 чёрная пешка · a5 чёрная пешка · c5 чёрная пешка · f5 белая пешка · h5 чёрная пешка · a4 белая пешка · e4 белый ферзь · h4 белая пешка · f3 чёрная пешка · g3 белая пешка · c2 белая пешка · f2 белая пешка · h2 белый король | f8 чёрная ладья · g8 чёрный король · e7 белая ладья · g7 чёрная пешка · d6 чёрный ферзь · f6 чёрная пешка · a5 чёрная пешка · c5 чёрная пешка · f5 белая пешка · h5 чёрная пешка · a4 белая пешка · e4 белый ферзь · h4 белая пешка · f3 чёрная пешка · g3 белая пешка · c2 белая пешка · f2 белая пешка · h2 белый король | f8 чёрная ладья · g8 чёрный король · e7 белая ладья · g7 чёрная пешка · d6 чёрный ферзь · f6 чёрная пешка · a5 чёрная пешка · c5 чёрная пешка · f5 белая пешка · h5 чёрная пешка · a4 белая пешка · e4 белый ферзь · h4 белая пешка · f3 чёрная пешка · g3 белая пешка · c2 белая пешка · f2 белая пешка · h2 белый король | f8 чёрная ладья · g8 чёрный король · e7 белая ладья · g7 чёрная пешка · d6 чёрный ферзь · f6 чёрная пешка · a5 чёрная пешка · c5 чёрная пешка · f5 белая пешка · h5 чёрная пешка · a4 белая пешка · e4 белый ферзь · h4 белая пешка · f3 чёрная пешка · g3 белая пешка · c2 белая пешка · f2 белая пешка · h2 белый король | f8 чёрная ладья · g8 чёрный король · e7 белая ладья · g7 чёрная пешка · d6 чёрный ферзь · f6 чёрная пешка · a5 чёрная пешка · c5 чёрная пешка · f5 белая пешка · h5 чёрная пешка · a4 белая пешка · e4 белый ферзь · h4 белая пешка · f3 чёрная пешка · g3 белая пешка · c2 белая пешка · f2 белая пешка · h2 белый король | 2 |
| 1 | f8 чёрная ладья · g8 чёрный король · e7 белая ладья · g7 чёрная пешка · d6 чёрный ферзь · f6 чёрная пешка · a5 чёрная пешка · c5 чёрная пешка · f5 белая пешка · h5 чёрная пешка · a4 белая пешка · e4 белый ферзь · h4 белая пешка · f3 чёрная пешка · g3 белая пешка · c2 белая пешка · f2 белая пешка · h2 белый король | f8 чёрная ладья · g8 чёрный король · e7 белая ладья · g7 чёрная пешка · d6 чёрный ферзь · f6 чёрная пешка · a5 чёрная пешка · c5 чёрная пешка · f5 белая пешка · h5 чёрная пешка · a4 белая пешка · e4 белый ферзь · h4 белая пешка · f3 чёрная пешка · g3 белая пешка · c2 белая пешка · f2 белая пешка · h2 белый король | f8 чёрная ладья · g8 чёрный король · e7 белая ладья · g7 чёрная пешка · d6 чёрный ферзь · f6 чёрная пешка · a5 чёрная пешка · c5 чёрная пешка · f5 белая пешка · h5 чёрная пешка · a4 белая пешка · e4 белый ферзь · h4 белая пешка · f3 чёрная пешка · g3 белая пешка · c2 белая пешка · f2 белая пешка · h2 белый король | f8 чёрная ладья · g8 чёрный король · e7 белая ладья · g7 чёрная пешка · d6 чёрный ферзь · f6 чёрная пешка · a5 чёрная пешка · c5 чёрная пешка · f5 белая пешка · h5 чёрная пешка · a4 белая пешка · e4 белый ферзь · h4 белая пешка · f3 чёрная пешка · g3 белая пешка · c2 белая пешка · f2 белая пешка · h2 белый король | f8 чёрная ладья · g8 чёрный король · e7 белая ладья · g7 чёрная пешка · d6 чёрный ферзь · f6 чёрная пешка · a5 чёрная пешка · c5 чёрная пешка · f5 белая пешка · h5 чёрная пешка · a4 белая пешка · e4 белый ферзь · h4 белая пешка · f3 чёрная пешка · g3 белая пешка · c2 белая пешка · f2 белая пешка · h2 белый король | f8 чёрная ладья · g8 чёрный король · e7 белая ладья · g7 чёрная пешка · d6 чёрный ферзь · f6 чёрная пешка · a5 чёрная пешка · c5 чёрная пешка · f5 белая пешка · h5 чёрная пешка · a4 белая пешка · e4 белый ферзь · h4 белая пешка · f3 чёрная пешка · g3 белая пешка · c2 белая пешка · f2 белая пешка · h2 белый король | f8 чёрная ладья · g8 чёрный король · e7 белая ладья · g7 чёрная пешка · d6 чёрный ферзь · f6 чёрная пешка · a5 чёрная пешка · c5 чёрная пешка · f5 белая пешка · h5 чёрная пешка · a4 белая пешка · e4 белый ферзь · h4 белая пешка · f3 чёрная пешка · g3 белая пешка · c2 белая пешка · f2 белая пешка · h2 белый король | f8 чёрная ладья · g8 чёрный король · e7 белая ладья · g7 чёрная пешка · d6 чёрный ферзь · f6 чёрная пешка · a5 чёрная пешка · c5 чёрная пешка · f5 белая пешка · h5 чёрная пешка · a4 белая пешка · e4 белый ферзь · h4 белая пешка · f3 чёрная пешка · g3 белая пешка · c2 белая пешка · f2 белая пешка · h2 белый король | 1 |
|   | a | b | c | d | e | f | g | h |   |

Карлсен — Ананд

9 ноября

Испанская партия (C65)

1.e4 e5 2.Кf3 Кс6 3.Сb5 Кf6 4.d3 Сс5 5.0-0 d6 6.Ле1 0-0 7.Схс6 bxc6 8.h3 Ле8 9.Кbd2 Кd7 10.Кс4 Сb6 11.a4 a5 12.Кхb6 cxb6 13.d4 Фс7 14.Ла3 Кf8 15.dxe5 dxe5 16.Кһ4 Лd8 17.Фһ5 f6 18.Кf5 Се6 19.Лg3 Кg6 20.h4 Схf5 21.exf5 Кf4 22.Схf4 exf4 23.Лс3 c5 24.Ле6 Лаb8 25.Лс4 Фd7 26.Крһ2 Лf8 27.Лсе4 Лb7 28.Фе2 b5 29.b3 bxa4 30.bxa4 Лb4 31.Ле7 Фd6 32.Фf3 Лхе4 33.Фхе4 f3+ 34.g3 h5 35.Фb7 1−0

Просмотр партии на сайте: www.chessgames.com

### Третья партия
|   | a | b | c | d | e | f | g | h |   |
| - | --- | --- | --- | --- | --- | --- | --- | --- | - |
| 8 | c8 чёрная ладья · g8 чёрный король · c7 белая пешка · d7 чёрный ферзь · f7 чёрная пешка · h7 чёрная пешка · b6 белый ферзь · c6 белая ладья · e6 чёрная пешка · d5 чёрная ладья · g5 чёрная пешка · b4 чёрный слон · d4 белая пешка · a3 чёрная пешка · e3 белая пешка · g3 белый слон · g2 белая пешка · h2 белая пешка · a1 белая ладья · g1 белый король | c8 чёрная ладья · g8 чёрный король · c7 белая пешка · d7 чёрный ферзь · f7 чёрная пешка · h7 чёрная пешка · b6 белый ферзь · c6 белая ладья · e6 чёрная пешка · d5 чёрная ладья · g5 чёрная пешка · b4 чёрный слон · d4 белая пешка · a3 чёрная пешка · e3 белая пешка · g3 белый слон · g2 белая пешка · h2 белая пешка · a1 белая ладья · g1 белый король | c8 чёрная ладья · g8 чёрный король · c7 белая пешка · d7 чёрный ферзь · f7 чёрная пешка · h7 чёрная пешка · b6 белый ферзь · c6 белая ладья · e6 чёрная пешка · d5 чёрная ладья · g5 чёрная пешка · b4 чёрный слон · d4 белая пешка · a3 чёрная пешка · e3 белая пешка · g3 белый слон · g2 белая пешка · h2 белая пешка · a1 белая ладья · g1 белый король | c8 чёрная ладья · g8 чёрный король · c7 белая пешка · d7 чёрный ферзь · f7 чёрная пешка · h7 чёрная пешка · b6 белый ферзь · c6 белая ладья · e6 чёрная пешка · d5 чёрная ладья · g5 чёрная пешка · b4 чёрный слон · d4 белая пешка · a3 чёрная пешка · e3 белая пешка · g3 белый слон · g2 белая пешка · h2 белая пешка · a1 белая ладья · g1 белый король | c8 чёрная ладья · g8 чёрный король · c7 белая пешка · d7 чёрный ферзь · f7 чёрная пешка · h7 чёрная пешка · b6 белый ферзь · c6 белая ладья · e6 чёрная пешка · d5 чёрная ладья · g5 чёрная пешка · b4 чёрный слон · d4 белая пешка · a3 чёрная пешка · e3 белая пешка · g3 белый слон · g2 белая пешка · h2 белая пешка · a1 белая ладья · g1 белый король | c8 чёрная ладья · g8 чёрный король · c7 белая пешка · d7 чёрный ферзь · f7 чёрная пешка · h7 чёрная пешка · b6 белый ферзь · c6 белая ладья · e6 чёрная пешка · d5 чёрная ладья · g5 чёрная пешка · b4 чёрный слон · d4 белая пешка · a3 чёрная пешка · e3 белая пешка · g3 белый слон · g2 белая пешка · h2 белая пешка · a1 белая ладья · g1 белый король | c8 чёрная ладья · g8 чёрный король · c7 белая пешка · d7 чёрный ферзь · f7 чёрная пешка · h7 чёрная пешка · b6 белый ферзь · c6 белая ладья · e6 чёрная пешка · d5 чёрная ладья · g5 чёрная пешка · b4 чёрный слон · d4 белая пешка · a3 чёрная пешка · e3 белая пешка · g3 белый слон · g2 белая пешка · h2 белая пешка · a1 белая ладья · g1 белый король | c8 чёрная ладья · g8 чёрный король · c7 белая пешка · d7 чёрный ферзь · f7 чёрная пешка · h7 чёрная пешка · b6 белый ферзь · c6 белая ладья · e6 чёрная пешка · d5 чёрная ладья · g5 чёрная пешка · b4 чёрный слон · d4 белая пешка · a3 чёрная пешка · e3 белая пешка · g3 белый слон · g2 белая пешка · h2 белая пешка · a1 белая ладья · g1 белый король | 8 |
| 7 | c8 чёрная ладья · g8 чёрный король · c7 белая пешка · d7 чёрный ферзь · f7 чёрная пешка · h7 чёрная пешка · b6 белый ферзь · c6 белая ладья · e6 чёрная пешка · d5 чёрная ладья · g5 чёрная пешка · b4 чёрный слон · d4 белая пешка · a3 чёрная пешка · e3 белая пешка · g3 белый слон · g2 белая пешка · h2 белая пешка · a1 белая ладья · g1 белый король | c8 чёрная ладья · g8 чёрный король · c7 белая пешка · d7 чёрный ферзь · f7 чёрная пешка · h7 чёрная пешка · b6 белый ферзь · c6 белая ладья · e6 чёрная пешка · d5 чёрная ладья · g5 чёрная пешка · b4 чёрный слон · d4 белая пешка · a3 чёрная пешка · e3 белая пешка · g3 белый слон · g2 белая пешка · h2 белая пешка · a1 белая ладья · g1 белый король | c8 чёрная ладья · g8 чёрный король · c7 белая пешка · d7 чёрный ферзь · f7 чёрная пешка · h7 чёрная пешка · b6 белый ферзь · c6 белая ладья · e6 чёрная пешка · d5 чёрная ладья · g5 чёрная пешка · b4 чёрный слон · d4 белая пешка · a3 чёрная пешка · e3 белая пешка · g3 белый слон · g2 белая пешка · h2 белая пешка · a1 белая ладья · g1 белый король | c8 чёрная ладья · g8 чёрный король · c7 белая пешка · d7 чёрный ферзь · f7 чёрная пешка · h7 чёрная пешка · b6 белый ферзь · c6 белая ладья · e6 чёрная пешка · d5 чёрная ладья · g5 чёрная пешка · b4 чёрный слон · d4 белая пешка · a3 чёрная пешка · e3 белая пешка · g3 белый слон · g2 белая пешка · h2 белая пешка · a1 белая ладья · g1 белый король | c8 чёрная ладья · g8 чёрный король · c7 белая пешка · d7 чёрный ферзь · f7 чёрная пешка · h7 чёрная пешка · b6 белый ферзь · c6 белая ладья · e6 чёрная пешка · d5 чёрная ладья · g5 чёрная пешка · b4 чёрный слон · d4 белая пешка · a3 чёрная пешка · e3 белая пешка · g3 белый слон · g2 белая пешка · h2 белая пешка · a1 белая ладья · g1 белый король | c8 чёрная ладья · g8 чёрный король · c7 белая пешка · d7 чёрный ферзь · f7 чёрная пешка · h7 чёрная пешка · b6 белый ферзь · c6 белая ладья · e6 чёрная пешка · d5 чёрная ладья · g5 чёрная пешка · b4 чёрный слон · d4 белая пешка · a3 чёрная пешка · e3 белая пешка · g3 белый слон · g2 белая пешка · h2 белая пешка · a1 белая ладья · g1 белый король | c8 чёрная ладья · g8 чёрный король · c7 белая пешка · d7 чёрный ферзь · f7 чёрная пешка · h7 чёрная пешка · b6 белый ферзь · c6 белая ладья · e6 чёрная пешка · d5 чёрная ладья · g5 чёрная пешка · b4 чёрный слон · d4 белая пешка · a3 чёрная пешка · e3 белая пешка · g3 белый слон · g2 белая пешка · h2 белая пешка · a1 белая ладья · g1 белый король | c8 чёрная ладья · g8 чёрный король · c7 белая пешка · d7 чёрный ферзь · f7 чёрная пешка · h7 чёрная пешка · b6 белый ферзь · c6 белая ладья · e6 чёрная пешка · d5 чёрная ладья · g5 чёрная пешка · b4 чёрный слон · d4 белая пешка · a3 чёрная пешка · e3 белая пешка · g3 белый слон · g2 белая пешка · h2 белая пешка · a1 белая ладья · g1 белый король | 7 |
| 6 | c8 чёрная ладья · g8 чёрный король · c7 белая пешка · d7 чёрный ферзь · f7 чёрная пешка · h7 чёрная пешка · b6 белый ферзь · c6 белая ладья · e6 чёрная пешка · d5 чёрная ладья · g5 чёрная пешка · b4 чёрный слон · d4 белая пешка · a3 чёрная пешка · e3 белая пешка · g3 белый слон · g2 белая пешка · h2 белая пешка · a1 белая ладья · g1 белый король | c8 чёрная ладья · g8 чёрный король · c7 белая пешка · d7 чёрный ферзь · f7 чёрная пешка · h7 чёрная пешка · b6 белый ферзь · c6 белая ладья · e6 чёрная пешка · d5 чёрная ладья · g5 чёрная пешка · b4 чёрный слон · d4 белая пешка · a3 чёрная пешка · e3 белая пешка · g3 белый слон · g2 белая пешка · h2 белая пешка · a1 белая ладья · g1 белый король | c8 чёрная ладья · g8 чёрный король · c7 белая пешка · d7 чёрный ферзь · f7 чёрная пешка · h7 чёрная пешка · b6 белый ферзь · c6 белая ладья · e6 чёрная пешка · d5 чёрная ладья · g5 чёрная пешка · b4 чёрный слон · d4 белая пешка · a3 чёрная пешка · e3 белая пешка · g3 белый слон · g2 белая пешка · h2 белая пешка · a1 белая ладья · g1 белый король | c8 чёрная ладья · g8 чёрный король · c7 белая пешка · d7 чёрный ферзь · f7 чёрная пешка · h7 чёрная пешка · b6 белый ферзь · c6 белая ладья · e6 чёрная пешка · d5 чёрная ладья · g5 чёрная пешка · b4 чёрный слон · d4 белая пешка · a3 чёрная пешка · e3 белая пешка · g3 белый слон · g2 белая пешка · h2 белая пешка · a1 белая ладья · g1 белый король | c8 чёрная ладья · g8 чёрный король · c7 белая пешка · d7 чёрный ферзь · f7 чёрная пешка · h7 чёрная пешка · b6 белый ферзь · c6 белая ладья · e6 чёрная пешка · d5 чёрная ладья · g5 чёрная пешка · b4 чёрный слон · d4 белая пешка · a3 чёрная пешка · e3 белая пешка · g3 белый слон · g2 белая пешка · h2 белая пешка · a1 белая ладья · g1 белый король | c8 чёрная ладья · g8 чёрный король · c7 белая пешка · d7 чёрный ферзь · f7 чёрная пешка · h7 чёрная пешка · b6 белый ферзь · c6 белая ладья · e6 чёрная пешка · d5 чёрная ладья · g5 чёрная пешка · b4 чёрный слон · d4 белая пешка · a3 чёрная пешка · e3 белая пешка · g3 белый слон · g2 белая пешка · h2 белая пешка · a1 белая ладья · g1 белый король | c8 чёрная ладья · g8 чёрный король · c7 белая пешка · d7 чёрный ферзь · f7 чёрная пешка · h7 чёрная пешка · b6 белый ферзь · c6 белая ладья · e6 чёрная пешка · d5 чёрная ладья · g5 чёрная пешка · b4 чёрный слон · d4 белая пешка · a3 чёрная пешка · e3 белая пешка · g3 белый слон · g2 белая пешка · h2 белая пешка · a1 белая ладья · g1 белый король | c8 чёрная ладья · g8 чёрный король · c7 белая пешка · d7 чёрный ферзь · f7 чёрная пешка · h7 чёрная пешка · b6 белый ферзь · c6 белая ладья · e6 чёрная пешка · d5 чёрная ладья · g5 чёрная пешка · b4 чёрный слон · d4 белая пешка · a3 чёрная пешка · e3 белая пешка · g3 белый слон · g2 белая пешка · h2 белая пешка · a1 белая ладья · g1 белый король | 6 |
| 5 | c8 чёрная ладья · g8 чёрный король · c7 белая пешка · d7 чёрный ферзь · f7 чёрная пешка · h7 чёрная пешка · b6 белый ферзь · c6 белая ладья · e6 чёрная пешка · d5 чёрная ладья · g5 чёрная пешка · b4 чёрный слон · d4 белая пешка · a3 чёрная пешка · e3 белая пешка · g3 белый слон · g2 белая пешка · h2 белая пешка · a1 белая ладья · g1 белый король | c8 чёрная ладья · g8 чёрный король · c7 белая пешка · d7 чёрный ферзь · f7 чёрная пешка · h7 чёрная пешка · b6 белый ферзь · c6 белая ладья · e6 чёрная пешка · d5 чёрная ладья · g5 чёрная пешка · b4 чёрный слон · d4 белая пешка · a3 чёрная пешка · e3 белая пешка · g3 белый слон · g2 белая пешка · h2 белая пешка · a1 белая ладья · g1 белый король | c8 чёрная ладья · g8 чёрный король · c7 белая пешка · d7 чёрный ферзь · f7 чёрная пешка · h7 чёрная пешка · b6 белый ферзь · c6 белая ладья · e6 чёрная пешка · d5 чёрная ладья · g5 чёрная пешка · b4 чёрный слон · d4 белая пешка · a3 чёрная пешка · e3 белая пешка · g3 белый слон · g2 белая пешка · h2 белая пешка · a1 белая ладья · g1 белый король | c8 чёрная ладья · g8 чёрный король · c7 белая пешка · d7 чёрный ферзь · f7 чёрная пешка · h7 чёрная пешка · b6 белый ферзь · c6 белая ладья · e6 чёрная пешка · d5 чёрная ладья · g5 чёрная пешка · b4 чёрный слон · d4 белая пешка · a3 чёрная пешка · e3 белая пешка · g3 белый слон · g2 белая пешка · h2 белая пешка · a1 белая ладья · g1 белый король | c8 чёрная ладья · g8 чёрный король · c7 белая пешка · d7 чёрный ферзь · f7 чёрная пешка · h7 чёрная пешка · b6 белый ферзь · c6 белая ладья · e6 чёрная пешка · d5 чёрная ладья · g5 чёрная пешка · b4 чёрный слон · d4 белая пешка · a3 чёрная пешка · e3 белая пешка · g3 белый слон · g2 белая пешка · h2 белая пешка · a1 белая ладья · g1 белый король | c8 чёрная ладья · g8 чёрный король · c7 белая пешка · d7 чёрный ферзь · f7 чёрная пешка · h7 чёрная пешка · b6 белый ферзь · c6 белая ладья · e6 чёрная пешка · d5 чёрная ладья · g5 чёрная пешка · b4 чёрный слон · d4 белая пешка · a3 чёрная пешка · e3 белая пешка · g3 белый слон · g2 белая пешка · h2 белая пешка · a1 белая ладья · g1 белый король | c8 чёрная ладья · g8 чёрный король · c7 белая пешка · d7 чёрный ферзь · f7 чёрная пешка · h7 чёрная пешка · b6 белый ферзь · c6 белая ладья · e6 чёрная пешка · d5 чёрная ладья · g5 чёрная пешка · b4 чёрный слон · d4 белая пешка · a3 чёрная пешка · e3 белая пешка · g3 белый слон · g2 белая пешка · h2 белая пешка · a1 белая ладья · g1 белый король | c8 чёрная ладья · g8 чёрный король · c7 белая пешка · d7 чёрный ферзь · f7 чёрная пешка · h7 чёрная пешка · b6 белый ферзь · c6 белая ладья · e6 чёрная пешка · d5 чёрная ладья · g5 чёрная пешка · b4 чёрный слон · d4 белая пешка · a3 чёрная пешка · e3 белая пешка · g3 белый слон · g2 белая пешка · h2 белая пешка · a1 белая ладья · g1 белый король | 5 |
| 4 | c8 чёрная ладья · g8 чёрный король · c7 белая пешка · d7 чёрный ферзь · f7 чёрная пешка · h7 чёрная пешка · b6 белый ферзь · c6 белая ладья · e6 чёрная пешка · d5 чёрная ладья · g5 чёрная пешка · b4 чёрный слон · d4 белая пешка · a3 чёрная пешка · e3 белая пешка · g3 белый слон · g2 белая пешка · h2 белая пешка · a1 белая ладья · g1 белый король | c8 чёрная ладья · g8 чёрный король · c7 белая пешка · d7 чёрный ферзь · f7 чёрная пешка · h7 чёрная пешка · b6 белый ферзь · c6 белая ладья · e6 чёрная пешка · d5 чёрная ладья · g5 чёрная пешка · b4 чёрный слон · d4 белая пешка · a3 чёрная пешка · e3 белая пешка · g3 белый слон · g2 белая пешка · h2 белая пешка · a1 белая ладья · g1 белый король | c8 чёрная ладья · g8 чёрный король · c7 белая пешка · d7 чёрный ферзь · f7 чёрная пешка · h7 чёрная пешка · b6 белый ферзь · c6 белая ладья · e6 чёрная пешка · d5 чёрная ладья · g5 чёрная пешка · b4 чёрный слон · d4 белая пешка · a3 чёрная пешка · e3 белая пешка · g3 белый слон · g2 белая пешка · h2 белая пешка · a1 белая ладья · g1 белый король | c8 чёрная ладья · g8 чёрный король · c7 белая пешка · d7 чёрный ферзь · f7 чёрная пешка · h7 чёрная пешка · b6 белый ферзь · c6 белая ладья · e6 чёрная пешка · d5 чёрная ладья · g5 чёрная пешка · b4 чёрный слон · d4 белая пешка · a3 чёрная пешка · e3 белая пешка · g3 белый слон · g2 белая пешка · h2 белая пешка · a1 белая ладья · g1 белый король | c8 чёрная ладья · g8 чёрный король · c7 белая пешка · d7 чёрный ферзь · f7 чёрная пешка · h7 чёрная пешка · b6 белый ферзь · c6 белая ладья · e6 чёрная пешка · d5 чёрная ладья · g5 чёрная пешка · b4 чёрный слон · d4 белая пешка · a3 чёрная пешка · e3 белая пешка · g3 белый слон · g2 белая пешка · h2 белая пешка · a1 белая ладья · g1 белый король | c8 чёрная ладья · g8 чёрный король · c7 белая пешка · d7 чёрный ферзь · f7 чёрная пешка · h7 чёрная пешка · b6 белый ферзь · c6 белая ладья · e6 чёрная пешка · d5 чёрная ладья · g5 чёрная пешка · b4 чёрный слон · d4 белая пешка · a3 чёрная пешка · e3 белая пешка · g3 белый слон · g2 белая пешка · h2 белая пешка · a1 белая ладья · g1 белый король | c8 чёрная ладья · g8 чёрный король · c7 белая пешка · d7 чёрный ферзь · f7 чёрная пешка · h7 чёрная пешка · b6 белый ферзь · c6 белая ладья · e6 чёрная пешка · d5 чёрная ладья · g5 чёрная пешка · b4 чёрный слон · d4 белая пешка · a3 чёрная пешка · e3 белая пешка · g3 белый слон · g2 белая пешка · h2 белая пешка · a1 белая ладья · g1 белый король | c8 чёрная ладья · g8 чёрный король · c7 белая пешка · d7 чёрный ферзь · f7 чёрная пешка · h7 чёрная пешка · b6 белый ферзь · c6 белая ладья · e6 чёрная пешка · d5 чёрная ладья · g5 чёрная пешка · b4 чёрный слон · d4 белая пешка · a3 чёрная пешка · e3 белая пешка · g3 белый слон · g2 белая пешка · h2 белая пешка · a1 белая ладья · g1 белый король | 4 |
| 3 | c8 чёрная ладья · g8 чёрный король · c7 белая пешка · d7 чёрный ферзь · f7 чёрная пешка · h7 чёрная пешка · b6 белый ферзь · c6 белая ладья · e6 чёрная пешка · d5 чёрная ладья · g5 чёрная пешка · b4 чёрный слон · d4 белая пешка · a3 чёрная пешка · e3 белая пешка · g3 белый слон · g2 белая пешка · h2 белая пешка · a1 белая ладья · g1 белый король | c8 чёрная ладья · g8 чёрный король · c7 белая пешка · d7 чёрный ферзь · f7 чёрная пешка · h7 чёрная пешка · b6 белый ферзь · c6 белая ладья · e6 чёрная пешка · d5 чёрная ладья · g5 чёрная пешка · b4 чёрный слон · d4 белая пешка · a3 чёрная пешка · e3 белая пешка · g3 белый слон · g2 белая пешка · h2 белая пешка · a1 белая ладья · g1 белый король | c8 чёрная ладья · g8 чёрный король · c7 белая пешка · d7 чёрный ферзь · f7 чёрная пешка · h7 чёрная пешка · b6 белый ферзь · c6 белая ладья · e6 чёрная пешка · d5 чёрная ладья · g5 чёрная пешка · b4 чёрный слон · d4 белая пешка · a3 чёрная пешка · e3 белая пешка · g3 белый слон · g2 белая пешка · h2 белая пешка · a1 белая ладья · g1 белый король | c8 чёрная ладья · g8 чёрный король · c7 белая пешка · d7 чёрный ферзь · f7 чёрная пешка · h7 чёрная пешка · b6 белый ферзь · c6 белая ладья · e6 чёрная пешка · d5 чёрная ладья · g5 чёрная пешка · b4 чёрный слон · d4 белая пешка · a3 чёрная пешка · e3 белая пешка · g3 белый слон · g2 белая пешка · h2 белая пешка · a1 белая ладья · g1 белый король | c8 чёрная ладья · g8 чёрный король · c7 белая пешка · d7 чёрный ферзь · f7 чёрная пешка · h7 чёрная пешка · b6 белый ферзь · c6 белая ладья · e6 чёрная пешка · d5 чёрная ладья · g5 чёрная пешка · b4 чёрный слон · d4 белая пешка · a3 чёрная пешка · e3 белая пешка · g3 белый слон · g2 белая пешка · h2 белая пешка · a1 белая ладья · g1 белый король | c8 чёрная ладья · g8 чёрный король · c7 белая пешка · d7 чёрный ферзь · f7 чёрная пешка · h7 чёрная пешка · b6 белый ферзь · c6 белая ладья · e6 чёрная пешка · d5 чёрная ладья · g5 чёрная пешка · b4 чёрный слон · d4 белая пешка · a3 чёрная пешка · e3 белая пешка · g3 белый слон · g2 белая пешка · h2 белая пешка · a1 белая ладья · g1 белый король | c8 чёрная ладья · g8 чёрный король · c7 белая пешка · d7 чёрный ферзь · f7 чёрная пешка · h7 чёрная пешка · b6 белый ферзь · c6 белая ладья · e6 чёрная пешка · d5 чёрная ладья · g5 чёрная пешка · b4 чёрный слон · d4 белая пешка · a3 чёрная пешка · e3 белая пешка · g3 белый слон · g2 белая пешка · h2 белая пешка · a1 белая ладья · g1 белый король | c8 чёрная ладья · g8 чёрный король · c7 белая пешка · d7 чёрный ферзь · f7 чёрная пешка · h7 чёрная пешка · b6 белый ферзь · c6 белая ладья · e6 чёрная пешка · d5 чёрная ладья · g5 чёрная пешка · b4 чёрный слон · d4 белая пешка · a3 чёрная пешка · e3 белая пешка · g3 белый слон · g2 белая пешка · h2 белая пешка · a1 белая ладья · g1 белый король | 3 |
| 2 | c8 чёрная ладья · g8 чёрный король · c7 белая пешка · d7 чёрный ферзь · f7 чёрная пешка · h7 чёрная пешка · b6 белый ферзь · c6 белая ладья · e6 чёрная пешка · d5 чёрная ладья · g5 чёрная пешка · b4 чёрный слон · d4 белая пешка · a3 чёрная пешка · e3 белая пешка · g3 белый слон · g2 белая пешка · h2 белая пешка · a1 белая ладья · g1 белый король | c8 чёрная ладья · g8 чёрный король · c7 белая пешка · d7 чёрный ферзь · f7 чёрная пешка · h7 чёрная пешка · b6 белый ферзь · c6 белая ладья · e6 чёрная пешка · d5 чёрная ладья · g5 чёрная пешка · b4 чёрный слон · d4 белая пешка · a3 чёрная пешка · e3 белая пешка · g3 белый слон · g2 белая пешка · h2 белая пешка · a1 белая ладья · g1 белый король | c8 чёрная ладья · g8 чёрный король · c7 белая пешка · d7 чёрный ферзь · f7 чёрная пешка · h7 чёрная пешка · b6 белый ферзь · c6 белая ладья · e6 чёрная пешка · d5 чёрная ладья · g5 чёрная пешка · b4 чёрный слон · d4 белая пешка · a3 чёрная пешка · e3 белая пешка · g3 белый слон · g2 белая пешка · h2 белая пешка · a1 белая ладья · g1 белый король | c8 чёрная ладья · g8 чёрный король · c7 белая пешка · d7 чёрный ферзь · f7 чёрная пешка · h7 чёрная пешка · b6 белый ферзь · c6 белая ладья · e6 чёрная пешка · d5 чёрная ладья · g5 чёрная пешка · b4 чёрный слон · d4 белая пешка · a3 чёрная пешка · e3 белая пешка · g3 белый слон · g2 белая пешка · h2 белая пешка · a1 белая ладья · g1 белый король | c8 чёрная ладья · g8 чёрный король · c7 белая пешка · d7 чёрный ферзь · f7 чёрная пешка · h7 чёрная пешка · b6 белый ферзь · c6 белая ладья · e6 чёрная пешка · d5 чёрная ладья · g5 чёрная пешка · b4 чёрный слон · d4 белая пешка · a3 чёрная пешка · e3 белая пешка · g3 белый слон · g2 белая пешка · h2 белая пешка · a1 белая ладья · g1 белый король | c8 чёрная ладья · g8 чёрный король · c7 белая пешка · d7 чёрный ферзь · f7 чёрная пешка · h7 чёрная пешка · b6 белый ферзь · c6 белая ладья · e6 чёрная пешка · d5 чёрная ладья · g5 чёрная пешка · b4 чёрный слон · d4 белая пешка · a3 чёрная пешка · e3 белая пешка · g3 белый слон · g2 белая пешка · h2 белая пешка · a1 белая ладья · g1 белый король | c8 чёрная ладья · g8 чёрный король · c7 белая пешка · d7 чёрный ферзь · f7 чёрная пешка · h7 чёрная пешка · b6 белый ферзь · c6 белая ладья · e6 чёрная пешка · d5 чёрная ладья · g5 чёрная пешка · b4 чёрный слон · d4 белая пешка · a3 чёрная пешка · e3 белая пешка · g3 белый слон · g2 белая пешка · h2 белая пешка · a1 белая ладья · g1 белый король | c8 чёрная ладья · g8 чёрный король · c7 белая пешка · d7 чёрный ферзь · f7 чёрная пешка · h7 чёрная пешка · b6 белый ферзь · c6 белая ладья · e6 чёрная пешка · d5 чёрная ладья · g5 чёрная пешка · b4 чёрный слон · d4 белая пешка · a3 чёрная пешка · e3 белая пешка · g3 белый слон · g2 белая пешка · h2 белая пешка · a1 белая ладья · g1 белый король | 2 |
| 1 | c8 чёрная ладья · g8 чёрный король · c7 белая пешка · d7 чёрный ферзь · f7 чёрная пешка · h7 чёрная пешка · b6 белый ферзь · c6 белая ладья · e6 чёрная пешка · d5 чёрная ладья · g5 чёрная пешка · b4 чёрный слон · d4 белая пешка · a3 чёрная пешка · e3 белая пешка · g3 белый слон · g2 белая пешка · h2 белая пешка · a1 белая ладья · g1 белый король | c8 чёрная ладья · g8 чёрный король · c7 белая пешка · d7 чёрный ферзь · f7 чёрная пешка · h7 чёрная пешка · b6 белый ферзь · c6 белая ладья · e6 чёрная пешка · d5 чёрная ладья · g5 чёрная пешка · b4 чёрный слон · d4 белая пешка · a3 чёрная пешка · e3 белая пешка · g3 белый слон · g2 белая пешка · h2 белая пешка · a1 белая ладья · g1 белый король | c8 чёрная ладья · g8 чёрный король · c7 белая пешка · d7 чёрный ферзь · f7 чёрная пешка · h7 чёрная пешка · b6 белый ферзь · c6 белая ладья · e6 чёрная пешка · d5 чёрная ладья · g5 чёрная пешка · b4 чёрный слон · d4 белая пешка · a3 чёрная пешка · e3 белая пешка · g3 белый слон · g2 белая пешка · h2 белая пешка · a1 белая ладья · g1 белый король | c8 чёрная ладья · g8 чёрный король · c7 белая пешка · d7 чёрный ферзь · f7 чёрная пешка · h7 чёрная пешка · b6 белый ферзь · c6 белая ладья · e6 чёрная пешка · d5 чёрная ладья · g5 чёрная пешка · b4 чёрный слон · d4 белая пешка · a3 чёрная пешка · e3 белая пешка · g3 белый слон · g2 белая пешка · h2 белая пешка · a1 белая ладья · g1 белый король | c8 чёрная ладья · g8 чёрный король · c7 белая пешка · d7 чёрный ферзь · f7 чёрная пешка · h7 чёрная пешка · b6 белый ферзь · c6 белая ладья · e6 чёрная пешка · d5 чёрная ладья · g5 чёрная пешка · b4 чёрный слон · d4 белая пешка · a3 чёрная пешка · e3 белая пешка · g3 белый слон · g2 белая пешка · h2 белая пешка · a1 белая ладья · g1 белый король | c8 чёрная ладья · g8 чёрный король · c7 белая пешка · d7 чёрный ферзь · f7 чёрная пешка · h7 чёрная пешка · b6 белый ферзь · c6 белая ладья · e6 чёрная пешка · d5 чёрная ладья · g5 чёрная пешка · b4 чёрный слон · d4 белая пешка · a3 чёрная пешка · e3 белая пешка · g3 белый слон · g2 белая пешка · h2 белая пешка · a1 белая ладья · g1 белый король | c8 чёрная ладья · g8 чёрный король · c7 белая пешка · d7 чёрный ферзь · f7 чёрная пешка · h7 чёрная пешка · b6 белый ферзь · c6 белая ладья · e6 чёрная пешка · d5 чёрная ладья · g5 чёрная пешка · b4 чёрный слон · d4 белая пешка · a3 чёрная пешка · e3 белая пешка · g3 белый слон · g2 белая пешка · h2 белая пешка · a1 белая ладья · g1 белый король | c8 чёрная ладья · g8 чёрный король · c7 белая пешка · d7 чёрный ферзь · f7 чёрная пешка · h7 чёрная пешка · b6 белый ферзь · c6 белая ладья · e6 чёрная пешка · d5 чёрная ладья · g5 чёрная пешка · b4 чёрный слон · d4 белая пешка · a3 чёрная пешка · e3 белая пешка · g3 белый слон · g2 белая пешка · h2 белая пешка · a1 белая ладья · g1 белый король | 1 |
|   | a | b | c | d | e | f | g | h |   |

Ананд — Карлсен

11 ноября

Отказанный ферзевый гамбит (D37)

1.d4 Кf6 2.c4 e6 3.Кf3 d5 4.Кс3 Се7 5.Сf4 0-0 6.e3 Кbd7 7.c5 c6 8.Сd3 b6 9.b4 a5 10.a3 Са6 11.Сха6 Лха6 12.b5 cxb5 13.c6 Фс8 14.c7 b4 15.Кb5 a4 16.Лс1 Ке4 17.Кg5 Кdf6 18.Кхе4 Кхе4 19.f3 Ла5 20.fxe4 Лхb5 21.Фха4 Ла5 22.Фс6 bxa3 23.exd5 Лхd5 24.Фхb6 Фd7 25.0-0 Лс8 26.Лс6 g5 27.Сg3 Сb4 28.Ла1 Са5 29.Фа6 Схс7 30.Фс4 e5 31.Схе5 Лхе5 32.dxe5 Фе7 33.e6 Крf8 34.Лс1 1−0

Просмотр партии на сайте: www.chessgames.com

### Четвёртая партия
|   | a | b | c | d | e | f | g | h |   |
| - | --- | --- | --- | --- | --- | --- | --- | --- | - |
| 8 | g8 чёрный король · a7 чёрная пешка · f7 чёрная пешка · g7 чёрная пешка · h6 чёрная пешка · d5 чёрная пешка · f5 чёрный ферзь · d4 чёрный конь · b3 белая пешка · d3 белый конь · g3 белая пешка · h3 белая пешка · a2 белая пешка · e2 белый ферзь · f2 белая пешка · g2 белый король | g8 чёрный король · a7 чёрная пешка · f7 чёрная пешка · g7 чёрная пешка · h6 чёрная пешка · d5 чёрная пешка · f5 чёрный ферзь · d4 чёрный конь · b3 белая пешка · d3 белый конь · g3 белая пешка · h3 белая пешка · a2 белая пешка · e2 белый ферзь · f2 белая пешка · g2 белый король | g8 чёрный король · a7 чёрная пешка · f7 чёрная пешка · g7 чёрная пешка · h6 чёрная пешка · d5 чёрная пешка · f5 чёрный ферзь · d4 чёрный конь · b3 белая пешка · d3 белый конь · g3 белая пешка · h3 белая пешка · a2 белая пешка · e2 белый ферзь · f2 белая пешка · g2 белый король | g8 чёрный король · a7 чёрная пешка · f7 чёрная пешка · g7 чёрная пешка · h6 чёрная пешка · d5 чёрная пешка · f5 чёрный ферзь · d4 чёрный конь · b3 белая пешка · d3 белый конь · g3 белая пешка · h3 белая пешка · a2 белая пешка · e2 белый ферзь · f2 белая пешка · g2 белый король | g8 чёрный король · a7 чёрная пешка · f7 чёрная пешка · g7 чёрная пешка · h6 чёрная пешка · d5 чёрная пешка · f5 чёрный ферзь · d4 чёрный конь · b3 белая пешка · d3 белый конь · g3 белая пешка · h3 белая пешка · a2 белая пешка · e2 белый ферзь · f2 белая пешка · g2 белый король | g8 чёрный король · a7 чёрная пешка · f7 чёрная пешка · g7 чёрная пешка · h6 чёрная пешка · d5 чёрная пешка · f5 чёрный ферзь · d4 чёрный конь · b3 белая пешка · d3 белый конь · g3 белая пешка · h3 белая пешка · a2 белая пешка · e2 белый ферзь · f2 белая пешка · g2 белый король | g8 чёрный король · a7 чёрная пешка · f7 чёрная пешка · g7 чёрная пешка · h6 чёрная пешка · d5 чёрная пешка · f5 чёрный ферзь · d4 чёрный конь · b3 белая пешка · d3 белый конь · g3 белая пешка · h3 белая пешка · a2 белая пешка · e2 белый ферзь · f2 белая пешка · g2 белый король | g8 чёрный король · a7 чёрная пешка · f7 чёрная пешка · g7 чёрная пешка · h6 чёрная пешка · d5 чёрная пешка · f5 чёрный ферзь · d4 чёрный конь · b3 белая пешка · d3 белый конь · g3 белая пешка · h3 белая пешка · a2 белая пешка · e2 белый ферзь · f2 белая пешка · g2 белый король | 8 |
| 7 | g8 чёрный король · a7 чёрная пешка · f7 чёрная пешка · g7 чёрная пешка · h6 чёрная пешка · d5 чёрная пешка · f5 чёрный ферзь · d4 чёрный конь · b3 белая пешка · d3 белый конь · g3 белая пешка · h3 белая пешка · a2 белая пешка · e2 белый ферзь · f2 белая пешка · g2 белый король | g8 чёрный король · a7 чёрная пешка · f7 чёрная пешка · g7 чёрная пешка · h6 чёрная пешка · d5 чёрная пешка · f5 чёрный ферзь · d4 чёрный конь · b3 белая пешка · d3 белый конь · g3 белая пешка · h3 белая пешка · a2 белая пешка · e2 белый ферзь · f2 белая пешка · g2 белый король | g8 чёрный король · a7 чёрная пешка · f7 чёрная пешка · g7 чёрная пешка · h6 чёрная пешка · d5 чёрная пешка · f5 чёрный ферзь · d4 чёрный конь · b3 белая пешка · d3 белый конь · g3 белая пешка · h3 белая пешка · a2 белая пешка · e2 белый ферзь · f2 белая пешка · g2 белый король | g8 чёрный король · a7 чёрная пешка · f7 чёрная пешка · g7 чёрная пешка · h6 чёрная пешка · d5 чёрная пешка · f5 чёрный ферзь · d4 чёрный конь · b3 белая пешка · d3 белый конь · g3 белая пешка · h3 белая пешка · a2 белая пешка · e2 белый ферзь · f2 белая пешка · g2 белый король | g8 чёрный король · a7 чёрная пешка · f7 чёрная пешка · g7 чёрная пешка · h6 чёрная пешка · d5 чёрная пешка · f5 чёрный ферзь · d4 чёрный конь · b3 белая пешка · d3 белый конь · g3 белая пешка · h3 белая пешка · a2 белая пешка · e2 белый ферзь · f2 белая пешка · g2 белый король | g8 чёрный король · a7 чёрная пешка · f7 чёрная пешка · g7 чёрная пешка · h6 чёрная пешка · d5 чёрная пешка · f5 чёрный ферзь · d4 чёрный конь · b3 белая пешка · d3 белый конь · g3 белая пешка · h3 белая пешка · a2 белая пешка · e2 белый ферзь · f2 белая пешка · g2 белый король | g8 чёрный король · a7 чёрная пешка · f7 чёрная пешка · g7 чёрная пешка · h6 чёрная пешка · d5 чёрная пешка · f5 чёрный ферзь · d4 чёрный конь · b3 белая пешка · d3 белый конь · g3 белая пешка · h3 белая пешка · a2 белая пешка · e2 белый ферзь · f2 белая пешка · g2 белый король | g8 чёрный король · a7 чёрная пешка · f7 чёрная пешка · g7 чёрная пешка · h6 чёрная пешка · d5 чёрная пешка · f5 чёрный ферзь · d4 чёрный конь · b3 белая пешка · d3 белый конь · g3 белая пешка · h3 белая пешка · a2 белая пешка · e2 белый ферзь · f2 белая пешка · g2 белый король | 7 |
| 6 | g8 чёрный король · a7 чёрная пешка · f7 чёрная пешка · g7 чёрная пешка · h6 чёрная пешка · d5 чёрная пешка · f5 чёрный ферзь · d4 чёрный конь · b3 белая пешка · d3 белый конь · g3 белая пешка · h3 белая пешка · a2 белая пешка · e2 белый ферзь · f2 белая пешка · g2 белый король | g8 чёрный король · a7 чёрная пешка · f7 чёрная пешка · g7 чёрная пешка · h6 чёрная пешка · d5 чёрная пешка · f5 чёрный ферзь · d4 чёрный конь · b3 белая пешка · d3 белый конь · g3 белая пешка · h3 белая пешка · a2 белая пешка · e2 белый ферзь · f2 белая пешка · g2 белый король | g8 чёрный король · a7 чёрная пешка · f7 чёрная пешка · g7 чёрная пешка · h6 чёрная пешка · d5 чёрная пешка · f5 чёрный ферзь · d4 чёрный конь · b3 белая пешка · d3 белый конь · g3 белая пешка · h3 белая пешка · a2 белая пешка · e2 белый ферзь · f2 белая пешка · g2 белый король | g8 чёрный король · a7 чёрная пешка · f7 чёрная пешка · g7 чёрная пешка · h6 чёрная пешка · d5 чёрная пешка · f5 чёрный ферзь · d4 чёрный конь · b3 белая пешка · d3 белый конь · g3 белая пешка · h3 белая пешка · a2 белая пешка · e2 белый ферзь · f2 белая пешка · g2 белый король | g8 чёрный король · a7 чёрная пешка · f7 чёрная пешка · g7 чёрная пешка · h6 чёрная пешка · d5 чёрная пешка · f5 чёрный ферзь · d4 чёрный конь · b3 белая пешка · d3 белый конь · g3 белая пешка · h3 белая пешка · a2 белая пешка · e2 белый ферзь · f2 белая пешка · g2 белый король | g8 чёрный король · a7 чёрная пешка · f7 чёрная пешка · g7 чёрная пешка · h6 чёрная пешка · d5 чёрная пешка · f5 чёрный ферзь · d4 чёрный конь · b3 белая пешка · d3 белый конь · g3 белая пешка · h3 белая пешка · a2 белая пешка · e2 белый ферзь · f2 белая пешка · g2 белый король | g8 чёрный король · a7 чёрная пешка · f7 чёрная пешка · g7 чёрная пешка · h6 чёрная пешка · d5 чёрная пешка · f5 чёрный ферзь · d4 чёрный конь · b3 белая пешка · d3 белый конь · g3 белая пешка · h3 белая пешка · a2 белая пешка · e2 белый ферзь · f2 белая пешка · g2 белый король | g8 чёрный король · a7 чёрная пешка · f7 чёрная пешка · g7 чёрная пешка · h6 чёрная пешка · d5 чёрная пешка · f5 чёрный ферзь · d4 чёрный конь · b3 белая пешка · d3 белый конь · g3 белая пешка · h3 белая пешка · a2 белая пешка · e2 белый ферзь · f2 белая пешка · g2 белый король | 6 |
| 5 | g8 чёрный король · a7 чёрная пешка · f7 чёрная пешка · g7 чёрная пешка · h6 чёрная пешка · d5 чёрная пешка · f5 чёрный ферзь · d4 чёрный конь · b3 белая пешка · d3 белый конь · g3 белая пешка · h3 белая пешка · a2 белая пешка · e2 белый ферзь · f2 белая пешка · g2 белый король | g8 чёрный король · a7 чёрная пешка · f7 чёрная пешка · g7 чёрная пешка · h6 чёрная пешка · d5 чёрная пешка · f5 чёрный ферзь · d4 чёрный конь · b3 белая пешка · d3 белый конь · g3 белая пешка · h3 белая пешка · a2 белая пешка · e2 белый ферзь · f2 белая пешка · g2 белый король | g8 чёрный король · a7 чёрная пешка · f7 чёрная пешка · g7 чёрная пешка · h6 чёрная пешка · d5 чёрная пешка · f5 чёрный ферзь · d4 чёрный конь · b3 белая пешка · d3 белый конь · g3 белая пешка · h3 белая пешка · a2 белая пешка · e2 белый ферзь · f2 белая пешка · g2 белый король | g8 чёрный король · a7 чёрная пешка · f7 чёрная пешка · g7 чёрная пешка · h6 чёрная пешка · d5 чёрная пешка · f5 чёрный ферзь · d4 чёрный конь · b3 белая пешка · d3 белый конь · g3 белая пешка · h3 белая пешка · a2 белая пешка · e2 белый ферзь · f2 белая пешка · g2 белый король | g8 чёрный король · a7 чёрная пешка · f7 чёрная пешка · g7 чёрная пешка · h6 чёрная пешка · d5 чёрная пешка · f5 чёрный ферзь · d4 чёрный конь · b3 белая пешка · d3 белый конь · g3 белая пешка · h3 белая пешка · a2 белая пешка · e2 белый ферзь · f2 белая пешка · g2 белый король | g8 чёрный король · a7 чёрная пешка · f7 чёрная пешка · g7 чёрная пешка · h6 чёрная пешка · d5 чёрная пешка · f5 чёрный ферзь · d4 чёрный конь · b3 белая пешка · d3 белый конь · g3 белая пешка · h3 белая пешка · a2 белая пешка · e2 белый ферзь · f2 белая пешка · g2 белый король | g8 чёрный король · a7 чёрная пешка · f7 чёрная пешка · g7 чёрная пешка · h6 чёрная пешка · d5 чёрная пешка · f5 чёрный ферзь · d4 чёрный конь · b3 белая пешка · d3 белый конь · g3 белая пешка · h3 белая пешка · a2 белая пешка · e2 белый ферзь · f2 белая пешка · g2 белый король | g8 чёрный король · a7 чёрная пешка · f7 чёрная пешка · g7 чёрная пешка · h6 чёрная пешка · d5 чёрная пешка · f5 чёрный ферзь · d4 чёрный конь · b3 белая пешка · d3 белый конь · g3 белая пешка · h3 белая пешка · a2 белая пешка · e2 белый ферзь · f2 белая пешка · g2 белый король | 5 |
| 4 | g8 чёрный король · a7 чёрная пешка · f7 чёрная пешка · g7 чёрная пешка · h6 чёрная пешка · d5 чёрная пешка · f5 чёрный ферзь · d4 чёрный конь · b3 белая пешка · d3 белый конь · g3 белая пешка · h3 белая пешка · a2 белая пешка · e2 белый ферзь · f2 белая пешка · g2 белый король | g8 чёрный король · a7 чёрная пешка · f7 чёрная пешка · g7 чёрная пешка · h6 чёрная пешка · d5 чёрная пешка · f5 чёрный ферзь · d4 чёрный конь · b3 белая пешка · d3 белый конь · g3 белая пешка · h3 белая пешка · a2 белая пешка · e2 белый ферзь · f2 белая пешка · g2 белый король | g8 чёрный король · a7 чёрная пешка · f7 чёрная пешка · g7 чёрная пешка · h6 чёрная пешка · d5 чёрная пешка · f5 чёрный ферзь · d4 чёрный конь · b3 белая пешка · d3 белый конь · g3 белая пешка · h3 белая пешка · a2 белая пешка · e2 белый ферзь · f2 белая пешка · g2 белый король | g8 чёрный король · a7 чёрная пешка · f7 чёрная пешка · g7 чёрная пешка · h6 чёрная пешка · d5 чёрная пешка · f5 чёрный ферзь · d4 чёрный конь · b3 белая пешка · d3 белый конь · g3 белая пешка · h3 белая пешка · a2 белая пешка · e2 белый ферзь · f2 белая пешка · g2 белый король | g8 чёрный король · a7 чёрная пешка · f7 чёрная пешка · g7 чёрная пешка · h6 чёрная пешка · d5 чёрная пешка · f5 чёрный ферзь · d4 чёрный конь · b3 белая пешка · d3 белый конь · g3 белая пешка · h3 белая пешка · a2 белая пешка · e2 белый ферзь · f2 белая пешка · g2 белый король | g8 чёрный король · a7 чёрная пешка · f7 чёрная пешка · g7 чёрная пешка · h6 чёрная пешка · d5 чёрная пешка · f5 чёрный ферзь · d4 чёрный конь · b3 белая пешка · d3 белый конь · g3 белая пешка · h3 белая пешка · a2 белая пешка · e2 белый ферзь · f2 белая пешка · g2 белый король | g8 чёрный король · a7 чёрная пешка · f7 чёрная пешка · g7 чёрная пешка · h6 чёрная пешка · d5 чёрная пешка · f5 чёрный ферзь · d4 чёрный конь · b3 белая пешка · d3 белый конь · g3 белая пешка · h3 белая пешка · a2 белая пешка · e2 белый ферзь · f2 белая пешка · g2 белый король | g8 чёрный король · a7 чёрная пешка · f7 чёрная пешка · g7 чёрная пешка · h6 чёрная пешка · d5 чёрная пешка · f5 чёрный ферзь · d4 чёрный конь · b3 белая пешка · d3 белый конь · g3 белая пешка · h3 белая пешка · a2 белая пешка · e2 белый ферзь · f2 белая пешка · g2 белый король | 4 |
| 3 | g8 чёрный король · a7 чёрная пешка · f7 чёрная пешка · g7 чёрная пешка · h6 чёрная пешка · d5 чёрная пешка · f5 чёрный ферзь · d4 чёрный конь · b3 белая пешка · d3 белый конь · g3 белая пешка · h3 белая пешка · a2 белая пешка · e2 белый ферзь · f2 белая пешка · g2 белый король | g8 чёрный король · a7 чёрная пешка · f7 чёрная пешка · g7 чёрная пешка · h6 чёрная пешка · d5 чёрная пешка · f5 чёрный ферзь · d4 чёрный конь · b3 белая пешка · d3 белый конь · g3 белая пешка · h3 белая пешка · a2 белая пешка · e2 белый ферзь · f2 белая пешка · g2 белый король | g8 чёрный король · a7 чёрная пешка · f7 чёрная пешка · g7 чёрная пешка · h6 чёрная пешка · d5 чёрная пешка · f5 чёрный ферзь · d4 чёрный конь · b3 белая пешка · d3 белый конь · g3 белая пешка · h3 белая пешка · a2 белая пешка · e2 белый ферзь · f2 белая пешка · g2 белый король | g8 чёрный король · a7 чёрная пешка · f7 чёрная пешка · g7 чёрная пешка · h6 чёрная пешка · d5 чёрная пешка · f5 чёрный ферзь · d4 чёрный конь · b3 белая пешка · d3 белый конь · g3 белая пешка · h3 белая пешка · a2 белая пешка · e2 белый ферзь · f2 белая пешка · g2 белый король | g8 чёрный король · a7 чёрная пешка · f7 чёрная пешка · g7 чёрная пешка · h6 чёрная пешка · d5 чёрная пешка · f5 чёрный ферзь · d4 чёрный конь · b3 белая пешка · d3 белый конь · g3 белая пешка · h3 белая пешка · a2 белая пешка · e2 белый ферзь · f2 белая пешка · g2 белый король | g8 чёрный король · a7 чёрная пешка · f7 чёрная пешка · g7 чёрная пешка · h6 чёрная пешка · d5 чёрная пешка · f5 чёрный ферзь · d4 чёрный конь · b3 белая пешка · d3 белый конь · g3 белая пешка · h3 белая пешка · a2 белая пешка · e2 белый ферзь · f2 белая пешка · g2 белый король | g8 чёрный король · a7 чёрная пешка · f7 чёрная пешка · g7 чёрная пешка · h6 чёрная пешка · d5 чёрная пешка · f5 чёрный ферзь · d4 чёрный конь · b3 белая пешка · d3 белый конь · g3 белая пешка · h3 белая пешка · a2 белая пешка · e2 белый ферзь · f2 белая пешка · g2 белый король | g8 чёрный король · a7 чёрная пешка · f7 чёрная пешка · g7 чёрная пешка · h6 чёрная пешка · d5 чёрная пешка · f5 чёрный ферзь · d4 чёрный конь · b3 белая пешка · d3 белый конь · g3 белая пешка · h3 белая пешка · a2 белая пешка · e2 белый ферзь · f2 белая пешка · g2 белый король | 3 |
| 2 | g8 чёрный король · a7 чёрная пешка · f7 чёрная пешка · g7 чёрная пешка · h6 чёрная пешка · d5 чёрная пешка · f5 чёрный ферзь · d4 чёрный конь · b3 белая пешка · d3 белый конь · g3 белая пешка · h3 белая пешка · a2 белая пешка · e2 белый ферзь · f2 белая пешка · g2 белый король | g8 чёрный король · a7 чёрная пешка · f7 чёрная пешка · g7 чёрная пешка · h6 чёрная пешка · d5 чёрная пешка · f5 чёрный ферзь · d4 чёрный конь · b3 белая пешка · d3 белый конь · g3 белая пешка · h3 белая пешка · a2 белая пешка · e2 белый ферзь · f2 белая пешка · g2 белый король | g8 чёрный король · a7 чёрная пешка · f7 чёрная пешка · g7 чёрная пешка · h6 чёрная пешка · d5 чёрная пешка · f5 чёрный ферзь · d4 чёрный конь · b3 белая пешка · d3 белый конь · g3 белая пешка · h3 белая пешка · a2 белая пешка · e2 белый ферзь · f2 белая пешка · g2 белый король | g8 чёрный король · a7 чёрная пешка · f7 чёрная пешка · g7 чёрная пешка · h6 чёрная пешка · d5 чёрная пешка · f5 чёрный ферзь · d4 чёрный конь · b3 белая пешка · d3 белый конь · g3 белая пешка · h3 белая пешка · a2 белая пешка · e2 белый ферзь · f2 белая пешка · g2 белый король | g8 чёрный король · a7 чёрная пешка · f7 чёрная пешка · g7 чёрная пешка · h6 чёрная пешка · d5 чёрная пешка · f5 чёрный ферзь · d4 чёрный конь · b3 белая пешка · d3 белый конь · g3 белая пешка · h3 белая пешка · a2 белая пешка · e2 белый ферзь · f2 белая пешка · g2 белый король | g8 чёрный король · a7 чёрная пешка · f7 чёрная пешка · g7 чёрная пешка · h6 чёрная пешка · d5 чёрная пешка · f5 чёрный ферзь · d4 чёрный конь · b3 белая пешка · d3 белый конь · g3 белая пешка · h3 белая пешка · a2 белая пешка · e2 белый ферзь · f2 белая пешка · g2 белый король | g8 чёрный король · a7 чёрная пешка · f7 чёрная пешка · g7 чёрная пешка · h6 чёрная пешка · d5 чёрная пешка · f5 чёрный ферзь · d4 чёрный конь · b3 белая пешка · d3 белый конь · g3 белая пешка · h3 белая пешка · a2 белая пешка · e2 белый ферзь · f2 белая пешка · g2 белый король | g8 чёрный король · a7 чёрная пешка · f7 чёрная пешка · g7 чёрная пешка · h6 чёрная пешка · d5 чёрная пешка · f5 чёрный ферзь · d4 чёрный конь · b3 белая пешка · d3 белый конь · g3 белая пешка · h3 белая пешка · a2 белая пешка · e2 белый ферзь · f2 белая пешка · g2 белый король | 2 |
| 1 | g8 чёрный король · a7 чёрная пешка · f7 чёрная пешка · g7 чёрная пешка · h6 чёрная пешка · d5 чёрная пешка · f5 чёрный ферзь · d4 чёрный конь · b3 белая пешка · d3 белый конь · g3 белая пешка · h3 белая пешка · a2 белая пешка · e2 белый ферзь · f2 белая пешка · g2 белый король | g8 чёрный король · a7 чёрная пешка · f7 чёрная пешка · g7 чёрная пешка · h6 чёрная пешка · d5 чёрная пешка · f5 чёрный ферзь · d4 чёрный конь · b3 белая пешка · d3 белый конь · g3 белая пешка · h3 белая пешка · a2 белая пешка · e2 белый ферзь · f2 белая пешка · g2 белый король | g8 чёрный король · a7 чёрная пешка · f7 чёрная пешка · g7 чёрная пешка · h6 чёрная пешка · d5 чёрная пешка · f5 чёрный ферзь · d4 чёрный конь · b3 белая пешка · d3 белый конь · g3 белая пешка · h3 белая пешка · a2 белая пешка · e2 белый ферзь · f2 белая пешка · g2 белый король | g8 чёрный король · a7 чёрная пешка · f7 чёрная пешка · g7 чёрная пешка · h6 чёрная пешка · d5 чёрная пешка · f5 чёрный ферзь · d4 чёрный конь · b3 белая пешка · d3 белый конь · g3 белая пешка · h3 белая пешка · a2 белая пешка · e2 белый ферзь · f2 белая пешка · g2 белый король | g8 чёрный король · a7 чёрная пешка · f7 чёрная пешка · g7 чёрная пешка · h6 чёрная пешка · d5 чёрная пешка · f5 чёрный ферзь · d4 чёрный конь · b3 белая пешка · d3 белый конь · g3 белая пешка · h3 белая пешка · a2 белая пешка · e2 белый ферзь · f2 белая пешка · g2 белый король | g8 чёрный король · a7 чёрная пешка · f7 чёрная пешка · g7 чёрная пешка · h6 чёрная пешка · d5 чёрная пешка · f5 чёрный ферзь · d4 чёрный конь · b3 белая пешка · d3 белый конь · g3 белая пешка · h3 белая пешка · a2 белая пешка · e2 белый ферзь · f2 белая пешка · g2 белый король | g8 чёрный король · a7 чёрная пешка · f7 чёрная пешка · g7 чёрная пешка · h6 чёрная пешка · d5 чёрная пешка · f5 чёрный ферзь · d4 чёрный конь · b3 белая пешка · d3 белый конь · g3 белая пешка · h3 белая пешка · a2 белая пешка · e2 белый ферзь · f2 белая пешка · g2 белый король | g8 чёрный король · a7 чёрная пешка · f7 чёрная пешка · g7 чёрная пешка · h6 чёрная пешка · d5 чёрная пешка · f5 чёрный ферзь · d4 чёрный конь · b3 белая пешка · d3 белый конь · g3 белая пешка · h3 белая пешка · a2 белая пешка · e2 белый ферзь · f2 белая пешка · g2 белый король | 1 |
|   | a | b | c | d | e | f | g | h |   |

Карлсен — Ананд

12 ноября

Сицилианская защита (B40)

1.e4 c5 2.Кf3 e6 3.g3 Кс6 4.Сg2 d5 5.exd5 exd5 6.0-0 Кf6 7.d4 Се7 8.Се3 cxd4 9.Кхd4 Сg4 10.Фd3 Фd7 11.Кd2 0-0 12.К2f3 Лfe8 13.Лfe1 Сd6 14.c3 h6 15.Фf1 Сһ5 16.h3 Сg6 17.Лаd1 Лаd8 18.Кхс6 bxc6 19.c4 Се4 20.Сd4 Кһ7 21.cxd5 Схd5 22.Лхе8+ Лхе8 23.Фd3 Кf8 24.Кһ4 Се5 25.Схd5 Фхd5 26.Схе5 Фхе5 27.b3 Ке6 28.Кf3 Фf6 29.Крg2 Лd8 30.Фе2 Лd5 31.Лхd5 cxd5 32.Ке5 Фf5 33.Кd3 Кd4 34.g4 Фd7 35.Фе5 Ке6 36.Крg3 Фb5 37.Кf4 Кхf4 38.Крхf4 Фb4+ 39.Крf3 d4 40.Фе8+ Крһ7 41.Фхf7 Фd2 42.Фf5+ Крһ8 43.h4 Фха2 44.Фе6 Фd2 45.Фе8+ Крһ7 46.Фе4+ Крһ8 47.Фе8+ Крһ7 ½−½

Просмотр партии на сайте: www.chessgames.com

### Пятая партия
|   | a | b | c | d | e | f | g | h |   |
| - | --- | --- | --- | --- | --- | --- | --- | --- | - |
| 8 | a8 чёрная ладья · f8 чёрная ладья · g8 чёрный король · a7 чёрная пешка · b7 чёрный слон · e7 чёрный ферзь · f7 чёрная пешка · g7 чёрная пешка · b6 чёрная пешка · c6 чёрный конь · e6 чёрная пешка · f6 чёрный конь · h6 чёрная пешка · d5 белая пешка · g5 белый слон · c3 белый конь · g3 белая пешка · a2 белая пешка · b2 белая пешка · f2 белая пешка · g2 белый слон · h2 белая пешка · a1 белая ладья · d1 белый ферзь · f1 белая ладья · g1 белый король | a8 чёрная ладья · f8 чёрная ладья · g8 чёрный король · a7 чёрная пешка · b7 чёрный слон · e7 чёрный ферзь · f7 чёрная пешка · g7 чёрная пешка · b6 чёрная пешка · c6 чёрный конь · e6 чёрная пешка · f6 чёрный конь · h6 чёрная пешка · d5 белая пешка · g5 белый слон · c3 белый конь · g3 белая пешка · a2 белая пешка · b2 белая пешка · f2 белая пешка · g2 белый слон · h2 белая пешка · a1 белая ладья · d1 белый ферзь · f1 белая ладья · g1 белый король | a8 чёрная ладья · f8 чёрная ладья · g8 чёрный король · a7 чёрная пешка · b7 чёрный слон · e7 чёрный ферзь · f7 чёрная пешка · g7 чёрная пешка · b6 чёрная пешка · c6 чёрный конь · e6 чёрная пешка · f6 чёрный конь · h6 чёрная пешка · d5 белая пешка · g5 белый слон · c3 белый конь · g3 белая пешка · a2 белая пешка · b2 белая пешка · f2 белая пешка · g2 белый слон · h2 белая пешка · a1 белая ладья · d1 белый ферзь · f1 белая ладья · g1 белый король | a8 чёрная ладья · f8 чёрная ладья · g8 чёрный король · a7 чёрная пешка · b7 чёрный слон · e7 чёрный ферзь · f7 чёрная пешка · g7 чёрная пешка · b6 чёрная пешка · c6 чёрный конь · e6 чёрная пешка · f6 чёрный конь · h6 чёрная пешка · d5 белая пешка · g5 белый слон · c3 белый конь · g3 белая пешка · a2 белая пешка · b2 белая пешка · f2 белая пешка · g2 белый слон · h2 белая пешка · a1 белая ладья · d1 белый ферзь · f1 белая ладья · g1 белый король | a8 чёрная ладья · f8 чёрная ладья · g8 чёрный король · a7 чёрная пешка · b7 чёрный слон · e7 чёрный ферзь · f7 чёрная пешка · g7 чёрная пешка · b6 чёрная пешка · c6 чёрный конь · e6 чёрная пешка · f6 чёрный конь · h6 чёрная пешка · d5 белая пешка · g5 белый слон · c3 белый конь · g3 белая пешка · a2 белая пешка · b2 белая пешка · f2 белая пешка · g2 белый слон · h2 белая пешка · a1 белая ладья · d1 белый ферзь · f1 белая ладья · g1 белый король | a8 чёрная ладья · f8 чёрная ладья · g8 чёрный король · a7 чёрная пешка · b7 чёрный слон · e7 чёрный ферзь · f7 чёрная пешка · g7 чёрная пешка · b6 чёрная пешка · c6 чёрный конь · e6 чёрная пешка · f6 чёрный конь · h6 чёрная пешка · d5 белая пешка · g5 белый слон · c3 белый конь · g3 белая пешка · a2 белая пешка · b2 белая пешка · f2 белая пешка · g2 белый слон · h2 белая пешка · a1 белая ладья · d1 белый ферзь · f1 белая ладья · g1 белый король | a8 чёрная ладья · f8 чёрная ладья · g8 чёрный король · a7 чёрная пешка · b7 чёрный слон · e7 чёрный ферзь · f7 чёрная пешка · g7 чёрная пешка · b6 чёрная пешка · c6 чёрный конь · e6 чёрная пешка · f6 чёрный конь · h6 чёрная пешка · d5 белая пешка · g5 белый слон · c3 белый конь · g3 белая пешка · a2 белая пешка · b2 белая пешка · f2 белая пешка · g2 белый слон · h2 белая пешка · a1 белая ладья · d1 белый ферзь · f1 белая ладья · g1 белый король | a8 чёрная ладья · f8 чёрная ладья · g8 чёрный король · a7 чёрная пешка · b7 чёрный слон · e7 чёрный ферзь · f7 чёрная пешка · g7 чёрная пешка · b6 чёрная пешка · c6 чёрный конь · e6 чёрная пешка · f6 чёрный конь · h6 чёрная пешка · d5 белая пешка · g5 белый слон · c3 белый конь · g3 белая пешка · a2 белая пешка · b2 белая пешка · f2 белая пешка · g2 белый слон · h2 белая пешка · a1 белая ладья · d1 белый ферзь · f1 белая ладья · g1 белый король | 8 |
| 7 | a8 чёрная ладья · f8 чёрная ладья · g8 чёрный король · a7 чёрная пешка · b7 чёрный слон · e7 чёрный ферзь · f7 чёрная пешка · g7 чёрная пешка · b6 чёрная пешка · c6 чёрный конь · e6 чёрная пешка · f6 чёрный конь · h6 чёрная пешка · d5 белая пешка · g5 белый слон · c3 белый конь · g3 белая пешка · a2 белая пешка · b2 белая пешка · f2 белая пешка · g2 белый слон · h2 белая пешка · a1 белая ладья · d1 белый ферзь · f1 белая ладья · g1 белый король | a8 чёрная ладья · f8 чёрная ладья · g8 чёрный король · a7 чёрная пешка · b7 чёрный слон · e7 чёрный ферзь · f7 чёрная пешка · g7 чёрная пешка · b6 чёрная пешка · c6 чёрный конь · e6 чёрная пешка · f6 чёрный конь · h6 чёрная пешка · d5 белая пешка · g5 белый слон · c3 белый конь · g3 белая пешка · a2 белая пешка · b2 белая пешка · f2 белая пешка · g2 белый слон · h2 белая пешка · a1 белая ладья · d1 белый ферзь · f1 белая ладья · g1 белый король | a8 чёрная ладья · f8 чёрная ладья · g8 чёрный король · a7 чёрная пешка · b7 чёрный слон · e7 чёрный ферзь · f7 чёрная пешка · g7 чёрная пешка · b6 чёрная пешка · c6 чёрный конь · e6 чёрная пешка · f6 чёрный конь · h6 чёрная пешка · d5 белая пешка · g5 белый слон · c3 белый конь · g3 белая пешка · a2 белая пешка · b2 белая пешка · f2 белая пешка · g2 белый слон · h2 белая пешка · a1 белая ладья · d1 белый ферзь · f1 белая ладья · g1 белый король | a8 чёрная ладья · f8 чёрная ладья · g8 чёрный король · a7 чёрная пешка · b7 чёрный слон · e7 чёрный ферзь · f7 чёрная пешка · g7 чёрная пешка · b6 чёрная пешка · c6 чёрный конь · e6 чёрная пешка · f6 чёрный конь · h6 чёрная пешка · d5 белая пешка · g5 белый слон · c3 белый конь · g3 белая пешка · a2 белая пешка · b2 белая пешка · f2 белая пешка · g2 белый слон · h2 белая пешка · a1 белая ладья · d1 белый ферзь · f1 белая ладья · g1 белый король | a8 чёрная ладья · f8 чёрная ладья · g8 чёрный король · a7 чёрная пешка · b7 чёрный слон · e7 чёрный ферзь · f7 чёрная пешка · g7 чёрная пешка · b6 чёрная пешка · c6 чёрный конь · e6 чёрная пешка · f6 чёрный конь · h6 чёрная пешка · d5 белая пешка · g5 белый слон · c3 белый конь · g3 белая пешка · a2 белая пешка · b2 белая пешка · f2 белая пешка · g2 белый слон · h2 белая пешка · a1 белая ладья · d1 белый ферзь · f1 белая ладья · g1 белый король | a8 чёрная ладья · f8 чёрная ладья · g8 чёрный король · a7 чёрная пешка · b7 чёрный слон · e7 чёрный ферзь · f7 чёрная пешка · g7 чёрная пешка · b6 чёрная пешка · c6 чёрный конь · e6 чёрная пешка · f6 чёрный конь · h6 чёрная пешка · d5 белая пешка · g5 белый слон · c3 белый конь · g3 белая пешка · a2 белая пешка · b2 белая пешка · f2 белая пешка · g2 белый слон · h2 белая пешка · a1 белая ладья · d1 белый ферзь · f1 белая ладья · g1 белый король | a8 чёрная ладья · f8 чёрная ладья · g8 чёрный король · a7 чёрная пешка · b7 чёрный слон · e7 чёрный ферзь · f7 чёрная пешка · g7 чёрная пешка · b6 чёрная пешка · c6 чёрный конь · e6 чёрная пешка · f6 чёрный конь · h6 чёрная пешка · d5 белая пешка · g5 белый слон · c3 белый конь · g3 белая пешка · a2 белая пешка · b2 белая пешка · f2 белая пешка · g2 белый слон · h2 белая пешка · a1 белая ладья · d1 белый ферзь · f1 белая ладья · g1 белый король | a8 чёрная ладья · f8 чёрная ладья · g8 чёрный король · a7 чёрная пешка · b7 чёрный слон · e7 чёрный ферзь · f7 чёрная пешка · g7 чёрная пешка · b6 чёрная пешка · c6 чёрный конь · e6 чёрная пешка · f6 чёрный конь · h6 чёрная пешка · d5 белая пешка · g5 белый слон · c3 белый конь · g3 белая пешка · a2 белая пешка · b2 белая пешка · f2 белая пешка · g2 белый слон · h2 белая пешка · a1 белая ладья · d1 белый ферзь · f1 белая ладья · g1 белый король | 7 |
| 6 | a8 чёрная ладья · f8 чёрная ладья · g8 чёрный король · a7 чёрная пешка · b7 чёрный слон · e7 чёрный ферзь · f7 чёрная пешка · g7 чёрная пешка · b6 чёрная пешка · c6 чёрный конь · e6 чёрная пешка · f6 чёрный конь · h6 чёрная пешка · d5 белая пешка · g5 белый слон · c3 белый конь · g3 белая пешка · a2 белая пешка · b2 белая пешка · f2 белая пешка · g2 белый слон · h2 белая пешка · a1 белая ладья · d1 белый ферзь · f1 белая ладья · g1 белый король | a8 чёрная ладья · f8 чёрная ладья · g8 чёрный король · a7 чёрная пешка · b7 чёрный слон · e7 чёрный ферзь · f7 чёрная пешка · g7 чёрная пешка · b6 чёрная пешка · c6 чёрный конь · e6 чёрная пешка · f6 чёрный конь · h6 чёрная пешка · d5 белая пешка · g5 белый слон · c3 белый конь · g3 белая пешка · a2 белая пешка · b2 белая пешка · f2 белая пешка · g2 белый слон · h2 белая пешка · a1 белая ладья · d1 белый ферзь · f1 белая ладья · g1 белый король | a8 чёрная ладья · f8 чёрная ладья · g8 чёрный король · a7 чёрная пешка · b7 чёрный слон · e7 чёрный ферзь · f7 чёрная пешка · g7 чёрная пешка · b6 чёрная пешка · c6 чёрный конь · e6 чёрная пешка · f6 чёрный конь · h6 чёрная пешка · d5 белая пешка · g5 белый слон · c3 белый конь · g3 белая пешка · a2 белая пешка · b2 белая пешка · f2 белая пешка · g2 белый слон · h2 белая пешка · a1 белая ладья · d1 белый ферзь · f1 белая ладья · g1 белый король | a8 чёрная ладья · f8 чёрная ладья · g8 чёрный король · a7 чёрная пешка · b7 чёрный слон · e7 чёрный ферзь · f7 чёрная пешка · g7 чёрная пешка · b6 чёрная пешка · c6 чёрный конь · e6 чёрная пешка · f6 чёрный конь · h6 чёрная пешка · d5 белая пешка · g5 белый слон · c3 белый конь · g3 белая пешка · a2 белая пешка · b2 белая пешка · f2 белая пешка · g2 белый слон · h2 белая пешка · a1 белая ладья · d1 белый ферзь · f1 белая ладья · g1 белый король | a8 чёрная ладья · f8 чёрная ладья · g8 чёрный король · a7 чёрная пешка · b7 чёрный слон · e7 чёрный ферзь · f7 чёрная пешка · g7 чёрная пешка · b6 чёрная пешка · c6 чёрный конь · e6 чёрная пешка · f6 чёрный конь · h6 чёрная пешка · d5 белая пешка · g5 белый слон · c3 белый конь · g3 белая пешка · a2 белая пешка · b2 белая пешка · f2 белая пешка · g2 белый слон · h2 белая пешка · a1 белая ладья · d1 белый ферзь · f1 белая ладья · g1 белый король | a8 чёрная ладья · f8 чёрная ладья · g8 чёрный король · a7 чёрная пешка · b7 чёрный слон · e7 чёрный ферзь · f7 чёрная пешка · g7 чёрная пешка · b6 чёрная пешка · c6 чёрный конь · e6 чёрная пешка · f6 чёрный конь · h6 чёрная пешка · d5 белая пешка · g5 белый слон · c3 белый конь · g3 белая пешка · a2 белая пешка · b2 белая пешка · f2 белая пешка · g2 белый слон · h2 белая пешка · a1 белая ладья · d1 белый ферзь · f1 белая ладья · g1 белый король | a8 чёрная ладья · f8 чёрная ладья · g8 чёрный король · a7 чёрная пешка · b7 чёрный слон · e7 чёрный ферзь · f7 чёрная пешка · g7 чёрная пешка · b6 чёрная пешка · c6 чёрный конь · e6 чёрная пешка · f6 чёрный конь · h6 чёрная пешка · d5 белая пешка · g5 белый слон · c3 белый конь · g3 белая пешка · a2 белая пешка · b2 белая пешка · f2 белая пешка · g2 белый слон · h2 белая пешка · a1 белая ладья · d1 белый ферзь · f1 белая ладья · g1 белый король | a8 чёрная ладья · f8 чёрная ладья · g8 чёрный король · a7 чёрная пешка · b7 чёрный слон · e7 чёрный ферзь · f7 чёрная пешка · g7 чёрная пешка · b6 чёрная пешка · c6 чёрный конь · e6 чёрная пешка · f6 чёрный конь · h6 чёрная пешка · d5 белая пешка · g5 белый слон · c3 белый конь · g3 белая пешка · a2 белая пешка · b2 белая пешка · f2 белая пешка · g2 белый слон · h2 белая пешка · a1 белая ладья · d1 белый ферзь · f1 белая ладья · g1 белый король | 6 |
| 5 | a8 чёрная ладья · f8 чёрная ладья · g8 чёрный король · a7 чёрная пешка · b7 чёрный слон · e7 чёрный ферзь · f7 чёрная пешка · g7 чёрная пешка · b6 чёрная пешка · c6 чёрный конь · e6 чёрная пешка · f6 чёрный конь · h6 чёрная пешка · d5 белая пешка · g5 белый слон · c3 белый конь · g3 белая пешка · a2 белая пешка · b2 белая пешка · f2 белая пешка · g2 белый слон · h2 белая пешка · a1 белая ладья · d1 белый ферзь · f1 белая ладья · g1 белый король | a8 чёрная ладья · f8 чёрная ладья · g8 чёрный король · a7 чёрная пешка · b7 чёрный слон · e7 чёрный ферзь · f7 чёрная пешка · g7 чёрная пешка · b6 чёрная пешка · c6 чёрный конь · e6 чёрная пешка · f6 чёрный конь · h6 чёрная пешка · d5 белая пешка · g5 белый слон · c3 белый конь · g3 белая пешка · a2 белая пешка · b2 белая пешка · f2 белая пешка · g2 белый слон · h2 белая пешка · a1 белая ладья · d1 белый ферзь · f1 белая ладья · g1 белый король | a8 чёрная ладья · f8 чёрная ладья · g8 чёрный король · a7 чёрная пешка · b7 чёрный слон · e7 чёрный ферзь · f7 чёрная пешка · g7 чёрная пешка · b6 чёрная пешка · c6 чёрный конь · e6 чёрная пешка · f6 чёрный конь · h6 чёрная пешка · d5 белая пешка · g5 белый слон · c3 белый конь · g3 белая пешка · a2 белая пешка · b2 белая пешка · f2 белая пешка · g2 белый слон · h2 белая пешка · a1 белая ладья · d1 белый ферзь · f1 белая ладья · g1 белый король | a8 чёрная ладья · f8 чёрная ладья · g8 чёрный король · a7 чёрная пешка · b7 чёрный слон · e7 чёрный ферзь · f7 чёрная пешка · g7 чёрная пешка · b6 чёрная пешка · c6 чёрный конь · e6 чёрная пешка · f6 чёрный конь · h6 чёрная пешка · d5 белая пешка · g5 белый слон · c3 белый конь · g3 белая пешка · a2 белая пешка · b2 белая пешка · f2 белая пешка · g2 белый слон · h2 белая пешка · a1 белая ладья · d1 белый ферзь · f1 белая ладья · g1 белый король | a8 чёрная ладья · f8 чёрная ладья · g8 чёрный король · a7 чёрная пешка · b7 чёрный слон · e7 чёрный ферзь · f7 чёрная пешка · g7 чёрная пешка · b6 чёрная пешка · c6 чёрный конь · e6 чёрная пешка · f6 чёрный конь · h6 чёрная пешка · d5 белая пешка · g5 белый слон · c3 белый конь · g3 белая пешка · a2 белая пешка · b2 белая пешка · f2 белая пешка · g2 белый слон · h2 белая пешка · a1 белая ладья · d1 белый ферзь · f1 белая ладья · g1 белый король | a8 чёрная ладья · f8 чёрная ладья · g8 чёрный король · a7 чёрная пешка · b7 чёрный слон · e7 чёрный ферзь · f7 чёрная пешка · g7 чёрная пешка · b6 чёрная пешка · c6 чёрный конь · e6 чёрная пешка · f6 чёрный конь · h6 чёрная пешка · d5 белая пешка · g5 белый слон · c3 белый конь · g3 белая пешка · a2 белая пешка · b2 белая пешка · f2 белая пешка · g2 белый слон · h2 белая пешка · a1 белая ладья · d1 белый ферзь · f1 белая ладья · g1 белый король | a8 чёрная ладья · f8 чёрная ладья · g8 чёрный король · a7 чёрная пешка · b7 чёрный слон · e7 чёрный ферзь · f7 чёрная пешка · g7 чёрная пешка · b6 чёрная пешка · c6 чёрный конь · e6 чёрная пешка · f6 чёрный конь · h6 чёрная пешка · d5 белая пешка · g5 белый слон · c3 белый конь · g3 белая пешка · a2 белая пешка · b2 белая пешка · f2 белая пешка · g2 белый слон · h2 белая пешка · a1 белая ладья · d1 белый ферзь · f1 белая ладья · g1 белый король | a8 чёрная ладья · f8 чёрная ладья · g8 чёрный король · a7 чёрная пешка · b7 чёрный слон · e7 чёрный ферзь · f7 чёрная пешка · g7 чёрная пешка · b6 чёрная пешка · c6 чёрный конь · e6 чёрная пешка · f6 чёрный конь · h6 чёрная пешка · d5 белая пешка · g5 белый слон · c3 белый конь · g3 белая пешка · a2 белая пешка · b2 белая пешка · f2 белая пешка · g2 белый слон · h2 белая пешка · a1 белая ладья · d1 белый ферзь · f1 белая ладья · g1 белый король | 5 |
| 4 | a8 чёрная ладья · f8 чёрная ладья · g8 чёрный король · a7 чёрная пешка · b7 чёрный слон · e7 чёрный ферзь · f7 чёрная пешка · g7 чёрная пешка · b6 чёрная пешка · c6 чёрный конь · e6 чёрная пешка · f6 чёрный конь · h6 чёрная пешка · d5 белая пешка · g5 белый слон · c3 белый конь · g3 белая пешка · a2 белая пешка · b2 белая пешка · f2 белая пешка · g2 белый слон · h2 белая пешка · a1 белая ладья · d1 белый ферзь · f1 белая ладья · g1 белый король | a8 чёрная ладья · f8 чёрная ладья · g8 чёрный король · a7 чёрная пешка · b7 чёрный слон · e7 чёрный ферзь · f7 чёрная пешка · g7 чёрная пешка · b6 чёрная пешка · c6 чёрный конь · e6 чёрная пешка · f6 чёрный конь · h6 чёрная пешка · d5 белая пешка · g5 белый слон · c3 белый конь · g3 белая пешка · a2 белая пешка · b2 белая пешка · f2 белая пешка · g2 белый слон · h2 белая пешка · a1 белая ладья · d1 белый ферзь · f1 белая ладья · g1 белый король | a8 чёрная ладья · f8 чёрная ладья · g8 чёрный король · a7 чёрная пешка · b7 чёрный слон · e7 чёрный ферзь · f7 чёрная пешка · g7 чёрная пешка · b6 чёрная пешка · c6 чёрный конь · e6 чёрная пешка · f6 чёрный конь · h6 чёрная пешка · d5 белая пешка · g5 белый слон · c3 белый конь · g3 белая пешка · a2 белая пешка · b2 белая пешка · f2 белая пешка · g2 белый слон · h2 белая пешка · a1 белая ладья · d1 белый ферзь · f1 белая ладья · g1 белый король | a8 чёрная ладья · f8 чёрная ладья · g8 чёрный король · a7 чёрная пешка · b7 чёрный слон · e7 чёрный ферзь · f7 чёрная пешка · g7 чёрная пешка · b6 чёрная пешка · c6 чёрный конь · e6 чёрная пешка · f6 чёрный конь · h6 чёрная пешка · d5 белая пешка · g5 белый слон · c3 белый конь · g3 белая пешка · a2 белая пешка · b2 белая пешка · f2 белая пешка · g2 белый слон · h2 белая пешка · a1 белая ладья · d1 белый ферзь · f1 белая ладья · g1 белый король | a8 чёрная ладья · f8 чёрная ладья · g8 чёрный король · a7 чёрная пешка · b7 чёрный слон · e7 чёрный ферзь · f7 чёрная пешка · g7 чёрная пешка · b6 чёрная пешка · c6 чёрный конь · e6 чёрная пешка · f6 чёрный конь · h6 чёрная пешка · d5 белая пешка · g5 белый слон · c3 белый конь · g3 белая пешка · a2 белая пешка · b2 белая пешка · f2 белая пешка · g2 белый слон · h2 белая пешка · a1 белая ладья · d1 белый ферзь · f1 белая ладья · g1 белый король | a8 чёрная ладья · f8 чёрная ладья · g8 чёрный король · a7 чёрная пешка · b7 чёрный слон · e7 чёрный ферзь · f7 чёрная пешка · g7 чёрная пешка · b6 чёрная пешка · c6 чёрный конь · e6 чёрная пешка · f6 чёрный конь · h6 чёрная пешка · d5 белая пешка · g5 белый слон · c3 белый конь · g3 белая пешка · a2 белая пешка · b2 белая пешка · f2 белая пешка · g2 белый слон · h2 белая пешка · a1 белая ладья · d1 белый ферзь · f1 белая ладья · g1 белый король | a8 чёрная ладья · f8 чёрная ладья · g8 чёрный король · a7 чёрная пешка · b7 чёрный слон · e7 чёрный ферзь · f7 чёрная пешка · g7 чёрная пешка · b6 чёрная пешка · c6 чёрный конь · e6 чёрная пешка · f6 чёрный конь · h6 чёрная пешка · d5 белая пешка · g5 белый слон · c3 белый конь · g3 белая пешка · a2 белая пешка · b2 белая пешка · f2 белая пешка · g2 белый слон · h2 белая пешка · a1 белая ладья · d1 белый ферзь · f1 белая ладья · g1 белый король | a8 чёрная ладья · f8 чёрная ладья · g8 чёрный король · a7 чёрная пешка · b7 чёрный слон · e7 чёрный ферзь · f7 чёрная пешка · g7 чёрная пешка · b6 чёрная пешка · c6 чёрный конь · e6 чёрная пешка · f6 чёрный конь · h6 чёрная пешка · d5 белая пешка · g5 белый слон · c3 белый конь · g3 белая пешка · a2 белая пешка · b2 белая пешка · f2 белая пешка · g2 белый слон · h2 белая пешка · a1 белая ладья · d1 белый ферзь · f1 белая ладья · g1 белый король | 4 |
| 3 | a8 чёрная ладья · f8 чёрная ладья · g8 чёрный король · a7 чёрная пешка · b7 чёрный слон · e7 чёрный ферзь · f7 чёрная пешка · g7 чёрная пешка · b6 чёрная пешка · c6 чёрный конь · e6 чёрная пешка · f6 чёрный конь · h6 чёрная пешка · d5 белая пешка · g5 белый слон · c3 белый конь · g3 белая пешка · a2 белая пешка · b2 белая пешка · f2 белая пешка · g2 белый слон · h2 белая пешка · a1 белая ладья · d1 белый ферзь · f1 белая ладья · g1 белый король | a8 чёрная ладья · f8 чёрная ладья · g8 чёрный король · a7 чёрная пешка · b7 чёрный слон · e7 чёрный ферзь · f7 чёрная пешка · g7 чёрная пешка · b6 чёрная пешка · c6 чёрный конь · e6 чёрная пешка · f6 чёрный конь · h6 чёрная пешка · d5 белая пешка · g5 белый слон · c3 белый конь · g3 белая пешка · a2 белая пешка · b2 белая пешка · f2 белая пешка · g2 белый слон · h2 белая пешка · a1 белая ладья · d1 белый ферзь · f1 белая ладья · g1 белый король | a8 чёрная ладья · f8 чёрная ладья · g8 чёрный король · a7 чёрная пешка · b7 чёрный слон · e7 чёрный ферзь · f7 чёрная пешка · g7 чёрная пешка · b6 чёрная пешка · c6 чёрный конь · e6 чёрная пешка · f6 чёрный конь · h6 чёрная пешка · d5 белая пешка · g5 белый слон · c3 белый конь · g3 белая пешка · a2 белая пешка · b2 белая пешка · f2 белая пешка · g2 белый слон · h2 белая пешка · a1 белая ладья · d1 белый ферзь · f1 белая ладья · g1 белый король | a8 чёрная ладья · f8 чёрная ладья · g8 чёрный король · a7 чёрная пешка · b7 чёрный слон · e7 чёрный ферзь · f7 чёрная пешка · g7 чёрная пешка · b6 чёрная пешка · c6 чёрный конь · e6 чёрная пешка · f6 чёрный конь · h6 чёрная пешка · d5 белая пешка · g5 белый слон · c3 белый конь · g3 белая пешка · a2 белая пешка · b2 белая пешка · f2 белая пешка · g2 белый слон · h2 белая пешка · a1 белая ладья · d1 белый ферзь · f1 белая ладья · g1 белый король | a8 чёрная ладья · f8 чёрная ладья · g8 чёрный король · a7 чёрная пешка · b7 чёрный слон · e7 чёрный ферзь · f7 чёрная пешка · g7 чёрная пешка · b6 чёрная пешка · c6 чёрный конь · e6 чёрная пешка · f6 чёрный конь · h6 чёрная пешка · d5 белая пешка · g5 белый слон · c3 белый конь · g3 белая пешка · a2 белая пешка · b2 белая пешка · f2 белая пешка · g2 белый слон · h2 белая пешка · a1 белая ладья · d1 белый ферзь · f1 белая ладья · g1 белый король | a8 чёрная ладья · f8 чёрная ладья · g8 чёрный король · a7 чёрная пешка · b7 чёрный слон · e7 чёрный ферзь · f7 чёрная пешка · g7 чёрная пешка · b6 чёрная пешка · c6 чёрный конь · e6 чёрная пешка · f6 чёрный конь · h6 чёрная пешка · d5 белая пешка · g5 белый слон · c3 белый конь · g3 белая пешка · a2 белая пешка · b2 белая пешка · f2 белая пешка · g2 белый слон · h2 белая пешка · a1 белая ладья · d1 белый ферзь · f1 белая ладья · g1 белый король | a8 чёрная ладья · f8 чёрная ладья · g8 чёрный король · a7 чёрная пешка · b7 чёрный слон · e7 чёрный ферзь · f7 чёрная пешка · g7 чёрная пешка · b6 чёрная пешка · c6 чёрный конь · e6 чёрная пешка · f6 чёрный конь · h6 чёрная пешка · d5 белая пешка · g5 белый слон · c3 белый конь · g3 белая пешка · a2 белая пешка · b2 белая пешка · f2 белая пешка · g2 белый слон · h2 белая пешка · a1 белая ладья · d1 белый ферзь · f1 белая ладья · g1 белый король | a8 чёрная ладья · f8 чёрная ладья · g8 чёрный король · a7 чёрная пешка · b7 чёрный слон · e7 чёрный ферзь · f7 чёрная пешка · g7 чёрная пешка · b6 чёрная пешка · c6 чёрный конь · e6 чёрная пешка · f6 чёрный конь · h6 чёрная пешка · d5 белая пешка · g5 белый слон · c3 белый конь · g3 белая пешка · a2 белая пешка · b2 белая пешка · f2 белая пешка · g2 белый слон · h2 белая пешка · a1 белая ладья · d1 белый ферзь · f1 белая ладья · g1 белый король | 3 |
| 2 | a8 чёрная ладья · f8 чёрная ладья · g8 чёрный король · a7 чёрная пешка · b7 чёрный слон · e7 чёрный ферзь · f7 чёрная пешка · g7 чёрная пешка · b6 чёрная пешка · c6 чёрный конь · e6 чёрная пешка · f6 чёрный конь · h6 чёрная пешка · d5 белая пешка · g5 белый слон · c3 белый конь · g3 белая пешка · a2 белая пешка · b2 белая пешка · f2 белая пешка · g2 белый слон · h2 белая пешка · a1 белая ладья · d1 белый ферзь · f1 белая ладья · g1 белый король | a8 чёрная ладья · f8 чёрная ладья · g8 чёрный король · a7 чёрная пешка · b7 чёрный слон · e7 чёрный ферзь · f7 чёрная пешка · g7 чёрная пешка · b6 чёрная пешка · c6 чёрный конь · e6 чёрная пешка · f6 чёрный конь · h6 чёрная пешка · d5 белая пешка · g5 белый слон · c3 белый конь · g3 белая пешка · a2 белая пешка · b2 белая пешка · f2 белая пешка · g2 белый слон · h2 белая пешка · a1 белая ладья · d1 белый ферзь · f1 белая ладья · g1 белый король | a8 чёрная ладья · f8 чёрная ладья · g8 чёрный король · a7 чёрная пешка · b7 чёрный слон · e7 чёрный ферзь · f7 чёрная пешка · g7 чёрная пешка · b6 чёрная пешка · c6 чёрный конь · e6 чёрная пешка · f6 чёрный конь · h6 чёрная пешка · d5 белая пешка · g5 белый слон · c3 белый конь · g3 белая пешка · a2 белая пешка · b2 белая пешка · f2 белая пешка · g2 белый слон · h2 белая пешка · a1 белая ладья · d1 белый ферзь · f1 белая ладья · g1 белый король | a8 чёрная ладья · f8 чёрная ладья · g8 чёрный король · a7 чёрная пешка · b7 чёрный слон · e7 чёрный ферзь · f7 чёрная пешка · g7 чёрная пешка · b6 чёрная пешка · c6 чёрный конь · e6 чёрная пешка · f6 чёрный конь · h6 чёрная пешка · d5 белая пешка · g5 белый слон · c3 белый конь · g3 белая пешка · a2 белая пешка · b2 белая пешка · f2 белая пешка · g2 белый слон · h2 белая пешка · a1 белая ладья · d1 белый ферзь · f1 белая ладья · g1 белый король | a8 чёрная ладья · f8 чёрная ладья · g8 чёрный король · a7 чёрная пешка · b7 чёрный слон · e7 чёрный ферзь · f7 чёрная пешка · g7 чёрная пешка · b6 чёрная пешка · c6 чёрный конь · e6 чёрная пешка · f6 чёрный конь · h6 чёрная пешка · d5 белая пешка · g5 белый слон · c3 белый конь · g3 белая пешка · a2 белая пешка · b2 белая пешка · f2 белая пешка · g2 белый слон · h2 белая пешка · a1 белая ладья · d1 белый ферзь · f1 белая ладья · g1 белый король | a8 чёрная ладья · f8 чёрная ладья · g8 чёрный король · a7 чёрная пешка · b7 чёрный слон · e7 чёрный ферзь · f7 чёрная пешка · g7 чёрная пешка · b6 чёрная пешка · c6 чёрный конь · e6 чёрная пешка · f6 чёрный конь · h6 чёрная пешка · d5 белая пешка · g5 белый слон · c3 белый конь · g3 белая пешка · a2 белая пешка · b2 белая пешка · f2 белая пешка · g2 белый слон · h2 белая пешка · a1 белая ладья · d1 белый ферзь · f1 белая ладья · g1 белый король | a8 чёрная ладья · f8 чёрная ладья · g8 чёрный король · a7 чёрная пешка · b7 чёрный слон · e7 чёрный ферзь · f7 чёрная пешка · g7 чёрная пешка · b6 чёрная пешка · c6 чёрный конь · e6 чёрная пешка · f6 чёрный конь · h6 чёрная пешка · d5 белая пешка · g5 белый слон · c3 белый конь · g3 белая пешка · a2 белая пешка · b2 белая пешка · f2 белая пешка · g2 белый слон · h2 белая пешка · a1 белая ладья · d1 белый ферзь · f1 белая ладья · g1 белый король | a8 чёрная ладья · f8 чёрная ладья · g8 чёрный король · a7 чёрная пешка · b7 чёрный слон · e7 чёрный ферзь · f7 чёрная пешка · g7 чёрная пешка · b6 чёрная пешка · c6 чёрный конь · e6 чёрная пешка · f6 чёрный конь · h6 чёрная пешка · d5 белая пешка · g5 белый слон · c3 белый конь · g3 белая пешка · a2 белая пешка · b2 белая пешка · f2 белая пешка · g2 белый слон · h2 белая пешка · a1 белая ладья · d1 белый ферзь · f1 белая ладья · g1 белый король | 2 |
| 1 | a8 чёрная ладья · f8 чёрная ладья · g8 чёрный король · a7 чёрная пешка · b7 чёрный слон · e7 чёрный ферзь · f7 чёрная пешка · g7 чёрная пешка · b6 чёрная пешка · c6 чёрный конь · e6 чёрная пешка · f6 чёрный конь · h6 чёрная пешка · d5 белая пешка · g5 белый слон · c3 белый конь · g3 белая пешка · a2 белая пешка · b2 белая пешка · f2 белая пешка · g2 белый слон · h2 белая пешка · a1 белая ладья · d1 белый ферзь · f1 белая ладья · g1 белый король | a8 чёрная ладья · f8 чёрная ладья · g8 чёрный король · a7 чёрная пешка · b7 чёрный слон · e7 чёрный ферзь · f7 чёрная пешка · g7 чёрная пешка · b6 чёрная пешка · c6 чёрный конь · e6 чёрная пешка · f6 чёрный конь · h6 чёрная пешка · d5 белая пешка · g5 белый слон · c3 белый конь · g3 белая пешка · a2 белая пешка · b2 белая пешка · f2 белая пешка · g2 белый слон · h2 белая пешка · a1 белая ладья · d1 белый ферзь · f1 белая ладья · g1 белый король | a8 чёрная ладья · f8 чёрная ладья · g8 чёрный король · a7 чёрная пешка · b7 чёрный слон · e7 чёрный ферзь · f7 чёрная пешка · g7 чёрная пешка · b6 чёрная пешка · c6 чёрный конь · e6 чёрная пешка · f6 чёрный конь · h6 чёрная пешка · d5 белая пешка · g5 белый слон · c3 белый конь · g3 белая пешка · a2 белая пешка · b2 белая пешка · f2 белая пешка · g2 белый слон · h2 белая пешка · a1 белая ладья · d1 белый ферзь · f1 белая ладья · g1 белый король | a8 чёрная ладья · f8 чёрная ладья · g8 чёрный король · a7 чёрная пешка · b7 чёрный слон · e7 чёрный ферзь · f7 чёрная пешка · g7 чёрная пешка · b6 чёрная пешка · c6 чёрный конь · e6 чёрная пешка · f6 чёрный конь · h6 чёрная пешка · d5 белая пешка · g5 белый слон · c3 белый конь · g3 белая пешка · a2 белая пешка · b2 белая пешка · f2 белая пешка · g2 белый слон · h2 белая пешка · a1 белая ладья · d1 белый ферзь · f1 белая ладья · g1 белый король | a8 чёрная ладья · f8 чёрная ладья · g8 чёрный король · a7 чёрная пешка · b7 чёрный слон · e7 чёрный ферзь · f7 чёрная пешка · g7 чёрная пешка · b6 чёрная пешка · c6 чёрный конь · e6 чёрная пешка · f6 чёрный конь · h6 чёрная пешка · d5 белая пешка · g5 белый слон · c3 белый конь · g3 белая пешка · a2 белая пешка · b2 белая пешка · f2 белая пешка · g2 белый слон · h2 белая пешка · a1 белая ладья · d1 белый ферзь · f1 белая ладья · g1 белый король | a8 чёрная ладья · f8 чёрная ладья · g8 чёрный король · a7 чёрная пешка · b7 чёрный слон · e7 чёрный ферзь · f7 чёрная пешка · g7 чёрная пешка · b6 чёрная пешка · c6 чёрный конь · e6 чёрная пешка · f6 чёрный конь · h6 чёрная пешка · d5 белая пешка · g5 белый слон · c3 белый конь · g3 белая пешка · a2 белая пешка · b2 белая пешка · f2 белая пешка · g2 белый слон · h2 белая пешка · a1 белая ладья · d1 белый ферзь · f1 белая ладья · g1 белый король | a8 чёрная ладья · f8 чёрная ладья · g8 чёрный король · a7 чёрная пешка · b7 чёрный слон · e7 чёрный ферзь · f7 чёрная пешка · g7 чёрная пешка · b6 чёрная пешка · c6 чёрный конь · e6 чёрная пешка · f6 чёрный конь · h6 чёрная пешка · d5 белая пешка · g5 белый слон · c3 белый конь · g3 белая пешка · a2 белая пешка · b2 белая пешка · f2 белая пешка · g2 белый слон · h2 белая пешка · a1 белая ладья · d1 белый ферзь · f1 белая ладья · g1 белый король | a8 чёрная ладья · f8 чёрная ладья · g8 чёрный король · a7 чёрная пешка · b7 чёрный слон · e7 чёрный ферзь · f7 чёрная пешка · g7 чёрная пешка · b6 чёрная пешка · c6 чёрный конь · e6 чёрная пешка · f6 чёрный конь · h6 чёрная пешка · d5 белая пешка · g5 белый слон · c3 белый конь · g3 белая пешка · a2 белая пешка · b2 белая пешка · f2 белая пешка · g2 белый слон · h2 белая пешка · a1 белая ладья · d1 белый ферзь · f1 белая ладья · g1 белый король | 1 |
|   | a | b | c | d | e | f | g | h |   |

Ананд — Карлсен

14 ноября

Новоиндийская защита (E15)

1.d4 Кf6 2.c4 e6 3.Кf3 b6 4.g3 Сb4+ 5.Сd2 Се7 6.Кс3 Сb7 7.Сg2 c6 8.e4 d5 9.exd5 cxd5 10.Ке5 0-0 11.0-0 Кс6 12.cxd5 Кхе5 13.d6 Кс6 14.dxe7 Фхе7 15.Сg5 h6 16.d5 Ка5 17.Схf6 Фхf6 18.dxe6 Фхе6 19.Ле1 Фf6 20.Кd5 Схd5 21.Схd5 Лаd8 22.Фf3 Фхb2 23.Лаd1 Фf6 24.Фхf6 gxf6 25.Ле7 Крg7 26.Лха7 Кс6 27.Лb7 Кb4 28.Сb3 Лхd1+ 29.Схd1 Кха2 30.Лхb6 Кс3 31.Сf3 f5 32.Крg2 Лd8 33.Лс6 Ке4 34.Схе4 fxe4 35.Лс4 f5 36.g4 Лd2 37.gxf5 e3 38.Ле4 Лхf2+ 39.Крg3 Лхf5 ½−½

Просмотр партии на сайте: www.chessgames.com

### Шестая партия
|   | a | b | c | d | e | f | g | h |   |
| - | --- | --- | --- | --- | --- | --- | --- | --- | - |
| 8 | g8 чёрная ладья · h8 чёрная ладья · b7 чёрный король · f7 чёрная пешка · b6 чёрная пешка · c6 чёрный слон · e6 чёрная пешка · g6 чёрный конь · h6 чёрная пешка · a5 чёрная пешка · c5 чёрная пешка · e5 белая пешка · h5 белая ладья · c4 белая пешка · g4 белая ладья · c3 белая пешка · e3 белый слон · a2 белая пешка · c2 белый слон · d2 белый король · f2 белая пешка · g2 белая пешка | g8 чёрная ладья · h8 чёрная ладья · b7 чёрный король · f7 чёрная пешка · b6 чёрная пешка · c6 чёрный слон · e6 чёрная пешка · g6 чёрный конь · h6 чёрная пешка · a5 чёрная пешка · c5 чёрная пешка · e5 белая пешка · h5 белая ладья · c4 белая пешка · g4 белая ладья · c3 белая пешка · e3 белый слон · a2 белая пешка · c2 белый слон · d2 белый король · f2 белая пешка · g2 белая пешка | g8 чёрная ладья · h8 чёрная ладья · b7 чёрный король · f7 чёрная пешка · b6 чёрная пешка · c6 чёрный слон · e6 чёрная пешка · g6 чёрный конь · h6 чёрная пешка · a5 чёрная пешка · c5 чёрная пешка · e5 белая пешка · h5 белая ладья · c4 белая пешка · g4 белая ладья · c3 белая пешка · e3 белый слон · a2 белая пешка · c2 белый слон · d2 белый король · f2 белая пешка · g2 белая пешка | g8 чёрная ладья · h8 чёрная ладья · b7 чёрный король · f7 чёрная пешка · b6 чёрная пешка · c6 чёрный слон · e6 чёрная пешка · g6 чёрный конь · h6 чёрная пешка · a5 чёрная пешка · c5 чёрная пешка · e5 белая пешка · h5 белая ладья · c4 белая пешка · g4 белая ладья · c3 белая пешка · e3 белый слон · a2 белая пешка · c2 белый слон · d2 белый король · f2 белая пешка · g2 белая пешка | g8 чёрная ладья · h8 чёрная ладья · b7 чёрный король · f7 чёрная пешка · b6 чёрная пешка · c6 чёрный слон · e6 чёрная пешка · g6 чёрный конь · h6 чёрная пешка · a5 чёрная пешка · c5 чёрная пешка · e5 белая пешка · h5 белая ладья · c4 белая пешка · g4 белая ладья · c3 белая пешка · e3 белый слон · a2 белая пешка · c2 белый слон · d2 белый король · f2 белая пешка · g2 белая пешка | g8 чёрная ладья · h8 чёрная ладья · b7 чёрный король · f7 чёрная пешка · b6 чёрная пешка · c6 чёрный слон · e6 чёрная пешка · g6 чёрный конь · h6 чёрная пешка · a5 чёрная пешка · c5 чёрная пешка · e5 белая пешка · h5 белая ладья · c4 белая пешка · g4 белая ладья · c3 белая пешка · e3 белый слон · a2 белая пешка · c2 белый слон · d2 белый король · f2 белая пешка · g2 белая пешка | g8 чёрная ладья · h8 чёрная ладья · b7 чёрный король · f7 чёрная пешка · b6 чёрная пешка · c6 чёрный слон · e6 чёрная пешка · g6 чёрный конь · h6 чёрная пешка · a5 чёрная пешка · c5 чёрная пешка · e5 белая пешка · h5 белая ладья · c4 белая пешка · g4 белая ладья · c3 белая пешка · e3 белый слон · a2 белая пешка · c2 белый слон · d2 белый король · f2 белая пешка · g2 белая пешка | g8 чёрная ладья · h8 чёрная ладья · b7 чёрный король · f7 чёрная пешка · b6 чёрная пешка · c6 чёрный слон · e6 чёрная пешка · g6 чёрный конь · h6 чёрная пешка · a5 чёрная пешка · c5 чёрная пешка · e5 белая пешка · h5 белая ладья · c4 белая пешка · g4 белая ладья · c3 белая пешка · e3 белый слон · a2 белая пешка · c2 белый слон · d2 белый король · f2 белая пешка · g2 белая пешка | 8 |
| 7 | g8 чёрная ладья · h8 чёрная ладья · b7 чёрный король · f7 чёрная пешка · b6 чёрная пешка · c6 чёрный слон · e6 чёрная пешка · g6 чёрный конь · h6 чёрная пешка · a5 чёрная пешка · c5 чёрная пешка · e5 белая пешка · h5 белая ладья · c4 белая пешка · g4 белая ладья · c3 белая пешка · e3 белый слон · a2 белая пешка · c2 белый слон · d2 белый король · f2 белая пешка · g2 белая пешка | g8 чёрная ладья · h8 чёрная ладья · b7 чёрный король · f7 чёрная пешка · b6 чёрная пешка · c6 чёрный слон · e6 чёрная пешка · g6 чёрный конь · h6 чёрная пешка · a5 чёрная пешка · c5 чёрная пешка · e5 белая пешка · h5 белая ладья · c4 белая пешка · g4 белая ладья · c3 белая пешка · e3 белый слон · a2 белая пешка · c2 белый слон · d2 белый король · f2 белая пешка · g2 белая пешка | g8 чёрная ладья · h8 чёрная ладья · b7 чёрный король · f7 чёрная пешка · b6 чёрная пешка · c6 чёрный слон · e6 чёрная пешка · g6 чёрный конь · h6 чёрная пешка · a5 чёрная пешка · c5 чёрная пешка · e5 белая пешка · h5 белая ладья · c4 белая пешка · g4 белая ладья · c3 белая пешка · e3 белый слон · a2 белая пешка · c2 белый слон · d2 белый король · f2 белая пешка · g2 белая пешка | g8 чёрная ладья · h8 чёрная ладья · b7 чёрный король · f7 чёрная пешка · b6 чёрная пешка · c6 чёрный слон · e6 чёрная пешка · g6 чёрный конь · h6 чёрная пешка · a5 чёрная пешка · c5 чёрная пешка · e5 белая пешка · h5 белая ладья · c4 белая пешка · g4 белая ладья · c3 белая пешка · e3 белый слон · a2 белая пешка · c2 белый слон · d2 белый король · f2 белая пешка · g2 белая пешка | g8 чёрная ладья · h8 чёрная ладья · b7 чёрный король · f7 чёрная пешка · b6 чёрная пешка · c6 чёрный слон · e6 чёрная пешка · g6 чёрный конь · h6 чёрная пешка · a5 чёрная пешка · c5 чёрная пешка · e5 белая пешка · h5 белая ладья · c4 белая пешка · g4 белая ладья · c3 белая пешка · e3 белый слон · a2 белая пешка · c2 белый слон · d2 белый король · f2 белая пешка · g2 белая пешка | g8 чёрная ладья · h8 чёрная ладья · b7 чёрный король · f7 чёрная пешка · b6 чёрная пешка · c6 чёрный слон · e6 чёрная пешка · g6 чёрный конь · h6 чёрная пешка · a5 чёрная пешка · c5 чёрная пешка · e5 белая пешка · h5 белая ладья · c4 белая пешка · g4 белая ладья · c3 белая пешка · e3 белый слон · a2 белая пешка · c2 белый слон · d2 белый король · f2 белая пешка · g2 белая пешка | g8 чёрная ладья · h8 чёрная ладья · b7 чёрный король · f7 чёрная пешка · b6 чёрная пешка · c6 чёрный слон · e6 чёрная пешка · g6 чёрный конь · h6 чёрная пешка · a5 чёрная пешка · c5 чёрная пешка · e5 белая пешка · h5 белая ладья · c4 белая пешка · g4 белая ладья · c3 белая пешка · e3 белый слон · a2 белая пешка · c2 белый слон · d2 белый король · f2 белая пешка · g2 белая пешка | g8 чёрная ладья · h8 чёрная ладья · b7 чёрный король · f7 чёрная пешка · b6 чёрная пешка · c6 чёрный слон · e6 чёрная пешка · g6 чёрный конь · h6 чёрная пешка · a5 чёрная пешка · c5 чёрная пешка · e5 белая пешка · h5 белая ладья · c4 белая пешка · g4 белая ладья · c3 белая пешка · e3 белый слон · a2 белая пешка · c2 белый слон · d2 белый король · f2 белая пешка · g2 белая пешка | 7 |
| 6 | g8 чёрная ладья · h8 чёрная ладья · b7 чёрный король · f7 чёрная пешка · b6 чёрная пешка · c6 чёрный слон · e6 чёрная пешка · g6 чёрный конь · h6 чёрная пешка · a5 чёрная пешка · c5 чёрная пешка · e5 белая пешка · h5 белая ладья · c4 белая пешка · g4 белая ладья · c3 белая пешка · e3 белый слон · a2 белая пешка · c2 белый слон · d2 белый король · f2 белая пешка · g2 белая пешка | g8 чёрная ладья · h8 чёрная ладья · b7 чёрный король · f7 чёрная пешка · b6 чёрная пешка · c6 чёрный слон · e6 чёрная пешка · g6 чёрный конь · h6 чёрная пешка · a5 чёрная пешка · c5 чёрная пешка · e5 белая пешка · h5 белая ладья · c4 белая пешка · g4 белая ладья · c3 белая пешка · e3 белый слон · a2 белая пешка · c2 белый слон · d2 белый король · f2 белая пешка · g2 белая пешка | g8 чёрная ладья · h8 чёрная ладья · b7 чёрный король · f7 чёрная пешка · b6 чёрная пешка · c6 чёрный слон · e6 чёрная пешка · g6 чёрный конь · h6 чёрная пешка · a5 чёрная пешка · c5 чёрная пешка · e5 белая пешка · h5 белая ладья · c4 белая пешка · g4 белая ладья · c3 белая пешка · e3 белый слон · a2 белая пешка · c2 белый слон · d2 белый король · f2 белая пешка · g2 белая пешка | g8 чёрная ладья · h8 чёрная ладья · b7 чёрный король · f7 чёрная пешка · b6 чёрная пешка · c6 чёрный слон · e6 чёрная пешка · g6 чёрный конь · h6 чёрная пешка · a5 чёрная пешка · c5 чёрная пешка · e5 белая пешка · h5 белая ладья · c4 белая пешка · g4 белая ладья · c3 белая пешка · e3 белый слон · a2 белая пешка · c2 белый слон · d2 белый король · f2 белая пешка · g2 белая пешка | g8 чёрная ладья · h8 чёрная ладья · b7 чёрный король · f7 чёрная пешка · b6 чёрная пешка · c6 чёрный слон · e6 чёрная пешка · g6 чёрный конь · h6 чёрная пешка · a5 чёрная пешка · c5 чёрная пешка · e5 белая пешка · h5 белая ладья · c4 белая пешка · g4 белая ладья · c3 белая пешка · e3 белый слон · a2 белая пешка · c2 белый слон · d2 белый король · f2 белая пешка · g2 белая пешка | g8 чёрная ладья · h8 чёрная ладья · b7 чёрный король · f7 чёрная пешка · b6 чёрная пешка · c6 чёрный слон · e6 чёрная пешка · g6 чёрный конь · h6 чёрная пешка · a5 чёрная пешка · c5 чёрная пешка · e5 белая пешка · h5 белая ладья · c4 белая пешка · g4 белая ладья · c3 белая пешка · e3 белый слон · a2 белая пешка · c2 белый слон · d2 белый король · f2 белая пешка · g2 белая пешка | g8 чёрная ладья · h8 чёрная ладья · b7 чёрный король · f7 чёрная пешка · b6 чёрная пешка · c6 чёрный слон · e6 чёрная пешка · g6 чёрный конь · h6 чёрная пешка · a5 чёрная пешка · c5 чёрная пешка · e5 белая пешка · h5 белая ладья · c4 белая пешка · g4 белая ладья · c3 белая пешка · e3 белый слон · a2 белая пешка · c2 белый слон · d2 белый король · f2 белая пешка · g2 белая пешка | g8 чёрная ладья · h8 чёрная ладья · b7 чёрный король · f7 чёрная пешка · b6 чёрная пешка · c6 чёрный слон · e6 чёрная пешка · g6 чёрный конь · h6 чёрная пешка · a5 чёрная пешка · c5 чёрная пешка · e5 белая пешка · h5 белая ладья · c4 белая пешка · g4 белая ладья · c3 белая пешка · e3 белый слон · a2 белая пешка · c2 белый слон · d2 белый король · f2 белая пешка · g2 белая пешка | 6 |
| 5 | g8 чёрная ладья · h8 чёрная ладья · b7 чёрный король · f7 чёрная пешка · b6 чёрная пешка · c6 чёрный слон · e6 чёрная пешка · g6 чёрный конь · h6 чёрная пешка · a5 чёрная пешка · c5 чёрная пешка · e5 белая пешка · h5 белая ладья · c4 белая пешка · g4 белая ладья · c3 белая пешка · e3 белый слон · a2 белая пешка · c2 белый слон · d2 белый король · f2 белая пешка · g2 белая пешка | g8 чёрная ладья · h8 чёрная ладья · b7 чёрный король · f7 чёрная пешка · b6 чёрная пешка · c6 чёрный слон · e6 чёрная пешка · g6 чёрный конь · h6 чёрная пешка · a5 чёрная пешка · c5 чёрная пешка · e5 белая пешка · h5 белая ладья · c4 белая пешка · g4 белая ладья · c3 белая пешка · e3 белый слон · a2 белая пешка · c2 белый слон · d2 белый король · f2 белая пешка · g2 белая пешка | g8 чёрная ладья · h8 чёрная ладья · b7 чёрный король · f7 чёрная пешка · b6 чёрная пешка · c6 чёрный слон · e6 чёрная пешка · g6 чёрный конь · h6 чёрная пешка · a5 чёрная пешка · c5 чёрная пешка · e5 белая пешка · h5 белая ладья · c4 белая пешка · g4 белая ладья · c3 белая пешка · e3 белый слон · a2 белая пешка · c2 белый слон · d2 белый король · f2 белая пешка · g2 белая пешка | g8 чёрная ладья · h8 чёрная ладья · b7 чёрный король · f7 чёрная пешка · b6 чёрная пешка · c6 чёрный слон · e6 чёрная пешка · g6 чёрный конь · h6 чёрная пешка · a5 чёрная пешка · c5 чёрная пешка · e5 белая пешка · h5 белая ладья · c4 белая пешка · g4 белая ладья · c3 белая пешка · e3 белый слон · a2 белая пешка · c2 белый слон · d2 белый король · f2 белая пешка · g2 белая пешка | g8 чёрная ладья · h8 чёрная ладья · b7 чёрный король · f7 чёрная пешка · b6 чёрная пешка · c6 чёрный слон · e6 чёрная пешка · g6 чёрный конь · h6 чёрная пешка · a5 чёрная пешка · c5 чёрная пешка · e5 белая пешка · h5 белая ладья · c4 белая пешка · g4 белая ладья · c3 белая пешка · e3 белый слон · a2 белая пешка · c2 белый слон · d2 белый король · f2 белая пешка · g2 белая пешка | g8 чёрная ладья · h8 чёрная ладья · b7 чёрный король · f7 чёрная пешка · b6 чёрная пешка · c6 чёрный слон · e6 чёрная пешка · g6 чёрный конь · h6 чёрная пешка · a5 чёрная пешка · c5 чёрная пешка · e5 белая пешка · h5 белая ладья · c4 белая пешка · g4 белая ладья · c3 белая пешка · e3 белый слон · a2 белая пешка · c2 белый слон · d2 белый король · f2 белая пешка · g2 белая пешка | g8 чёрная ладья · h8 чёрная ладья · b7 чёрный король · f7 чёрная пешка · b6 чёрная пешка · c6 чёрный слон · e6 чёрная пешка · g6 чёрный конь · h6 чёрная пешка · a5 чёрная пешка · c5 чёрная пешка · e5 белая пешка · h5 белая ладья · c4 белая пешка · g4 белая ладья · c3 белая пешка · e3 белый слон · a2 белая пешка · c2 белый слон · d2 белый король · f2 белая пешка · g2 белая пешка | g8 чёрная ладья · h8 чёрная ладья · b7 чёрный король · f7 чёрная пешка · b6 чёрная пешка · c6 чёрный слон · e6 чёрная пешка · g6 чёрный конь · h6 чёрная пешка · a5 чёрная пешка · c5 чёрная пешка · e5 белая пешка · h5 белая ладья · c4 белая пешка · g4 белая ладья · c3 белая пешка · e3 белый слон · a2 белая пешка · c2 белый слон · d2 белый король · f2 белая пешка · g2 белая пешка | 5 |
| 4 | g8 чёрная ладья · h8 чёрная ладья · b7 чёрный король · f7 чёрная пешка · b6 чёрная пешка · c6 чёрный слон · e6 чёрная пешка · g6 чёрный конь · h6 чёрная пешка · a5 чёрная пешка · c5 чёрная пешка · e5 белая пешка · h5 белая ладья · c4 белая пешка · g4 белая ладья · c3 белая пешка · e3 белый слон · a2 белая пешка · c2 белый слон · d2 белый король · f2 белая пешка · g2 белая пешка | g8 чёрная ладья · h8 чёрная ладья · b7 чёрный король · f7 чёрная пешка · b6 чёрная пешка · c6 чёрный слон · e6 чёрная пешка · g6 чёрный конь · h6 чёрная пешка · a5 чёрная пешка · c5 чёрная пешка · e5 белая пешка · h5 белая ладья · c4 белая пешка · g4 белая ладья · c3 белая пешка · e3 белый слон · a2 белая пешка · c2 белый слон · d2 белый король · f2 белая пешка · g2 белая пешка | g8 чёрная ладья · h8 чёрная ладья · b7 чёрный король · f7 чёрная пешка · b6 чёрная пешка · c6 чёрный слон · e6 чёрная пешка · g6 чёрный конь · h6 чёрная пешка · a5 чёрная пешка · c5 чёрная пешка · e5 белая пешка · h5 белая ладья · c4 белая пешка · g4 белая ладья · c3 белая пешка · e3 белый слон · a2 белая пешка · c2 белый слон · d2 белый король · f2 белая пешка · g2 белая пешка | g8 чёрная ладья · h8 чёрная ладья · b7 чёрный король · f7 чёрная пешка · b6 чёрная пешка · c6 чёрный слон · e6 чёрная пешка · g6 чёрный конь · h6 чёрная пешка · a5 чёрная пешка · c5 чёрная пешка · e5 белая пешка · h5 белая ладья · c4 белая пешка · g4 белая ладья · c3 белая пешка · e3 белый слон · a2 белая пешка · c2 белый слон · d2 белый король · f2 белая пешка · g2 белая пешка | g8 чёрная ладья · h8 чёрная ладья · b7 чёрный король · f7 чёрная пешка · b6 чёрная пешка · c6 чёрный слон · e6 чёрная пешка · g6 чёрный конь · h6 чёрная пешка · a5 чёрная пешка · c5 чёрная пешка · e5 белая пешка · h5 белая ладья · c4 белая пешка · g4 белая ладья · c3 белая пешка · e3 белый слон · a2 белая пешка · c2 белый слон · d2 белый король · f2 белая пешка · g2 белая пешка | g8 чёрная ладья · h8 чёрная ладья · b7 чёрный король · f7 чёрная пешка · b6 чёрная пешка · c6 чёрный слон · e6 чёрная пешка · g6 чёрный конь · h6 чёрная пешка · a5 чёрная пешка · c5 чёрная пешка · e5 белая пешка · h5 белая ладья · c4 белая пешка · g4 белая ладья · c3 белая пешка · e3 белый слон · a2 белая пешка · c2 белый слон · d2 белый король · f2 белая пешка · g2 белая пешка | g8 чёрная ладья · h8 чёрная ладья · b7 чёрный король · f7 чёрная пешка · b6 чёрная пешка · c6 чёрный слон · e6 чёрная пешка · g6 чёрный конь · h6 чёрная пешка · a5 чёрная пешка · c5 чёрная пешка · e5 белая пешка · h5 белая ладья · c4 белая пешка · g4 белая ладья · c3 белая пешка · e3 белый слон · a2 белая пешка · c2 белый слон · d2 белый король · f2 белая пешка · g2 белая пешка | g8 чёрная ладья · h8 чёрная ладья · b7 чёрный король · f7 чёрная пешка · b6 чёрная пешка · c6 чёрный слон · e6 чёрная пешка · g6 чёрный конь · h6 чёрная пешка · a5 чёрная пешка · c5 чёрная пешка · e5 белая пешка · h5 белая ладья · c4 белая пешка · g4 белая ладья · c3 белая пешка · e3 белый слон · a2 белая пешка · c2 белый слон · d2 белый король · f2 белая пешка · g2 белая пешка | 4 |
| 3 | g8 чёрная ладья · h8 чёрная ладья · b7 чёрный король · f7 чёрная пешка · b6 чёрная пешка · c6 чёрный слон · e6 чёрная пешка · g6 чёрный конь · h6 чёрная пешка · a5 чёрная пешка · c5 чёрная пешка · e5 белая пешка · h5 белая ладья · c4 белая пешка · g4 белая ладья · c3 белая пешка · e3 белый слон · a2 белая пешка · c2 белый слон · d2 белый король · f2 белая пешка · g2 белая пешка | g8 чёрная ладья · h8 чёрная ладья · b7 чёрный король · f7 чёрная пешка · b6 чёрная пешка · c6 чёрный слон · e6 чёрная пешка · g6 чёрный конь · h6 чёрная пешка · a5 чёрная пешка · c5 чёрная пешка · e5 белая пешка · h5 белая ладья · c4 белая пешка · g4 белая ладья · c3 белая пешка · e3 белый слон · a2 белая пешка · c2 белый слон · d2 белый король · f2 белая пешка · g2 белая пешка | g8 чёрная ладья · h8 чёрная ладья · b7 чёрный король · f7 чёрная пешка · b6 чёрная пешка · c6 чёрный слон · e6 чёрная пешка · g6 чёрный конь · h6 чёрная пешка · a5 чёрная пешка · c5 чёрная пешка · e5 белая пешка · h5 белая ладья · c4 белая пешка · g4 белая ладья · c3 белая пешка · e3 белый слон · a2 белая пешка · c2 белый слон · d2 белый король · f2 белая пешка · g2 белая пешка | g8 чёрная ладья · h8 чёрная ладья · b7 чёрный король · f7 чёрная пешка · b6 чёрная пешка · c6 чёрный слон · e6 чёрная пешка · g6 чёрный конь · h6 чёрная пешка · a5 чёрная пешка · c5 чёрная пешка · e5 белая пешка · h5 белая ладья · c4 белая пешка · g4 белая ладья · c3 белая пешка · e3 белый слон · a2 белая пешка · c2 белый слон · d2 белый король · f2 белая пешка · g2 белая пешка | g8 чёрная ладья · h8 чёрная ладья · b7 чёрный король · f7 чёрная пешка · b6 чёрная пешка · c6 чёрный слон · e6 чёрная пешка · g6 чёрный конь · h6 чёрная пешка · a5 чёрная пешка · c5 чёрная пешка · e5 белая пешка · h5 белая ладья · c4 белая пешка · g4 белая ладья · c3 белая пешка · e3 белый слон · a2 белая пешка · c2 белый слон · d2 белый король · f2 белая пешка · g2 белая пешка | g8 чёрная ладья · h8 чёрная ладья · b7 чёрный король · f7 чёрная пешка · b6 чёрная пешка · c6 чёрный слон · e6 чёрная пешка · g6 чёрный конь · h6 чёрная пешка · a5 чёрная пешка · c5 чёрная пешка · e5 белая пешка · h5 белая ладья · c4 белая пешка · g4 белая ладья · c3 белая пешка · e3 белый слон · a2 белая пешка · c2 белый слон · d2 белый король · f2 белая пешка · g2 белая пешка | g8 чёрная ладья · h8 чёрная ладья · b7 чёрный король · f7 чёрная пешка · b6 чёрная пешка · c6 чёрный слон · e6 чёрная пешка · g6 чёрный конь · h6 чёрная пешка · a5 чёрная пешка · c5 чёрная пешка · e5 белая пешка · h5 белая ладья · c4 белая пешка · g4 белая ладья · c3 белая пешка · e3 белый слон · a2 белая пешка · c2 белый слон · d2 белый король · f2 белая пешка · g2 белая пешка | g8 чёрная ладья · h8 чёрная ладья · b7 чёрный король · f7 чёрная пешка · b6 чёрная пешка · c6 чёрный слон · e6 чёрная пешка · g6 чёрный конь · h6 чёрная пешка · a5 чёрная пешка · c5 чёрная пешка · e5 белая пешка · h5 белая ладья · c4 белая пешка · g4 белая ладья · c3 белая пешка · e3 белый слон · a2 белая пешка · c2 белый слон · d2 белый король · f2 белая пешка · g2 белая пешка | 3 |
| 2 | g8 чёрная ладья · h8 чёрная ладья · b7 чёрный король · f7 чёрная пешка · b6 чёрная пешка · c6 чёрный слон · e6 чёрная пешка · g6 чёрный конь · h6 чёрная пешка · a5 чёрная пешка · c5 чёрная пешка · e5 белая пешка · h5 белая ладья · c4 белая пешка · g4 белая ладья · c3 белая пешка · e3 белый слон · a2 белая пешка · c2 белый слон · d2 белый король · f2 белая пешка · g2 белая пешка | g8 чёрная ладья · h8 чёрная ладья · b7 чёрный король · f7 чёрная пешка · b6 чёрная пешка · c6 чёрный слон · e6 чёрная пешка · g6 чёрный конь · h6 чёрная пешка · a5 чёрная пешка · c5 чёрная пешка · e5 белая пешка · h5 белая ладья · c4 белая пешка · g4 белая ладья · c3 белая пешка · e3 белый слон · a2 белая пешка · c2 белый слон · d2 белый король · f2 белая пешка · g2 белая пешка | g8 чёрная ладья · h8 чёрная ладья · b7 чёрный король · f7 чёрная пешка · b6 чёрная пешка · c6 чёрный слон · e6 чёрная пешка · g6 чёрный конь · h6 чёрная пешка · a5 чёрная пешка · c5 чёрная пешка · e5 белая пешка · h5 белая ладья · c4 белая пешка · g4 белая ладья · c3 белая пешка · e3 белый слон · a2 белая пешка · c2 белый слон · d2 белый король · f2 белая пешка · g2 белая пешка | g8 чёрная ладья · h8 чёрная ладья · b7 чёрный король · f7 чёрная пешка · b6 чёрная пешка · c6 чёрный слон · e6 чёрная пешка · g6 чёрный конь · h6 чёрная пешка · a5 чёрная пешка · c5 чёрная пешка · e5 белая пешка · h5 белая ладья · c4 белая пешка · g4 белая ладья · c3 белая пешка · e3 белый слон · a2 белая пешка · c2 белый слон · d2 белый король · f2 белая пешка · g2 белая пешка | g8 чёрная ладья · h8 чёрная ладья · b7 чёрный король · f7 чёрная пешка · b6 чёрная пешка · c6 чёрный слон · e6 чёрная пешка · g6 чёрный конь · h6 чёрная пешка · a5 чёрная пешка · c5 чёрная пешка · e5 белая пешка · h5 белая ладья · c4 белая пешка · g4 белая ладья · c3 белая пешка · e3 белый слон · a2 белая пешка · c2 белый слон · d2 белый король · f2 белая пешка · g2 белая пешка | g8 чёрная ладья · h8 чёрная ладья · b7 чёрный король · f7 чёрная пешка · b6 чёрная пешка · c6 чёрный слон · e6 чёрная пешка · g6 чёрный конь · h6 чёрная пешка · a5 чёрная пешка · c5 чёрная пешка · e5 белая пешка · h5 белая ладья · c4 белая пешка · g4 белая ладья · c3 белая пешка · e3 белый слон · a2 белая пешка · c2 белый слон · d2 белый король · f2 белая пешка · g2 белая пешка | g8 чёрная ладья · h8 чёрная ладья · b7 чёрный король · f7 чёрная пешка · b6 чёрная пешка · c6 чёрный слон · e6 чёрная пешка · g6 чёрный конь · h6 чёрная пешка · a5 чёрная пешка · c5 чёрная пешка · e5 белая пешка · h5 белая ладья · c4 белая пешка · g4 белая ладья · c3 белая пешка · e3 белый слон · a2 белая пешка · c2 белый слон · d2 белый король · f2 белая пешка · g2 белая пешка | g8 чёрная ладья · h8 чёрная ладья · b7 чёрный король · f7 чёрная пешка · b6 чёрная пешка · c6 чёрный слон · e6 чёрная пешка · g6 чёрный конь · h6 чёрная пешка · a5 чёрная пешка · c5 чёрная пешка · e5 белая пешка · h5 белая ладья · c4 белая пешка · g4 белая ладья · c3 белая пешка · e3 белый слон · a2 белая пешка · c2 белый слон · d2 белый король · f2 белая пешка · g2 белая пешка | 2 |
| 1 | g8 чёрная ладья · h8 чёрная ладья · b7 чёрный король · f7 чёрная пешка · b6 чёрная пешка · c6 чёрный слон · e6 чёрная пешка · g6 чёрный конь · h6 чёрная пешка · a5 чёрная пешка · c5 чёрная пешка · e5 белая пешка · h5 белая ладья · c4 белая пешка · g4 белая ладья · c3 белая пешка · e3 белый слон · a2 белая пешка · c2 белый слон · d2 белый король · f2 белая пешка · g2 белая пешка | g8 чёрная ладья · h8 чёрная ладья · b7 чёрный король · f7 чёрная пешка · b6 чёрная пешка · c6 чёрный слон · e6 чёрная пешка · g6 чёрный конь · h6 чёрная пешка · a5 чёрная пешка · c5 чёрная пешка · e5 белая пешка · h5 белая ладья · c4 белая пешка · g4 белая ладья · c3 белая пешка · e3 белый слон · a2 белая пешка · c2 белый слон · d2 белый король · f2 белая пешка · g2 белая пешка | g8 чёрная ладья · h8 чёрная ладья · b7 чёрный король · f7 чёрная пешка · b6 чёрная пешка · c6 чёрный слон · e6 чёрная пешка · g6 чёрный конь · h6 чёрная пешка · a5 чёрная пешка · c5 чёрная пешка · e5 белая пешка · h5 белая ладья · c4 белая пешка · g4 белая ладья · c3 белая пешка · e3 белый слон · a2 белая пешка · c2 белый слон · d2 белый король · f2 белая пешка · g2 белая пешка | g8 чёрная ладья · h8 чёрная ладья · b7 чёрный король · f7 чёрная пешка · b6 чёрная пешка · c6 чёрный слон · e6 чёрная пешка · g6 чёрный конь · h6 чёрная пешка · a5 чёрная пешка · c5 чёрная пешка · e5 белая пешка · h5 белая ладья · c4 белая пешка · g4 белая ладья · c3 белая пешка · e3 белый слон · a2 белая пешка · c2 белый слон · d2 белый король · f2 белая пешка · g2 белая пешка | g8 чёрная ладья · h8 чёрная ладья · b7 чёрный король · f7 чёрная пешка · b6 чёрная пешка · c6 чёрный слон · e6 чёрная пешка · g6 чёрный конь · h6 чёрная пешка · a5 чёрная пешка · c5 чёрная пешка · e5 белая пешка · h5 белая ладья · c4 белая пешка · g4 белая ладья · c3 белая пешка · e3 белый слон · a2 белая пешка · c2 белый слон · d2 белый король · f2 белая пешка · g2 белая пешка | g8 чёрная ладья · h8 чёрная ладья · b7 чёрный король · f7 чёрная пешка · b6 чёрная пешка · c6 чёрный слон · e6 чёрная пешка · g6 чёрный конь · h6 чёрная пешка · a5 чёрная пешка · c5 чёрная пешка · e5 белая пешка · h5 белая ладья · c4 белая пешка · g4 белая ладья · c3 белая пешка · e3 белый слон · a2 белая пешка · c2 белый слон · d2 белый король · f2 белая пешка · g2 белая пешка | g8 чёрная ладья · h8 чёрная ладья · b7 чёрный король · f7 чёрная пешка · b6 чёрная пешка · c6 чёрный слон · e6 чёрная пешка · g6 чёрный конь · h6 чёрная пешка · a5 чёрная пешка · c5 чёрная пешка · e5 белая пешка · h5 белая ладья · c4 белая пешка · g4 белая ладья · c3 белая пешка · e3 белый слон · a2 белая пешка · c2 белый слон · d2 белый король · f2 белая пешка · g2 белая пешка | g8 чёрная ладья · h8 чёрная ладья · b7 чёрный король · f7 чёрная пешка · b6 чёрная пешка · c6 чёрный слон · e6 чёрная пешка · g6 чёрный конь · h6 чёрная пешка · a5 чёрная пешка · c5 чёрная пешка · e5 белая пешка · h5 белая ладья · c4 белая пешка · g4 белая ладья · c3 белая пешка · e3 белый слон · a2 белая пешка · c2 белый слон · d2 белый король · f2 белая пешка · g2 белая пешка | 1 |
|   | a | b | c | d | e | f | g | h |   |

Карлсен — Ананд

15 ноября

Сицилианская защита (B41)

1.e4 c5 2.Кf3 e6 3.d4 cxd4 4.Кхd4 a6 5.c4 Кf6 6.Кс3 Сb4 7.Фd3 Кс6 8.Кхс6 dxc6 9.Фхd8+ Крхd8 10.e5 Кd7 11.Сf4 Схс3+ 12.bxc3 Крс7 13.h4 b6 14.h5 h6 15.0-0-0 Сb7 16.Лd3 c5 17.Лg3 Лаg8 18.Сd3 Кf8 19.Се3 g6 20.hxg6 Кхg6 21.Лһ5 Сс6 22.Сс2 Крb7 23.Лg4 a5 24.Сd1 Лd8 25.Сс2 Лdg8 26.Крd2 a4 27.Кре2 a3 28.f3 Лd8 29.Кре1 Лd7 30.Сс1 Ла8 31.Кре2 Са4 32.Се4+ Сс6 33.Схg6 fxg6 34.Лхg6 Са4 35.Лхе6 Лd1 36.Сха3 Ла1 37.Кре3 Сс2 38.Ле7+ 1−0

Просмотр партии на сайте: www.chessgames.com

### Седьмая партия
|   | a | b | c | d | e | f | g | h |   |
| - | --- | --- | --- | --- | --- | --- | --- | --- | - |
| 8 | d8 чёрный король · g8 чёрная ладья · a7 чёрная пешка · b7 чёрная пешка · c7 чёрная пешка · e6 чёрный слон · c5 чёрная пешка · e5 чёрная пешка · h5 белая ладья · g4 белая пешка · f3 белая пешка · g3 белый конь · b2 белая пешка · c2 белая пешка · f2 белый король | d8 чёрный король · g8 чёрная ладья · a7 чёрная пешка · b7 чёрная пешка · c7 чёрная пешка · e6 чёрный слон · c5 чёрная пешка · e5 чёрная пешка · h5 белая ладья · g4 белая пешка · f3 белая пешка · g3 белый конь · b2 белая пешка · c2 белая пешка · f2 белый король | d8 чёрный король · g8 чёрная ладья · a7 чёрная пешка · b7 чёрная пешка · c7 чёрная пешка · e6 чёрный слон · c5 чёрная пешка · e5 чёрная пешка · h5 белая ладья · g4 белая пешка · f3 белая пешка · g3 белый конь · b2 белая пешка · c2 белая пешка · f2 белый король | d8 чёрный король · g8 чёрная ладья · a7 чёрная пешка · b7 чёрная пешка · c7 чёрная пешка · e6 чёрный слон · c5 чёрная пешка · e5 чёрная пешка · h5 белая ладья · g4 белая пешка · f3 белая пешка · g3 белый конь · b2 белая пешка · c2 белая пешка · f2 белый король | d8 чёрный король · g8 чёрная ладья · a7 чёрная пешка · b7 чёрная пешка · c7 чёрная пешка · e6 чёрный слон · c5 чёрная пешка · e5 чёрная пешка · h5 белая ладья · g4 белая пешка · f3 белая пешка · g3 белый конь · b2 белая пешка · c2 белая пешка · f2 белый король | d8 чёрный король · g8 чёрная ладья · a7 чёрная пешка · b7 чёрная пешка · c7 чёрная пешка · e6 чёрный слон · c5 чёрная пешка · e5 чёрная пешка · h5 белая ладья · g4 белая пешка · f3 белая пешка · g3 белый конь · b2 белая пешка · c2 белая пешка · f2 белый король | d8 чёрный король · g8 чёрная ладья · a7 чёрная пешка · b7 чёрная пешка · c7 чёрная пешка · e6 чёрный слон · c5 чёрная пешка · e5 чёрная пешка · h5 белая ладья · g4 белая пешка · f3 белая пешка · g3 белый конь · b2 белая пешка · c2 белая пешка · f2 белый король | d8 чёрный король · g8 чёрная ладья · a7 чёрная пешка · b7 чёрная пешка · c7 чёрная пешка · e6 чёрный слон · c5 чёрная пешка · e5 чёрная пешка · h5 белая ладья · g4 белая пешка · f3 белая пешка · g3 белый конь · b2 белая пешка · c2 белая пешка · f2 белый король | 8 |
| 7 | d8 чёрный король · g8 чёрная ладья · a7 чёрная пешка · b7 чёрная пешка · c7 чёрная пешка · e6 чёрный слон · c5 чёрная пешка · e5 чёрная пешка · h5 белая ладья · g4 белая пешка · f3 белая пешка · g3 белый конь · b2 белая пешка · c2 белая пешка · f2 белый король | d8 чёрный король · g8 чёрная ладья · a7 чёрная пешка · b7 чёрная пешка · c7 чёрная пешка · e6 чёрный слон · c5 чёрная пешка · e5 чёрная пешка · h5 белая ладья · g4 белая пешка · f3 белая пешка · g3 белый конь · b2 белая пешка · c2 белая пешка · f2 белый король | d8 чёрный король · g8 чёрная ладья · a7 чёрная пешка · b7 чёрная пешка · c7 чёрная пешка · e6 чёрный слон · c5 чёрная пешка · e5 чёрная пешка · h5 белая ладья · g4 белая пешка · f3 белая пешка · g3 белый конь · b2 белая пешка · c2 белая пешка · f2 белый король | d8 чёрный король · g8 чёрная ладья · a7 чёрная пешка · b7 чёрная пешка · c7 чёрная пешка · e6 чёрный слон · c5 чёрная пешка · e5 чёрная пешка · h5 белая ладья · g4 белая пешка · f3 белая пешка · g3 белый конь · b2 белая пешка · c2 белая пешка · f2 белый король | d8 чёрный король · g8 чёрная ладья · a7 чёрная пешка · b7 чёрная пешка · c7 чёрная пешка · e6 чёрный слон · c5 чёрная пешка · e5 чёрная пешка · h5 белая ладья · g4 белая пешка · f3 белая пешка · g3 белый конь · b2 белая пешка · c2 белая пешка · f2 белый король | d8 чёрный король · g8 чёрная ладья · a7 чёрная пешка · b7 чёрная пешка · c7 чёрная пешка · e6 чёрный слон · c5 чёрная пешка · e5 чёрная пешка · h5 белая ладья · g4 белая пешка · f3 белая пешка · g3 белый конь · b2 белая пешка · c2 белая пешка · f2 белый король | d8 чёрный король · g8 чёрная ладья · a7 чёрная пешка · b7 чёрная пешка · c7 чёрная пешка · e6 чёрный слон · c5 чёрная пешка · e5 чёрная пешка · h5 белая ладья · g4 белая пешка · f3 белая пешка · g3 белый конь · b2 белая пешка · c2 белая пешка · f2 белый король | d8 чёрный король · g8 чёрная ладья · a7 чёрная пешка · b7 чёрная пешка · c7 чёрная пешка · e6 чёрный слон · c5 чёрная пешка · e5 чёрная пешка · h5 белая ладья · g4 белая пешка · f3 белая пешка · g3 белый конь · b2 белая пешка · c2 белая пешка · f2 белый король | 7 |
| 6 | d8 чёрный король · g8 чёрная ладья · a7 чёрная пешка · b7 чёрная пешка · c7 чёрная пешка · e6 чёрный слон · c5 чёрная пешка · e5 чёрная пешка · h5 белая ладья · g4 белая пешка · f3 белая пешка · g3 белый конь · b2 белая пешка · c2 белая пешка · f2 белый король | d8 чёрный король · g8 чёрная ладья · a7 чёрная пешка · b7 чёрная пешка · c7 чёрная пешка · e6 чёрный слон · c5 чёрная пешка · e5 чёрная пешка · h5 белая ладья · g4 белая пешка · f3 белая пешка · g3 белый конь · b2 белая пешка · c2 белая пешка · f2 белый король | d8 чёрный король · g8 чёрная ладья · a7 чёрная пешка · b7 чёрная пешка · c7 чёрная пешка · e6 чёрный слон · c5 чёрная пешка · e5 чёрная пешка · h5 белая ладья · g4 белая пешка · f3 белая пешка · g3 белый конь · b2 белая пешка · c2 белая пешка · f2 белый король | d8 чёрный король · g8 чёрная ладья · a7 чёрная пешка · b7 чёрная пешка · c7 чёрная пешка · e6 чёрный слон · c5 чёрная пешка · e5 чёрная пешка · h5 белая ладья · g4 белая пешка · f3 белая пешка · g3 белый конь · b2 белая пешка · c2 белая пешка · f2 белый король | d8 чёрный король · g8 чёрная ладья · a7 чёрная пешка · b7 чёрная пешка · c7 чёрная пешка · e6 чёрный слон · c5 чёрная пешка · e5 чёрная пешка · h5 белая ладья · g4 белая пешка · f3 белая пешка · g3 белый конь · b2 белая пешка · c2 белая пешка · f2 белый король | d8 чёрный король · g8 чёрная ладья · a7 чёрная пешка · b7 чёрная пешка · c7 чёрная пешка · e6 чёрный слон · c5 чёрная пешка · e5 чёрная пешка · h5 белая ладья · g4 белая пешка · f3 белая пешка · g3 белый конь · b2 белая пешка · c2 белая пешка · f2 белый король | d8 чёрный король · g8 чёрная ладья · a7 чёрная пешка · b7 чёрная пешка · c7 чёрная пешка · e6 чёрный слон · c5 чёрная пешка · e5 чёрная пешка · h5 белая ладья · g4 белая пешка · f3 белая пешка · g3 белый конь · b2 белая пешка · c2 белая пешка · f2 белый король | d8 чёрный король · g8 чёрная ладья · a7 чёрная пешка · b7 чёрная пешка · c7 чёрная пешка · e6 чёрный слон · c5 чёрная пешка · e5 чёрная пешка · h5 белая ладья · g4 белая пешка · f3 белая пешка · g3 белый конь · b2 белая пешка · c2 белая пешка · f2 белый король | 6 |
| 5 | d8 чёрный король · g8 чёрная ладья · a7 чёрная пешка · b7 чёрная пешка · c7 чёрная пешка · e6 чёрный слон · c5 чёрная пешка · e5 чёрная пешка · h5 белая ладья · g4 белая пешка · f3 белая пешка · g3 белый конь · b2 белая пешка · c2 белая пешка · f2 белый король | d8 чёрный король · g8 чёрная ладья · a7 чёрная пешка · b7 чёрная пешка · c7 чёрная пешка · e6 чёрный слон · c5 чёрная пешка · e5 чёрная пешка · h5 белая ладья · g4 белая пешка · f3 белая пешка · g3 белый конь · b2 белая пешка · c2 белая пешка · f2 белый король | d8 чёрный король · g8 чёрная ладья · a7 чёрная пешка · b7 чёрная пешка · c7 чёрная пешка · e6 чёрный слон · c5 чёрная пешка · e5 чёрная пешка · h5 белая ладья · g4 белая пешка · f3 белая пешка · g3 белый конь · b2 белая пешка · c2 белая пешка · f2 белый король | d8 чёрный король · g8 чёрная ладья · a7 чёрная пешка · b7 чёрная пешка · c7 чёрная пешка · e6 чёрный слон · c5 чёрная пешка · e5 чёрная пешка · h5 белая ладья · g4 белая пешка · f3 белая пешка · g3 белый конь · b2 белая пешка · c2 белая пешка · f2 белый король | d8 чёрный король · g8 чёрная ладья · a7 чёрная пешка · b7 чёрная пешка · c7 чёрная пешка · e6 чёрный слон · c5 чёрная пешка · e5 чёрная пешка · h5 белая ладья · g4 белая пешка · f3 белая пешка · g3 белый конь · b2 белая пешка · c2 белая пешка · f2 белый король | d8 чёрный король · g8 чёрная ладья · a7 чёрная пешка · b7 чёрная пешка · c7 чёрная пешка · e6 чёрный слон · c5 чёрная пешка · e5 чёрная пешка · h5 белая ладья · g4 белая пешка · f3 белая пешка · g3 белый конь · b2 белая пешка · c2 белая пешка · f2 белый король | d8 чёрный король · g8 чёрная ладья · a7 чёрная пешка · b7 чёрная пешка · c7 чёрная пешка · e6 чёрный слон · c5 чёрная пешка · e5 чёрная пешка · h5 белая ладья · g4 белая пешка · f3 белая пешка · g3 белый конь · b2 белая пешка · c2 белая пешка · f2 белый король | d8 чёрный король · g8 чёрная ладья · a7 чёрная пешка · b7 чёрная пешка · c7 чёрная пешка · e6 чёрный слон · c5 чёрная пешка · e5 чёрная пешка · h5 белая ладья · g4 белая пешка · f3 белая пешка · g3 белый конь · b2 белая пешка · c2 белая пешка · f2 белый король | 5 |
| 4 | d8 чёрный король · g8 чёрная ладья · a7 чёрная пешка · b7 чёрная пешка · c7 чёрная пешка · e6 чёрный слон · c5 чёрная пешка · e5 чёрная пешка · h5 белая ладья · g4 белая пешка · f3 белая пешка · g3 белый конь · b2 белая пешка · c2 белая пешка · f2 белый король | d8 чёрный король · g8 чёрная ладья · a7 чёрная пешка · b7 чёрная пешка · c7 чёрная пешка · e6 чёрный слон · c5 чёрная пешка · e5 чёрная пешка · h5 белая ладья · g4 белая пешка · f3 белая пешка · g3 белый конь · b2 белая пешка · c2 белая пешка · f2 белый король | d8 чёрный король · g8 чёрная ладья · a7 чёрная пешка · b7 чёрная пешка · c7 чёрная пешка · e6 чёрный слон · c5 чёрная пешка · e5 чёрная пешка · h5 белая ладья · g4 белая пешка · f3 белая пешка · g3 белый конь · b2 белая пешка · c2 белая пешка · f2 белый король | d8 чёрный король · g8 чёрная ладья · a7 чёрная пешка · b7 чёрная пешка · c7 чёрная пешка · e6 чёрный слон · c5 чёрная пешка · e5 чёрная пешка · h5 белая ладья · g4 белая пешка · f3 белая пешка · g3 белый конь · b2 белая пешка · c2 белая пешка · f2 белый король | d8 чёрный король · g8 чёрная ладья · a7 чёрная пешка · b7 чёрная пешка · c7 чёрная пешка · e6 чёрный слон · c5 чёрная пешка · e5 чёрная пешка · h5 белая ладья · g4 белая пешка · f3 белая пешка · g3 белый конь · b2 белая пешка · c2 белая пешка · f2 белый король | d8 чёрный король · g8 чёрная ладья · a7 чёрная пешка · b7 чёрная пешка · c7 чёрная пешка · e6 чёрный слон · c5 чёрная пешка · e5 чёрная пешка · h5 белая ладья · g4 белая пешка · f3 белая пешка · g3 белый конь · b2 белая пешка · c2 белая пешка · f2 белый король | d8 чёрный король · g8 чёрная ладья · a7 чёрная пешка · b7 чёрная пешка · c7 чёрная пешка · e6 чёрный слон · c5 чёрная пешка · e5 чёрная пешка · h5 белая ладья · g4 белая пешка · f3 белая пешка · g3 белый конь · b2 белая пешка · c2 белая пешка · f2 белый король | d8 чёрный король · g8 чёрная ладья · a7 чёрная пешка · b7 чёрная пешка · c7 чёрная пешка · e6 чёрный слон · c5 чёрная пешка · e5 чёрная пешка · h5 белая ладья · g4 белая пешка · f3 белая пешка · g3 белый конь · b2 белая пешка · c2 белая пешка · f2 белый король | 4 |
| 3 | d8 чёрный король · g8 чёрная ладья · a7 чёрная пешка · b7 чёрная пешка · c7 чёрная пешка · e6 чёрный слон · c5 чёрная пешка · e5 чёрная пешка · h5 белая ладья · g4 белая пешка · f3 белая пешка · g3 белый конь · b2 белая пешка · c2 белая пешка · f2 белый король | d8 чёрный король · g8 чёрная ладья · a7 чёрная пешка · b7 чёрная пешка · c7 чёрная пешка · e6 чёрный слон · c5 чёрная пешка · e5 чёрная пешка · h5 белая ладья · g4 белая пешка · f3 белая пешка · g3 белый конь · b2 белая пешка · c2 белая пешка · f2 белый король | d8 чёрный король · g8 чёрная ладья · a7 чёрная пешка · b7 чёрная пешка · c7 чёрная пешка · e6 чёрный слон · c5 чёрная пешка · e5 чёрная пешка · h5 белая ладья · g4 белая пешка · f3 белая пешка · g3 белый конь · b2 белая пешка · c2 белая пешка · f2 белый король | d8 чёрный король · g8 чёрная ладья · a7 чёрная пешка · b7 чёрная пешка · c7 чёрная пешка · e6 чёрный слон · c5 чёрная пешка · e5 чёрная пешка · h5 белая ладья · g4 белая пешка · f3 белая пешка · g3 белый конь · b2 белая пешка · c2 белая пешка · f2 белый король | d8 чёрный король · g8 чёрная ладья · a7 чёрная пешка · b7 чёрная пешка · c7 чёрная пешка · e6 чёрный слон · c5 чёрная пешка · e5 чёрная пешка · h5 белая ладья · g4 белая пешка · f3 белая пешка · g3 белый конь · b2 белая пешка · c2 белая пешка · f2 белый король | d8 чёрный король · g8 чёрная ладья · a7 чёрная пешка · b7 чёрная пешка · c7 чёрная пешка · e6 чёрный слон · c5 чёрная пешка · e5 чёрная пешка · h5 белая ладья · g4 белая пешка · f3 белая пешка · g3 белый конь · b2 белая пешка · c2 белая пешка · f2 белый король | d8 чёрный король · g8 чёрная ладья · a7 чёрная пешка · b7 чёрная пешка · c7 чёрная пешка · e6 чёрный слон · c5 чёрная пешка · e5 чёрная пешка · h5 белая ладья · g4 белая пешка · f3 белая пешка · g3 белый конь · b2 белая пешка · c2 белая пешка · f2 белый король | d8 чёрный король · g8 чёрная ладья · a7 чёрная пешка · b7 чёрная пешка · c7 чёрная пешка · e6 чёрный слон · c5 чёрная пешка · e5 чёрная пешка · h5 белая ладья · g4 белая пешка · f3 белая пешка · g3 белый конь · b2 белая пешка · c2 белая пешка · f2 белый король | 3 |
| 2 | d8 чёрный король · g8 чёрная ладья · a7 чёрная пешка · b7 чёрная пешка · c7 чёрная пешка · e6 чёрный слон · c5 чёрная пешка · e5 чёрная пешка · h5 белая ладья · g4 белая пешка · f3 белая пешка · g3 белый конь · b2 белая пешка · c2 белая пешка · f2 белый король | d8 чёрный король · g8 чёрная ладья · a7 чёрная пешка · b7 чёрная пешка · c7 чёрная пешка · e6 чёрный слон · c5 чёрная пешка · e5 чёрная пешка · h5 белая ладья · g4 белая пешка · f3 белая пешка · g3 белый конь · b2 белая пешка · c2 белая пешка · f2 белый король | d8 чёрный король · g8 чёрная ладья · a7 чёрная пешка · b7 чёрная пешка · c7 чёрная пешка · e6 чёрный слон · c5 чёрная пешка · e5 чёрная пешка · h5 белая ладья · g4 белая пешка · f3 белая пешка · g3 белый конь · b2 белая пешка · c2 белая пешка · f2 белый король | d8 чёрный король · g8 чёрная ладья · a7 чёрная пешка · b7 чёрная пешка · c7 чёрная пешка · e6 чёрный слон · c5 чёрная пешка · e5 чёрная пешка · h5 белая ладья · g4 белая пешка · f3 белая пешка · g3 белый конь · b2 белая пешка · c2 белая пешка · f2 белый король | d8 чёрный король · g8 чёрная ладья · a7 чёрная пешка · b7 чёрная пешка · c7 чёрная пешка · e6 чёрный слон · c5 чёрная пешка · e5 чёрная пешка · h5 белая ладья · g4 белая пешка · f3 белая пешка · g3 белый конь · b2 белая пешка · c2 белая пешка · f2 белый король | d8 чёрный король · g8 чёрная ладья · a7 чёрная пешка · b7 чёрная пешка · c7 чёрная пешка · e6 чёрный слон · c5 чёрная пешка · e5 чёрная пешка · h5 белая ладья · g4 белая пешка · f3 белая пешка · g3 белый конь · b2 белая пешка · c2 белая пешка · f2 белый король | d8 чёрный король · g8 чёрная ладья · a7 чёрная пешка · b7 чёрная пешка · c7 чёрная пешка · e6 чёрный слон · c5 чёрная пешка · e5 чёрная пешка · h5 белая ладья · g4 белая пешка · f3 белая пешка · g3 белый конь · b2 белая пешка · c2 белая пешка · f2 белый король | d8 чёрный король · g8 чёрная ладья · a7 чёрная пешка · b7 чёрная пешка · c7 чёрная пешка · e6 чёрный слон · c5 чёрная пешка · e5 чёрная пешка · h5 белая ладья · g4 белая пешка · f3 белая пешка · g3 белый конь · b2 белая пешка · c2 белая пешка · f2 белый король | 2 |
| 1 | d8 чёрный король · g8 чёрная ладья · a7 чёрная пешка · b7 чёрная пешка · c7 чёрная пешка · e6 чёрный слон · c5 чёрная пешка · e5 чёрная пешка · h5 белая ладья · g4 белая пешка · f3 белая пешка · g3 белый конь · b2 белая пешка · c2 белая пешка · f2 белый король | d8 чёрный король · g8 чёрная ладья · a7 чёрная пешка · b7 чёрная пешка · c7 чёрная пешка · e6 чёрный слон · c5 чёрная пешка · e5 чёрная пешка · h5 белая ладья · g4 белая пешка · f3 белая пешка · g3 белый конь · b2 белая пешка · c2 белая пешка · f2 белый король | d8 чёрный король · g8 чёрная ладья · a7 чёрная пешка · b7 чёрная пешка · c7 чёрная пешка · e6 чёрный слон · c5 чёрная пешка · e5 чёрная пешка · h5 белая ладья · g4 белая пешка · f3 белая пешка · g3 белый конь · b2 белая пешка · c2 белая пешка · f2 белый король | d8 чёрный король · g8 чёрная ладья · a7 чёрная пешка · b7 чёрная пешка · c7 чёрная пешка · e6 чёрный слон · c5 чёрная пешка · e5 чёрная пешка · h5 белая ладья · g4 белая пешка · f3 белая пешка · g3 белый конь · b2 белая пешка · c2 белая пешка · f2 белый король | d8 чёрный король · g8 чёрная ладья · a7 чёрная пешка · b7 чёрная пешка · c7 чёрная пешка · e6 чёрный слон · c5 чёрная пешка · e5 чёрная пешка · h5 белая ладья · g4 белая пешка · f3 белая пешка · g3 белый конь · b2 белая пешка · c2 белая пешка · f2 белый король | d8 чёрный король · g8 чёрная ладья · a7 чёрная пешка · b7 чёрная пешка · c7 чёрная пешка · e6 чёрный слон · c5 чёрная пешка · e5 чёрная пешка · h5 белая ладья · g4 белая пешка · f3 белая пешка · g3 белый конь · b2 белая пешка · c2 белая пешка · f2 белый король | d8 чёрный король · g8 чёрная ладья · a7 чёрная пешка · b7 чёрная пешка · c7 чёрная пешка · e6 чёрный слон · c5 чёрная пешка · e5 чёрная пешка · h5 белая ладья · g4 белая пешка · f3 белая пешка · g3 белый конь · b2 белая пешка · c2 белая пешка · f2 белый король | d8 чёрный король · g8 чёрная ладья · a7 чёрная пешка · b7 чёрная пешка · c7 чёрная пешка · e6 чёрный слон · c5 чёрная пешка · e5 чёрная пешка · h5 белая ладья · g4 белая пешка · f3 белая пешка · g3 белый конь · b2 белая пешка · c2 белая пешка · f2 белый король | 1 |
|   | a | b | c | d | e | f | g | h |   |

Карлсен — Ананд

17 ноября

Испанская партия (C67)

1.e4 e5 2.Кf3 Кс6 3.Сb5 Кf6 4.0-0 Кхе4 5.d4 Кd6 6.Схс6 dxc6 7.dxe5 Кf5 8.Фхd8+ Крхd8 9.h3 Кре8 10.Кс3 h5 11.Сf4 Се7 12.Лаd1 Се6 13.Кg5 Лһ6 14.g3 Схg5 15.Схg5 Лg6 16.h4 f6 17.exf6 gxf6 18.Сf4 Кхһ4 19.f3 Лd8 20.Крf2 Лхd1 21.Кхd1 Кf5 22.Лһ1 Сха2 23.Лхһ5 Се6 24.g4 Кd6 25.Лһ7 Кf7 26.Ке3 Крd8 27.Кf5 c5 28.Кg3 Ке5 29.Лһ8+ Лg8 30.Схе5 fxe5 31.Лһ5 Схg4 32.fxg4 Лхg4 33.Лхе5 b6 34.Ке4 Лһ4 35.Кре2 Лһ6 36.b3 Крd7 37.Крd2 Крс6 38.Кс3 a6 39.Ле4 Лһ2+ 40.Крс1 Лһ1+ 41.Крb2 Лһ6 42.Кd1 Лg6 43.Ке3 Лһ6 44.Ле7 Лһ2 45.Ле6+ Крb7 46.Крс3 Лһ4 47.Крb2 Лһ2 48.Кd5 Лd2 49.Кf6 Лf2 50.Крс3 Лf4 51.Ке4 Лһ4 52.Кf2 Лһ2 53.Лf6 Лһ7 54.Кd3 Лһ3 55.Крd2 Лһ2+ 56.Лf2 Лһ4 57.c4 Лһ3 58.Крс2 Лһ7 59.Кb2 Лһ5 60.Ле2 Лg5 61.Кd1 b5 62.Кс3 c6 63.Ке4 Лһ5 64.Кf6 Лg5 65.Ле7+ Крb6 66.Кd7+ Кра5 67.Ле4 Лg2+ 68.Крс1 Лg1+ 69.Крd2 Лg2+ 70.Кре1 bxc4 71.Лхс4 Лg3 72.Кхс5 Крb5 73.Лс2 a5 74.Крf2 Лһ3 75.Лс1 Крb4 76.Кре2 Лс3 77.Кd3+ Крхb3 78.Ла1 Крс4 79.Кf2 Крb5 80.Лb1+ Крс4 81.Ке4 Ла3 82.Кd2+ Крd5 83.Лһ1 a4 84.Лһ5+ Крd4 85.Лһ4+ Крс5 86.Крd1 Крb5 87.Крс2 Лg3 88.Ке4 Лg2+ 89.Крd3 a3 90.Кс3+ Крb6 91.Ла4 a2 92.Кха2 Лg3+ 93.Крс2 Лg2+ 94.Крb3 Лg3+ 95.Кс3 Лһ3 96.Лb4+ Крс7 97.Лg4 Лһ7 98.Крс4 Лf7 99.Лg5 Крb6 100.Ка4+ Крс7 101.Крс5 Крd7 102.Крb6 Лf1 103.Кс5+ Кре7 104.Крхс6 Лd1 105.Лg6 Крf7 106.Лһ6 Лg1 107.Крd5 Лg5+ 108.Крd4 Лg6 109.Лһ1 Лg2 110.Ке4 Ла2 111.Лf1+ Кре7 112.Кс3 Лһ2 113.Кd5+ Крd6 114.Лf6+ Крd7 115.Кf4 Лһ1 116.Лg6 Лd1+ 117.Кd3 Кре7 118.Ла6 Крd7 119.Кре4 Кре7 120.Лс6 Крd7 121.Лс1 Лхс1 122.Кхс1 ½−½

Просмотр партии на сайте: www.chessgames.com

### Восьмая партия
|   | a | b | c | d | e | f | g | h |   |
| - | --- | --- | --- | --- | --- | --- | --- | --- | - |
| 8 | d8 чёрная ладья · e8 чёрная ладья · g8 чёрный король · b7 чёрный слон · e7 чёрный слон · f7 чёрная пешка · g7 чёрная пешка · a6 чёрная пешка · c6 чёрный конь · e6 чёрная пешка · h6 чёрная пешка · a5 чёрный ферзь · b5 чёрная пешка · c5 белый конь · a3 белая пешка · e3 белая пешка · f3 белый конь · b2 белая пешка · c2 белый ферзь · f2 белая пешка · g2 белая пешка · h2 белая пешка · b1 белый слон · d1 белая ладья · f1 белая ладья · g1 белый король | d8 чёрная ладья · e8 чёрная ладья · g8 чёрный король · b7 чёрный слон · e7 чёрный слон · f7 чёрная пешка · g7 чёрная пешка · a6 чёрная пешка · c6 чёрный конь · e6 чёрная пешка · h6 чёрная пешка · a5 чёрный ферзь · b5 чёрная пешка · c5 белый конь · a3 белая пешка · e3 белая пешка · f3 белый конь · b2 белая пешка · c2 белый ферзь · f2 белая пешка · g2 белая пешка · h2 белая пешка · b1 белый слон · d1 белая ладья · f1 белая ладья · g1 белый король | d8 чёрная ладья · e8 чёрная ладья · g8 чёрный король · b7 чёрный слон · e7 чёрный слон · f7 чёрная пешка · g7 чёрная пешка · a6 чёрная пешка · c6 чёрный конь · e6 чёрная пешка · h6 чёрная пешка · a5 чёрный ферзь · b5 чёрная пешка · c5 белый конь · a3 белая пешка · e3 белая пешка · f3 белый конь · b2 белая пешка · c2 белый ферзь · f2 белая пешка · g2 белая пешка · h2 белая пешка · b1 белый слон · d1 белая ладья · f1 белая ладья · g1 белый король | d8 чёрная ладья · e8 чёрная ладья · g8 чёрный король · b7 чёрный слон · e7 чёрный слон · f7 чёрная пешка · g7 чёрная пешка · a6 чёрная пешка · c6 чёрный конь · e6 чёрная пешка · h6 чёрная пешка · a5 чёрный ферзь · b5 чёрная пешка · c5 белый конь · a3 белая пешка · e3 белая пешка · f3 белый конь · b2 белая пешка · c2 белый ферзь · f2 белая пешка · g2 белая пешка · h2 белая пешка · b1 белый слон · d1 белая ладья · f1 белая ладья · g1 белый король | d8 чёрная ладья · e8 чёрная ладья · g8 чёрный король · b7 чёрный слон · e7 чёрный слон · f7 чёрная пешка · g7 чёрная пешка · a6 чёрная пешка · c6 чёрный конь · e6 чёрная пешка · h6 чёрная пешка · a5 чёрный ферзь · b5 чёрная пешка · c5 белый конь · a3 белая пешка · e3 белая пешка · f3 белый конь · b2 белая пешка · c2 белый ферзь · f2 белая пешка · g2 белая пешка · h2 белая пешка · b1 белый слон · d1 белая ладья · f1 белая ладья · g1 белый король | d8 чёрная ладья · e8 чёрная ладья · g8 чёрный король · b7 чёрный слон · e7 чёрный слон · f7 чёрная пешка · g7 чёрная пешка · a6 чёрная пешка · c6 чёрный конь · e6 чёрная пешка · h6 чёрная пешка · a5 чёрный ферзь · b5 чёрная пешка · c5 белый конь · a3 белая пешка · e3 белая пешка · f3 белый конь · b2 белая пешка · c2 белый ферзь · f2 белая пешка · g2 белая пешка · h2 белая пешка · b1 белый слон · d1 белая ладья · f1 белая ладья · g1 белый король | d8 чёрная ладья · e8 чёрная ладья · g8 чёрный король · b7 чёрный слон · e7 чёрный слон · f7 чёрная пешка · g7 чёрная пешка · a6 чёрная пешка · c6 чёрный конь · e6 чёрная пешка · h6 чёрная пешка · a5 чёрный ферзь · b5 чёрная пешка · c5 белый конь · a3 белая пешка · e3 белая пешка · f3 белый конь · b2 белая пешка · c2 белый ферзь · f2 белая пешка · g2 белая пешка · h2 белая пешка · b1 белый слон · d1 белая ладья · f1 белая ладья · g1 белый король | d8 чёрная ладья · e8 чёрная ладья · g8 чёрный король · b7 чёрный слон · e7 чёрный слон · f7 чёрная пешка · g7 чёрная пешка · a6 чёрная пешка · c6 чёрный конь · e6 чёрная пешка · h6 чёрная пешка · a5 чёрный ферзь · b5 чёрная пешка · c5 белый конь · a3 белая пешка · e3 белая пешка · f3 белый конь · b2 белая пешка · c2 белый ферзь · f2 белая пешка · g2 белая пешка · h2 белая пешка · b1 белый слон · d1 белая ладья · f1 белая ладья · g1 белый король | 8 |
| 7 | d8 чёрная ладья · e8 чёрная ладья · g8 чёрный король · b7 чёрный слон · e7 чёрный слон · f7 чёрная пешка · g7 чёрная пешка · a6 чёрная пешка · c6 чёрный конь · e6 чёрная пешка · h6 чёрная пешка · a5 чёрный ферзь · b5 чёрная пешка · c5 белый конь · a3 белая пешка · e3 белая пешка · f3 белый конь · b2 белая пешка · c2 белый ферзь · f2 белая пешка · g2 белая пешка · h2 белая пешка · b1 белый слон · d1 белая ладья · f1 белая ладья · g1 белый король | d8 чёрная ладья · e8 чёрная ладья · g8 чёрный король · b7 чёрный слон · e7 чёрный слон · f7 чёрная пешка · g7 чёрная пешка · a6 чёрная пешка · c6 чёрный конь · e6 чёрная пешка · h6 чёрная пешка · a5 чёрный ферзь · b5 чёрная пешка · c5 белый конь · a3 белая пешка · e3 белая пешка · f3 белый конь · b2 белая пешка · c2 белый ферзь · f2 белая пешка · g2 белая пешка · h2 белая пешка · b1 белый слон · d1 белая ладья · f1 белая ладья · g1 белый король | d8 чёрная ладья · e8 чёрная ладья · g8 чёрный король · b7 чёрный слон · e7 чёрный слон · f7 чёрная пешка · g7 чёрная пешка · a6 чёрная пешка · c6 чёрный конь · e6 чёрная пешка · h6 чёрная пешка · a5 чёрный ферзь · b5 чёрная пешка · c5 белый конь · a3 белая пешка · e3 белая пешка · f3 белый конь · b2 белая пешка · c2 белый ферзь · f2 белая пешка · g2 белая пешка · h2 белая пешка · b1 белый слон · d1 белая ладья · f1 белая ладья · g1 белый король | d8 чёрная ладья · e8 чёрная ладья · g8 чёрный король · b7 чёрный слон · e7 чёрный слон · f7 чёрная пешка · g7 чёрная пешка · a6 чёрная пешка · c6 чёрный конь · e6 чёрная пешка · h6 чёрная пешка · a5 чёрный ферзь · b5 чёрная пешка · c5 белый конь · a3 белая пешка · e3 белая пешка · f3 белый конь · b2 белая пешка · c2 белый ферзь · f2 белая пешка · g2 белая пешка · h2 белая пешка · b1 белый слон · d1 белая ладья · f1 белая ладья · g1 белый король | d8 чёрная ладья · e8 чёрная ладья · g8 чёрный король · b7 чёрный слон · e7 чёрный слон · f7 чёрная пешка · g7 чёрная пешка · a6 чёрная пешка · c6 чёрный конь · e6 чёрная пешка · h6 чёрная пешка · a5 чёрный ферзь · b5 чёрная пешка · c5 белый конь · a3 белая пешка · e3 белая пешка · f3 белый конь · b2 белая пешка · c2 белый ферзь · f2 белая пешка · g2 белая пешка · h2 белая пешка · b1 белый слон · d1 белая ладья · f1 белая ладья · g1 белый король | d8 чёрная ладья · e8 чёрная ладья · g8 чёрный король · b7 чёрный слон · e7 чёрный слон · f7 чёрная пешка · g7 чёрная пешка · a6 чёрная пешка · c6 чёрный конь · e6 чёрная пешка · h6 чёрная пешка · a5 чёрный ферзь · b5 чёрная пешка · c5 белый конь · a3 белая пешка · e3 белая пешка · f3 белый конь · b2 белая пешка · c2 белый ферзь · f2 белая пешка · g2 белая пешка · h2 белая пешка · b1 белый слон · d1 белая ладья · f1 белая ладья · g1 белый король | d8 чёрная ладья · e8 чёрная ладья · g8 чёрный король · b7 чёрный слон · e7 чёрный слон · f7 чёрная пешка · g7 чёрная пешка · a6 чёрная пешка · c6 чёрный конь · e6 чёрная пешка · h6 чёрная пешка · a5 чёрный ферзь · b5 чёрная пешка · c5 белый конь · a3 белая пешка · e3 белая пешка · f3 белый конь · b2 белая пешка · c2 белый ферзь · f2 белая пешка · g2 белая пешка · h2 белая пешка · b1 белый слон · d1 белая ладья · f1 белая ладья · g1 белый король | d8 чёрная ладья · e8 чёрная ладья · g8 чёрный король · b7 чёрный слон · e7 чёрный слон · f7 чёрная пешка · g7 чёрная пешка · a6 чёрная пешка · c6 чёрный конь · e6 чёрная пешка · h6 чёрная пешка · a5 чёрный ферзь · b5 чёрная пешка · c5 белый конь · a3 белая пешка · e3 белая пешка · f3 белый конь · b2 белая пешка · c2 белый ферзь · f2 белая пешка · g2 белая пешка · h2 белая пешка · b1 белый слон · d1 белая ладья · f1 белая ладья · g1 белый король | 7 |
| 6 | d8 чёрная ладья · e8 чёрная ладья · g8 чёрный король · b7 чёрный слон · e7 чёрный слон · f7 чёрная пешка · g7 чёрная пешка · a6 чёрная пешка · c6 чёрный конь · e6 чёрная пешка · h6 чёрная пешка · a5 чёрный ферзь · b5 чёрная пешка · c5 белый конь · a3 белая пешка · e3 белая пешка · f3 белый конь · b2 белая пешка · c2 белый ферзь · f2 белая пешка · g2 белая пешка · h2 белая пешка · b1 белый слон · d1 белая ладья · f1 белая ладья · g1 белый король | d8 чёрная ладья · e8 чёрная ладья · g8 чёрный король · b7 чёрный слон · e7 чёрный слон · f7 чёрная пешка · g7 чёрная пешка · a6 чёрная пешка · c6 чёрный конь · e6 чёрная пешка · h6 чёрная пешка · a5 чёрный ферзь · b5 чёрная пешка · c5 белый конь · a3 белая пешка · e3 белая пешка · f3 белый конь · b2 белая пешка · c2 белый ферзь · f2 белая пешка · g2 белая пешка · h2 белая пешка · b1 белый слон · d1 белая ладья · f1 белая ладья · g1 белый король | d8 чёрная ладья · e8 чёрная ладья · g8 чёрный король · b7 чёрный слон · e7 чёрный слон · f7 чёрная пешка · g7 чёрная пешка · a6 чёрная пешка · c6 чёрный конь · e6 чёрная пешка · h6 чёрная пешка · a5 чёрный ферзь · b5 чёрная пешка · c5 белый конь · a3 белая пешка · e3 белая пешка · f3 белый конь · b2 белая пешка · c2 белый ферзь · f2 белая пешка · g2 белая пешка · h2 белая пешка · b1 белый слон · d1 белая ладья · f1 белая ладья · g1 белый король | d8 чёрная ладья · e8 чёрная ладья · g8 чёрный король · b7 чёрный слон · e7 чёрный слон · f7 чёрная пешка · g7 чёрная пешка · a6 чёрная пешка · c6 чёрный конь · e6 чёрная пешка · h6 чёрная пешка · a5 чёрный ферзь · b5 чёрная пешка · c5 белый конь · a3 белая пешка · e3 белая пешка · f3 белый конь · b2 белая пешка · c2 белый ферзь · f2 белая пешка · g2 белая пешка · h2 белая пешка · b1 белый слон · d1 белая ладья · f1 белая ладья · g1 белый король | d8 чёрная ладья · e8 чёрная ладья · g8 чёрный король · b7 чёрный слон · e7 чёрный слон · f7 чёрная пешка · g7 чёрная пешка · a6 чёрная пешка · c6 чёрный конь · e6 чёрная пешка · h6 чёрная пешка · a5 чёрный ферзь · b5 чёрная пешка · c5 белый конь · a3 белая пешка · e3 белая пешка · f3 белый конь · b2 белая пешка · c2 белый ферзь · f2 белая пешка · g2 белая пешка · h2 белая пешка · b1 белый слон · d1 белая ладья · f1 белая ладья · g1 белый король | d8 чёрная ладья · e8 чёрная ладья · g8 чёрный король · b7 чёрный слон · e7 чёрный слон · f7 чёрная пешка · g7 чёрная пешка · a6 чёрная пешка · c6 чёрный конь · e6 чёрная пешка · h6 чёрная пешка · a5 чёрный ферзь · b5 чёрная пешка · c5 белый конь · a3 белая пешка · e3 белая пешка · f3 белый конь · b2 белая пешка · c2 белый ферзь · f2 белая пешка · g2 белая пешка · h2 белая пешка · b1 белый слон · d1 белая ладья · f1 белая ладья · g1 белый король | d8 чёрная ладья · e8 чёрная ладья · g8 чёрный король · b7 чёрный слон · e7 чёрный слон · f7 чёрная пешка · g7 чёрная пешка · a6 чёрная пешка · c6 чёрный конь · e6 чёрная пешка · h6 чёрная пешка · a5 чёрный ферзь · b5 чёрная пешка · c5 белый конь · a3 белая пешка · e3 белая пешка · f3 белый конь · b2 белая пешка · c2 белый ферзь · f2 белая пешка · g2 белая пешка · h2 белая пешка · b1 белый слон · d1 белая ладья · f1 белая ладья · g1 белый король | d8 чёрная ладья · e8 чёрная ладья · g8 чёрный король · b7 чёрный слон · e7 чёрный слон · f7 чёрная пешка · g7 чёрная пешка · a6 чёрная пешка · c6 чёрный конь · e6 чёрная пешка · h6 чёрная пешка · a5 чёрный ферзь · b5 чёрная пешка · c5 белый конь · a3 белая пешка · e3 белая пешка · f3 белый конь · b2 белая пешка · c2 белый ферзь · f2 белая пешка · g2 белая пешка · h2 белая пешка · b1 белый слон · d1 белая ладья · f1 белая ладья · g1 белый король | 6 |
| 5 | d8 чёрная ладья · e8 чёрная ладья · g8 чёрный король · b7 чёрный слон · e7 чёрный слон · f7 чёрная пешка · g7 чёрная пешка · a6 чёрная пешка · c6 чёрный конь · e6 чёрная пешка · h6 чёрная пешка · a5 чёрный ферзь · b5 чёрная пешка · c5 белый конь · a3 белая пешка · e3 белая пешка · f3 белый конь · b2 белая пешка · c2 белый ферзь · f2 белая пешка · g2 белая пешка · h2 белая пешка · b1 белый слон · d1 белая ладья · f1 белая ладья · g1 белый король | d8 чёрная ладья · e8 чёрная ладья · g8 чёрный король · b7 чёрный слон · e7 чёрный слон · f7 чёрная пешка · g7 чёрная пешка · a6 чёрная пешка · c6 чёрный конь · e6 чёрная пешка · h6 чёрная пешка · a5 чёрный ферзь · b5 чёрная пешка · c5 белый конь · a3 белая пешка · e3 белая пешка · f3 белый конь · b2 белая пешка · c2 белый ферзь · f2 белая пешка · g2 белая пешка · h2 белая пешка · b1 белый слон · d1 белая ладья · f1 белая ладья · g1 белый король | d8 чёрная ладья · e8 чёрная ладья · g8 чёрный король · b7 чёрный слон · e7 чёрный слон · f7 чёрная пешка · g7 чёрная пешка · a6 чёрная пешка · c6 чёрный конь · e6 чёрная пешка · h6 чёрная пешка · a5 чёрный ферзь · b5 чёрная пешка · c5 белый конь · a3 белая пешка · e3 белая пешка · f3 белый конь · b2 белая пешка · c2 белый ферзь · f2 белая пешка · g2 белая пешка · h2 белая пешка · b1 белый слон · d1 белая ладья · f1 белая ладья · g1 белый король | d8 чёрная ладья · e8 чёрная ладья · g8 чёрный король · b7 чёрный слон · e7 чёрный слон · f7 чёрная пешка · g7 чёрная пешка · a6 чёрная пешка · c6 чёрный конь · e6 чёрная пешка · h6 чёрная пешка · a5 чёрный ферзь · b5 чёрная пешка · c5 белый конь · a3 белая пешка · e3 белая пешка · f3 белый конь · b2 белая пешка · c2 белый ферзь · f2 белая пешка · g2 белая пешка · h2 белая пешка · b1 белый слон · d1 белая ладья · f1 белая ладья · g1 белый король | d8 чёрная ладья · e8 чёрная ладья · g8 чёрный король · b7 чёрный слон · e7 чёрный слон · f7 чёрная пешка · g7 чёрная пешка · a6 чёрная пешка · c6 чёрный конь · e6 чёрная пешка · h6 чёрная пешка · a5 чёрный ферзь · b5 чёрная пешка · c5 белый конь · a3 белая пешка · e3 белая пешка · f3 белый конь · b2 белая пешка · c2 белый ферзь · f2 белая пешка · g2 белая пешка · h2 белая пешка · b1 белый слон · d1 белая ладья · f1 белая ладья · g1 белый король | d8 чёрная ладья · e8 чёрная ладья · g8 чёрный король · b7 чёрный слон · e7 чёрный слон · f7 чёрная пешка · g7 чёрная пешка · a6 чёрная пешка · c6 чёрный конь · e6 чёрная пешка · h6 чёрная пешка · a5 чёрный ферзь · b5 чёрная пешка · c5 белый конь · a3 белая пешка · e3 белая пешка · f3 белый конь · b2 белая пешка · c2 белый ферзь · f2 белая пешка · g2 белая пешка · h2 белая пешка · b1 белый слон · d1 белая ладья · f1 белая ладья · g1 белый король | d8 чёрная ладья · e8 чёрная ладья · g8 чёрный король · b7 чёрный слон · e7 чёрный слон · f7 чёрная пешка · g7 чёрная пешка · a6 чёрная пешка · c6 чёрный конь · e6 чёрная пешка · h6 чёрная пешка · a5 чёрный ферзь · b5 чёрная пешка · c5 белый конь · a3 белая пешка · e3 белая пешка · f3 белый конь · b2 белая пешка · c2 белый ферзь · f2 белая пешка · g2 белая пешка · h2 белая пешка · b1 белый слон · d1 белая ладья · f1 белая ладья · g1 белый король | d8 чёрная ладья · e8 чёрная ладья · g8 чёрный король · b7 чёрный слон · e7 чёрный слон · f7 чёрная пешка · g7 чёрная пешка · a6 чёрная пешка · c6 чёрный конь · e6 чёрная пешка · h6 чёрная пешка · a5 чёрный ферзь · b5 чёрная пешка · c5 белый конь · a3 белая пешка · e3 белая пешка · f3 белый конь · b2 белая пешка · c2 белый ферзь · f2 белая пешка · g2 белая пешка · h2 белая пешка · b1 белый слон · d1 белая ладья · f1 белая ладья · g1 белый король | 5 |
| 4 | d8 чёрная ладья · e8 чёрная ладья · g8 чёрный король · b7 чёрный слон · e7 чёрный слон · f7 чёрная пешка · g7 чёрная пешка · a6 чёрная пешка · c6 чёрный конь · e6 чёрная пешка · h6 чёрная пешка · a5 чёрный ферзь · b5 чёрная пешка · c5 белый конь · a3 белая пешка · e3 белая пешка · f3 белый конь · b2 белая пешка · c2 белый ферзь · f2 белая пешка · g2 белая пешка · h2 белая пешка · b1 белый слон · d1 белая ладья · f1 белая ладья · g1 белый король | d8 чёрная ладья · e8 чёрная ладья · g8 чёрный король · b7 чёрный слон · e7 чёрный слон · f7 чёрная пешка · g7 чёрная пешка · a6 чёрная пешка · c6 чёрный конь · e6 чёрная пешка · h6 чёрная пешка · a5 чёрный ферзь · b5 чёрная пешка · c5 белый конь · a3 белая пешка · e3 белая пешка · f3 белый конь · b2 белая пешка · c2 белый ферзь · f2 белая пешка · g2 белая пешка · h2 белая пешка · b1 белый слон · d1 белая ладья · f1 белая ладья · g1 белый король | d8 чёрная ладья · e8 чёрная ладья · g8 чёрный король · b7 чёрный слон · e7 чёрный слон · f7 чёрная пешка · g7 чёрная пешка · a6 чёрная пешка · c6 чёрный конь · e6 чёрная пешка · h6 чёрная пешка · a5 чёрный ферзь · b5 чёрная пешка · c5 белый конь · a3 белая пешка · e3 белая пешка · f3 белый конь · b2 белая пешка · c2 белый ферзь · f2 белая пешка · g2 белая пешка · h2 белая пешка · b1 белый слон · d1 белая ладья · f1 белая ладья · g1 белый король | d8 чёрная ладья · e8 чёрная ладья · g8 чёрный король · b7 чёрный слон · e7 чёрный слон · f7 чёрная пешка · g7 чёрная пешка · a6 чёрная пешка · c6 чёрный конь · e6 чёрная пешка · h6 чёрная пешка · a5 чёрный ферзь · b5 чёрная пешка · c5 белый конь · a3 белая пешка · e3 белая пешка · f3 белый конь · b2 белая пешка · c2 белый ферзь · f2 белая пешка · g2 белая пешка · h2 белая пешка · b1 белый слон · d1 белая ладья · f1 белая ладья · g1 белый король | d8 чёрная ладья · e8 чёрная ладья · g8 чёрный король · b7 чёрный слон · e7 чёрный слон · f7 чёрная пешка · g7 чёрная пешка · a6 чёрная пешка · c6 чёрный конь · e6 чёрная пешка · h6 чёрная пешка · a5 чёрный ферзь · b5 чёрная пешка · c5 белый конь · a3 белая пешка · e3 белая пешка · f3 белый конь · b2 белая пешка · c2 белый ферзь · f2 белая пешка · g2 белая пешка · h2 белая пешка · b1 белый слон · d1 белая ладья · f1 белая ладья · g1 белый король | d8 чёрная ладья · e8 чёрная ладья · g8 чёрный король · b7 чёрный слон · e7 чёрный слон · f7 чёрная пешка · g7 чёрная пешка · a6 чёрная пешка · c6 чёрный конь · e6 чёрная пешка · h6 чёрная пешка · a5 чёрный ферзь · b5 чёрная пешка · c5 белый конь · a3 белая пешка · e3 белая пешка · f3 белый конь · b2 белая пешка · c2 белый ферзь · f2 белая пешка · g2 белая пешка · h2 белая пешка · b1 белый слон · d1 белая ладья · f1 белая ладья · g1 белый король | d8 чёрная ладья · e8 чёрная ладья · g8 чёрный король · b7 чёрный слон · e7 чёрный слон · f7 чёрная пешка · g7 чёрная пешка · a6 чёрная пешка · c6 чёрный конь · e6 чёрная пешка · h6 чёрная пешка · a5 чёрный ферзь · b5 чёрная пешка · c5 белый конь · a3 белая пешка · e3 белая пешка · f3 белый конь · b2 белая пешка · c2 белый ферзь · f2 белая пешка · g2 белая пешка · h2 белая пешка · b1 белый слон · d1 белая ладья · f1 белая ладья · g1 белый король | d8 чёрная ладья · e8 чёрная ладья · g8 чёрный король · b7 чёрный слон · e7 чёрный слон · f7 чёрная пешка · g7 чёрная пешка · a6 чёрная пешка · c6 чёрный конь · e6 чёрная пешка · h6 чёрная пешка · a5 чёрный ферзь · b5 чёрная пешка · c5 белый конь · a3 белая пешка · e3 белая пешка · f3 белый конь · b2 белая пешка · c2 белый ферзь · f2 белая пешка · g2 белая пешка · h2 белая пешка · b1 белый слон · d1 белая ладья · f1 белая ладья · g1 белый король | 4 |
| 3 | d8 чёрная ладья · e8 чёрная ладья · g8 чёрный король · b7 чёрный слон · e7 чёрный слон · f7 чёрная пешка · g7 чёрная пешка · a6 чёрная пешка · c6 чёрный конь · e6 чёрная пешка · h6 чёрная пешка · a5 чёрный ферзь · b5 чёрная пешка · c5 белый конь · a3 белая пешка · e3 белая пешка · f3 белый конь · b2 белая пешка · c2 белый ферзь · f2 белая пешка · g2 белая пешка · h2 белая пешка · b1 белый слон · d1 белая ладья · f1 белая ладья · g1 белый король | d8 чёрная ладья · e8 чёрная ладья · g8 чёрный король · b7 чёрный слон · e7 чёрный слон · f7 чёрная пешка · g7 чёрная пешка · a6 чёрная пешка · c6 чёрный конь · e6 чёрная пешка · h6 чёрная пешка · a5 чёрный ферзь · b5 чёрная пешка · c5 белый конь · a3 белая пешка · e3 белая пешка · f3 белый конь · b2 белая пешка · c2 белый ферзь · f2 белая пешка · g2 белая пешка · h2 белая пешка · b1 белый слон · d1 белая ладья · f1 белая ладья · g1 белый король | d8 чёрная ладья · e8 чёрная ладья · g8 чёрный король · b7 чёрный слон · e7 чёрный слон · f7 чёрная пешка · g7 чёрная пешка · a6 чёрная пешка · c6 чёрный конь · e6 чёрная пешка · h6 чёрная пешка · a5 чёрный ферзь · b5 чёрная пешка · c5 белый конь · a3 белая пешка · e3 белая пешка · f3 белый конь · b2 белая пешка · c2 белый ферзь · f2 белая пешка · g2 белая пешка · h2 белая пешка · b1 белый слон · d1 белая ладья · f1 белая ладья · g1 белый король | d8 чёрная ладья · e8 чёрная ладья · g8 чёрный король · b7 чёрный слон · e7 чёрный слон · f7 чёрная пешка · g7 чёрная пешка · a6 чёрная пешка · c6 чёрный конь · e6 чёрная пешка · h6 чёрная пешка · a5 чёрный ферзь · b5 чёрная пешка · c5 белый конь · a3 белая пешка · e3 белая пешка · f3 белый конь · b2 белая пешка · c2 белый ферзь · f2 белая пешка · g2 белая пешка · h2 белая пешка · b1 белый слон · d1 белая ладья · f1 белая ладья · g1 белый король | d8 чёрная ладья · e8 чёрная ладья · g8 чёрный король · b7 чёрный слон · e7 чёрный слон · f7 чёрная пешка · g7 чёрная пешка · a6 чёрная пешка · c6 чёрный конь · e6 чёрная пешка · h6 чёрная пешка · a5 чёрный ферзь · b5 чёрная пешка · c5 белый конь · a3 белая пешка · e3 белая пешка · f3 белый конь · b2 белая пешка · c2 белый ферзь · f2 белая пешка · g2 белая пешка · h2 белая пешка · b1 белый слон · d1 белая ладья · f1 белая ладья · g1 белый король | d8 чёрная ладья · e8 чёрная ладья · g8 чёрный король · b7 чёрный слон · e7 чёрный слон · f7 чёрная пешка · g7 чёрная пешка · a6 чёрная пешка · c6 чёрный конь · e6 чёрная пешка · h6 чёрная пешка · a5 чёрный ферзь · b5 чёрная пешка · c5 белый конь · a3 белая пешка · e3 белая пешка · f3 белый конь · b2 белая пешка · c2 белый ферзь · f2 белая пешка · g2 белая пешка · h2 белая пешка · b1 белый слон · d1 белая ладья · f1 белая ладья · g1 белый король | d8 чёрная ладья · e8 чёрная ладья · g8 чёрный король · b7 чёрный слон · e7 чёрный слон · f7 чёрная пешка · g7 чёрная пешка · a6 чёрная пешка · c6 чёрный конь · e6 чёрная пешка · h6 чёрная пешка · a5 чёрный ферзь · b5 чёрная пешка · c5 белый конь · a3 белая пешка · e3 белая пешка · f3 белый конь · b2 белая пешка · c2 белый ферзь · f2 белая пешка · g2 белая пешка · h2 белая пешка · b1 белый слон · d1 белая ладья · f1 белая ладья · g1 белый король | d8 чёрная ладья · e8 чёрная ладья · g8 чёрный король · b7 чёрный слон · e7 чёрный слон · f7 чёрная пешка · g7 чёрная пешка · a6 чёрная пешка · c6 чёрный конь · e6 чёрная пешка · h6 чёрная пешка · a5 чёрный ферзь · b5 чёрная пешка · c5 белый конь · a3 белая пешка · e3 белая пешка · f3 белый конь · b2 белая пешка · c2 белый ферзь · f2 белая пешка · g2 белая пешка · h2 белая пешка · b1 белый слон · d1 белая ладья · f1 белая ладья · g1 белый король | 3 |
| 2 | d8 чёрная ладья · e8 чёрная ладья · g8 чёрный король · b7 чёрный слон · e7 чёрный слон · f7 чёрная пешка · g7 чёрная пешка · a6 чёрная пешка · c6 чёрный конь · e6 чёрная пешка · h6 чёрная пешка · a5 чёрный ферзь · b5 чёрная пешка · c5 белый конь · a3 белая пешка · e3 белая пешка · f3 белый конь · b2 белая пешка · c2 белый ферзь · f2 белая пешка · g2 белая пешка · h2 белая пешка · b1 белый слон · d1 белая ладья · f1 белая ладья · g1 белый король | d8 чёрная ладья · e8 чёрная ладья · g8 чёрный король · b7 чёрный слон · e7 чёрный слон · f7 чёрная пешка · g7 чёрная пешка · a6 чёрная пешка · c6 чёрный конь · e6 чёрная пешка · h6 чёрная пешка · a5 чёрный ферзь · b5 чёрная пешка · c5 белый конь · a3 белая пешка · e3 белая пешка · f3 белый конь · b2 белая пешка · c2 белый ферзь · f2 белая пешка · g2 белая пешка · h2 белая пешка · b1 белый слон · d1 белая ладья · f1 белая ладья · g1 белый король | d8 чёрная ладья · e8 чёрная ладья · g8 чёрный король · b7 чёрный слон · e7 чёрный слон · f7 чёрная пешка · g7 чёрная пешка · a6 чёрная пешка · c6 чёрный конь · e6 чёрная пешка · h6 чёрная пешка · a5 чёрный ферзь · b5 чёрная пешка · c5 белый конь · a3 белая пешка · e3 белая пешка · f3 белый конь · b2 белая пешка · c2 белый ферзь · f2 белая пешка · g2 белая пешка · h2 белая пешка · b1 белый слон · d1 белая ладья · f1 белая ладья · g1 белый король | d8 чёрная ладья · e8 чёрная ладья · g8 чёрный король · b7 чёрный слон · e7 чёрный слон · f7 чёрная пешка · g7 чёрная пешка · a6 чёрная пешка · c6 чёрный конь · e6 чёрная пешка · h6 чёрная пешка · a5 чёрный ферзь · b5 чёрная пешка · c5 белый конь · a3 белая пешка · e3 белая пешка · f3 белый конь · b2 белая пешка · c2 белый ферзь · f2 белая пешка · g2 белая пешка · h2 белая пешка · b1 белый слон · d1 белая ладья · f1 белая ладья · g1 белый король | d8 чёрная ладья · e8 чёрная ладья · g8 чёрный король · b7 чёрный слон · e7 чёрный слон · f7 чёрная пешка · g7 чёрная пешка · a6 чёрная пешка · c6 чёрный конь · e6 чёрная пешка · h6 чёрная пешка · a5 чёрный ферзь · b5 чёрная пешка · c5 белый конь · a3 белая пешка · e3 белая пешка · f3 белый конь · b2 белая пешка · c2 белый ферзь · f2 белая пешка · g2 белая пешка · h2 белая пешка · b1 белый слон · d1 белая ладья · f1 белая ладья · g1 белый король | d8 чёрная ладья · e8 чёрная ладья · g8 чёрный король · b7 чёрный слон · e7 чёрный слон · f7 чёрная пешка · g7 чёрная пешка · a6 чёрная пешка · c6 чёрный конь · e6 чёрная пешка · h6 чёрная пешка · a5 чёрный ферзь · b5 чёрная пешка · c5 белый конь · a3 белая пешка · e3 белая пешка · f3 белый конь · b2 белая пешка · c2 белый ферзь · f2 белая пешка · g2 белая пешка · h2 белая пешка · b1 белый слон · d1 белая ладья · f1 белая ладья · g1 белый король | d8 чёрная ладья · e8 чёрная ладья · g8 чёрный король · b7 чёрный слон · e7 чёрный слон · f7 чёрная пешка · g7 чёрная пешка · a6 чёрная пешка · c6 чёрный конь · e6 чёрная пешка · h6 чёрная пешка · a5 чёрный ферзь · b5 чёрная пешка · c5 белый конь · a3 белая пешка · e3 белая пешка · f3 белый конь · b2 белая пешка · c2 белый ферзь · f2 белая пешка · g2 белая пешка · h2 белая пешка · b1 белый слон · d1 белая ладья · f1 белая ладья · g1 белый король | d8 чёрная ладья · e8 чёрная ладья · g8 чёрный король · b7 чёрный слон · e7 чёрный слон · f7 чёрная пешка · g7 чёрная пешка · a6 чёрная пешка · c6 чёрный конь · e6 чёрная пешка · h6 чёрная пешка · a5 чёрный ферзь · b5 чёрная пешка · c5 белый конь · a3 белая пешка · e3 белая пешка · f3 белый конь · b2 белая пешка · c2 белый ферзь · f2 белая пешка · g2 белая пешка · h2 белая пешка · b1 белый слон · d1 белая ладья · f1 белая ладья · g1 белый король | 2 |
| 1 | d8 чёрная ладья · e8 чёрная ладья · g8 чёрный король · b7 чёрный слон · e7 чёрный слон · f7 чёрная пешка · g7 чёрная пешка · a6 чёрная пешка · c6 чёрный конь · e6 чёрная пешка · h6 чёрная пешка · a5 чёрный ферзь · b5 чёрная пешка · c5 белый конь · a3 белая пешка · e3 белая пешка · f3 белый конь · b2 белая пешка · c2 белый ферзь · f2 белая пешка · g2 белая пешка · h2 белая пешка · b1 белый слон · d1 белая ладья · f1 белая ладья · g1 белый король | d8 чёрная ладья · e8 чёрная ладья · g8 чёрный король · b7 чёрный слон · e7 чёрный слон · f7 чёрная пешка · g7 чёрная пешка · a6 чёрная пешка · c6 чёрный конь · e6 чёрная пешка · h6 чёрная пешка · a5 чёрный ферзь · b5 чёрная пешка · c5 белый конь · a3 белая пешка · e3 белая пешка · f3 белый конь · b2 белая пешка · c2 белый ферзь · f2 белая пешка · g2 белая пешка · h2 белая пешка · b1 белый слон · d1 белая ладья · f1 белая ладья · g1 белый король | d8 чёрная ладья · e8 чёрная ладья · g8 чёрный король · b7 чёрный слон · e7 чёрный слон · f7 чёрная пешка · g7 чёрная пешка · a6 чёрная пешка · c6 чёрный конь · e6 чёрная пешка · h6 чёрная пешка · a5 чёрный ферзь · b5 чёрная пешка · c5 белый конь · a3 белая пешка · e3 белая пешка · f3 белый конь · b2 белая пешка · c2 белый ферзь · f2 белая пешка · g2 белая пешка · h2 белая пешка · b1 белый слон · d1 белая ладья · f1 белая ладья · g1 белый король | d8 чёрная ладья · e8 чёрная ладья · g8 чёрный король · b7 чёрный слон · e7 чёрный слон · f7 чёрная пешка · g7 чёрная пешка · a6 чёрная пешка · c6 чёрный конь · e6 чёрная пешка · h6 чёрная пешка · a5 чёрный ферзь · b5 чёрная пешка · c5 белый конь · a3 белая пешка · e3 белая пешка · f3 белый конь · b2 белая пешка · c2 белый ферзь · f2 белая пешка · g2 белая пешка · h2 белая пешка · b1 белый слон · d1 белая ладья · f1 белая ладья · g1 белый король | d8 чёрная ладья · e8 чёрная ладья · g8 чёрный король · b7 чёрный слон · e7 чёрный слон · f7 чёрная пешка · g7 чёрная пешка · a6 чёрная пешка · c6 чёрный конь · e6 чёрная пешка · h6 чёрная пешка · a5 чёрный ферзь · b5 чёрная пешка · c5 белый конь · a3 белая пешка · e3 белая пешка · f3 белый конь · b2 белая пешка · c2 белый ферзь · f2 белая пешка · g2 белая пешка · h2 белая пешка · b1 белый слон · d1 белая ладья · f1 белая ладья · g1 белый король | d8 чёрная ладья · e8 чёрная ладья · g8 чёрный король · b7 чёрный слон · e7 чёрный слон · f7 чёрная пешка · g7 чёрная пешка · a6 чёрная пешка · c6 чёрный конь · e6 чёрная пешка · h6 чёрная пешка · a5 чёрный ферзь · b5 чёрная пешка · c5 белый конь · a3 белая пешка · e3 белая пешка · f3 белый конь · b2 белая пешка · c2 белый ферзь · f2 белая пешка · g2 белая пешка · h2 белая пешка · b1 белый слон · d1 белая ладья · f1 белая ладья · g1 белый король | d8 чёрная ладья · e8 чёрная ладья · g8 чёрный король · b7 чёрный слон · e7 чёрный слон · f7 чёрная пешка · g7 чёрная пешка · a6 чёрная пешка · c6 чёрный конь · e6 чёрная пешка · h6 чёрная пешка · a5 чёрный ферзь · b5 чёрная пешка · c5 белый конь · a3 белая пешка · e3 белая пешка · f3 белый конь · b2 белая пешка · c2 белый ферзь · f2 белая пешка · g2 белая пешка · h2 белая пешка · b1 белый слон · d1 белая ладья · f1 белая ладья · g1 белый король | d8 чёрная ладья · e8 чёрная ладья · g8 чёрный король · b7 чёрный слон · e7 чёрный слон · f7 чёрная пешка · g7 чёрная пешка · a6 чёрная пешка · c6 чёрный конь · e6 чёрная пешка · h6 чёрная пешка · a5 чёрный ферзь · b5 чёрная пешка · c5 белый конь · a3 белая пешка · e3 белая пешка · f3 белый конь · b2 белая пешка · c2 белый ферзь · f2 белая пешка · g2 белая пешка · h2 белая пешка · b1 белый слон · d1 белая ладья · f1 белая ладья · g1 белый король | 1 |
|   | a | b | c | d | e | f | g | h |   |

Ананд — Карлсен

18 ноября

Отказанный ферзевый гамбит (D37)

1.d4 Кf6 2.c4 e6 3.Кf3 d5 4.Кс3 Се7 5.Сf4 0−0 6.e3 c5 7.dxc5 Схс5 8.a3 Кс6 9.Фс2 Ле8 10.Сg5 Се7 11.Лd1 Фа5 12.Сd3 h6 13.Сһ4 dxc4 14.Схс4 a6 15.0−0 b5 16.Са2 Сb7 17.Сb1 Лаd8 18.Схf6 Схf6 19.Ке4 Се7 20.Кс5 Схс5 21.Фхс5 b4 22.Лс1 bxa3 23.bxa3 Фхс5 24.Лхс5 Ке7 25.Лfc1 Лс8 26.Сd3 Леd8 27.Лхс8 Лхс8 28.Лхс8+ Кхс8 29.Кd2 Кb6 30.Кb3 Кd7 31.Ка5 Сс8 32.Крf1 Крf8 33.Кре1 Кре7 34.Крd2 Крd6 35.Крс3 Ке5 36.Се2 Крс5 37.f4 Кс6 38.Кхс6 Крхс6 39.Крd4 f6 40.e4 Крd6 41.e5+ ½−½

Просмотр партии на сайте: www.chessgames.com

### Девятая партия
|   | a | b | c | d | e | f | g | h |   |
| - | --- | --- | --- | --- | --- | --- | --- | --- | - |
| 8 | a8 чёрная ладья · h8 чёрная ладья · a7 чёрная пешка · b7 чёрный слон · c7 чёрная пешка · f7 чёрный король · g7 чёрная пешка · b6 чёрная пешка · c6 чёрная пешка · d6 чёрный слон · f5 чёрный конь · g5 белый конь · h5 чёрная пешка · f4 белый конь · h3 белая пешка · a2 белая пешка · b2 белая пешка · c2 белая пешка · f2 белая пешка · g2 белая пешка · a1 белая ладья · c1 белый слон · d1 белая ладья · g1 белый король | a8 чёрная ладья · h8 чёрная ладья · a7 чёрная пешка · b7 чёрный слон · c7 чёрная пешка · f7 чёрный король · g7 чёрная пешка · b6 чёрная пешка · c6 чёрная пешка · d6 чёрный слон · f5 чёрный конь · g5 белый конь · h5 чёрная пешка · f4 белый конь · h3 белая пешка · a2 белая пешка · b2 белая пешка · c2 белая пешка · f2 белая пешка · g2 белая пешка · a1 белая ладья · c1 белый слон · d1 белая ладья · g1 белый король | a8 чёрная ладья · h8 чёрная ладья · a7 чёрная пешка · b7 чёрный слон · c7 чёрная пешка · f7 чёрный король · g7 чёрная пешка · b6 чёрная пешка · c6 чёрная пешка · d6 чёрный слон · f5 чёрный конь · g5 белый конь · h5 чёрная пешка · f4 белый конь · h3 белая пешка · a2 белая пешка · b2 белая пешка · c2 белая пешка · f2 белая пешка · g2 белая пешка · a1 белая ладья · c1 белый слон · d1 белая ладья · g1 белый король | a8 чёрная ладья · h8 чёрная ладья · a7 чёрная пешка · b7 чёрный слон · c7 чёрная пешка · f7 чёрный король · g7 чёрная пешка · b6 чёрная пешка · c6 чёрная пешка · d6 чёрный слон · f5 чёрный конь · g5 белый конь · h5 чёрная пешка · f4 белый конь · h3 белая пешка · a2 белая пешка · b2 белая пешка · c2 белая пешка · f2 белая пешка · g2 белая пешка · a1 белая ладья · c1 белый слон · d1 белая ладья · g1 белый король | a8 чёрная ладья · h8 чёрная ладья · a7 чёрная пешка · b7 чёрный слон · c7 чёрная пешка · f7 чёрный король · g7 чёрная пешка · b6 чёрная пешка · c6 чёрная пешка · d6 чёрный слон · f5 чёрный конь · g5 белый конь · h5 чёрная пешка · f4 белый конь · h3 белая пешка · a2 белая пешка · b2 белая пешка · c2 белая пешка · f2 белая пешка · g2 белая пешка · a1 белая ладья · c1 белый слон · d1 белая ладья · g1 белый король | a8 чёрная ладья · h8 чёрная ладья · a7 чёрная пешка · b7 чёрный слон · c7 чёрная пешка · f7 чёрный король · g7 чёрная пешка · b6 чёрная пешка · c6 чёрная пешка · d6 чёрный слон · f5 чёрный конь · g5 белый конь · h5 чёрная пешка · f4 белый конь · h3 белая пешка · a2 белая пешка · b2 белая пешка · c2 белая пешка · f2 белая пешка · g2 белая пешка · a1 белая ладья · c1 белый слон · d1 белая ладья · g1 белый король | a8 чёрная ладья · h8 чёрная ладья · a7 чёрная пешка · b7 чёрный слон · c7 чёрная пешка · f7 чёрный король · g7 чёрная пешка · b6 чёрная пешка · c6 чёрная пешка · d6 чёрный слон · f5 чёрный конь · g5 белый конь · h5 чёрная пешка · f4 белый конь · h3 белая пешка · a2 белая пешка · b2 белая пешка · c2 белая пешка · f2 белая пешка · g2 белая пешка · a1 белая ладья · c1 белый слон · d1 белая ладья · g1 белый король | a8 чёрная ладья · h8 чёрная ладья · a7 чёрная пешка · b7 чёрный слон · c7 чёрная пешка · f7 чёрный король · g7 чёрная пешка · b6 чёрная пешка · c6 чёрная пешка · d6 чёрный слон · f5 чёрный конь · g5 белый конь · h5 чёрная пешка · f4 белый конь · h3 белая пешка · a2 белая пешка · b2 белая пешка · c2 белая пешка · f2 белая пешка · g2 белая пешка · a1 белая ладья · c1 белый слон · d1 белая ладья · g1 белый король | 8 |
| 7 | a8 чёрная ладья · h8 чёрная ладья · a7 чёрная пешка · b7 чёрный слон · c7 чёрная пешка · f7 чёрный король · g7 чёрная пешка · b6 чёрная пешка · c6 чёрная пешка · d6 чёрный слон · f5 чёрный конь · g5 белый конь · h5 чёрная пешка · f4 белый конь · h3 белая пешка · a2 белая пешка · b2 белая пешка · c2 белая пешка · f2 белая пешка · g2 белая пешка · a1 белая ладья · c1 белый слон · d1 белая ладья · g1 белый король | a8 чёрная ладья · h8 чёрная ладья · a7 чёрная пешка · b7 чёрный слон · c7 чёрная пешка · f7 чёрный король · g7 чёрная пешка · b6 чёрная пешка · c6 чёрная пешка · d6 чёрный слон · f5 чёрный конь · g5 белый конь · h5 чёрная пешка · f4 белый конь · h3 белая пешка · a2 белая пешка · b2 белая пешка · c2 белая пешка · f2 белая пешка · g2 белая пешка · a1 белая ладья · c1 белый слон · d1 белая ладья · g1 белый король | a8 чёрная ладья · h8 чёрная ладья · a7 чёрная пешка · b7 чёрный слон · c7 чёрная пешка · f7 чёрный король · g7 чёрная пешка · b6 чёрная пешка · c6 чёрная пешка · d6 чёрный слон · f5 чёрный конь · g5 белый конь · h5 чёрная пешка · f4 белый конь · h3 белая пешка · a2 белая пешка · b2 белая пешка · c2 белая пешка · f2 белая пешка · g2 белая пешка · a1 белая ладья · c1 белый слон · d1 белая ладья · g1 белый король | a8 чёрная ладья · h8 чёрная ладья · a7 чёрная пешка · b7 чёрный слон · c7 чёрная пешка · f7 чёрный король · g7 чёрная пешка · b6 чёрная пешка · c6 чёрная пешка · d6 чёрный слон · f5 чёрный конь · g5 белый конь · h5 чёрная пешка · f4 белый конь · h3 белая пешка · a2 белая пешка · b2 белая пешка · c2 белая пешка · f2 белая пешка · g2 белая пешка · a1 белая ладья · c1 белый слон · d1 белая ладья · g1 белый король | a8 чёрная ладья · h8 чёрная ладья · a7 чёрная пешка · b7 чёрный слон · c7 чёрная пешка · f7 чёрный король · g7 чёрная пешка · b6 чёрная пешка · c6 чёрная пешка · d6 чёрный слон · f5 чёрный конь · g5 белый конь · h5 чёрная пешка · f4 белый конь · h3 белая пешка · a2 белая пешка · b2 белая пешка · c2 белая пешка · f2 белая пешка · g2 белая пешка · a1 белая ладья · c1 белый слон · d1 белая ладья · g1 белый король | a8 чёрная ладья · h8 чёрная ладья · a7 чёрная пешка · b7 чёрный слон · c7 чёрная пешка · f7 чёрный король · g7 чёрная пешка · b6 чёрная пешка · c6 чёрная пешка · d6 чёрный слон · f5 чёрный конь · g5 белый конь · h5 чёрная пешка · f4 белый конь · h3 белая пешка · a2 белая пешка · b2 белая пешка · c2 белая пешка · f2 белая пешка · g2 белая пешка · a1 белая ладья · c1 белый слон · d1 белая ладья · g1 белый король | a8 чёрная ладья · h8 чёрная ладья · a7 чёрная пешка · b7 чёрный слон · c7 чёрная пешка · f7 чёрный король · g7 чёрная пешка · b6 чёрная пешка · c6 чёрная пешка · d6 чёрный слон · f5 чёрный конь · g5 белый конь · h5 чёрная пешка · f4 белый конь · h3 белая пешка · a2 белая пешка · b2 белая пешка · c2 белая пешка · f2 белая пешка · g2 белая пешка · a1 белая ладья · c1 белый слон · d1 белая ладья · g1 белый король | a8 чёрная ладья · h8 чёрная ладья · a7 чёрная пешка · b7 чёрный слон · c7 чёрная пешка · f7 чёрный король · g7 чёрная пешка · b6 чёрная пешка · c6 чёрная пешка · d6 чёрный слон · f5 чёрный конь · g5 белый конь · h5 чёрная пешка · f4 белый конь · h3 белая пешка · a2 белая пешка · b2 белая пешка · c2 белая пешка · f2 белая пешка · g2 белая пешка · a1 белая ладья · c1 белый слон · d1 белая ладья · g1 белый король | 7 |
| 6 | a8 чёрная ладья · h8 чёрная ладья · a7 чёрная пешка · b7 чёрный слон · c7 чёрная пешка · f7 чёрный король · g7 чёрная пешка · b6 чёрная пешка · c6 чёрная пешка · d6 чёрный слон · f5 чёрный конь · g5 белый конь · h5 чёрная пешка · f4 белый конь · h3 белая пешка · a2 белая пешка · b2 белая пешка · c2 белая пешка · f2 белая пешка · g2 белая пешка · a1 белая ладья · c1 белый слон · d1 белая ладья · g1 белый король | a8 чёрная ладья · h8 чёрная ладья · a7 чёрная пешка · b7 чёрный слон · c7 чёрная пешка · f7 чёрный король · g7 чёрная пешка · b6 чёрная пешка · c6 чёрная пешка · d6 чёрный слон · f5 чёрный конь · g5 белый конь · h5 чёрная пешка · f4 белый конь · h3 белая пешка · a2 белая пешка · b2 белая пешка · c2 белая пешка · f2 белая пешка · g2 белая пешка · a1 белая ладья · c1 белый слон · d1 белая ладья · g1 белый король | a8 чёрная ладья · h8 чёрная ладья · a7 чёрная пешка · b7 чёрный слон · c7 чёрная пешка · f7 чёрный король · g7 чёрная пешка · b6 чёрная пешка · c6 чёрная пешка · d6 чёрный слон · f5 чёрный конь · g5 белый конь · h5 чёрная пешка · f4 белый конь · h3 белая пешка · a2 белая пешка · b2 белая пешка · c2 белая пешка · f2 белая пешка · g2 белая пешка · a1 белая ладья · c1 белый слон · d1 белая ладья · g1 белый король | a8 чёрная ладья · h8 чёрная ладья · a7 чёрная пешка · b7 чёрный слон · c7 чёрная пешка · f7 чёрный король · g7 чёрная пешка · b6 чёрная пешка · c6 чёрная пешка · d6 чёрный слон · f5 чёрный конь · g5 белый конь · h5 чёрная пешка · f4 белый конь · h3 белая пешка · a2 белая пешка · b2 белая пешка · c2 белая пешка · f2 белая пешка · g2 белая пешка · a1 белая ладья · c1 белый слон · d1 белая ладья · g1 белый король | a8 чёрная ладья · h8 чёрная ладья · a7 чёрная пешка · b7 чёрный слон · c7 чёрная пешка · f7 чёрный король · g7 чёрная пешка · b6 чёрная пешка · c6 чёрная пешка · d6 чёрный слон · f5 чёрный конь · g5 белый конь · h5 чёрная пешка · f4 белый конь · h3 белая пешка · a2 белая пешка · b2 белая пешка · c2 белая пешка · f2 белая пешка · g2 белая пешка · a1 белая ладья · c1 белый слон · d1 белая ладья · g1 белый король | a8 чёрная ладья · h8 чёрная ладья · a7 чёрная пешка · b7 чёрный слон · c7 чёрная пешка · f7 чёрный король · g7 чёрная пешка · b6 чёрная пешка · c6 чёрная пешка · d6 чёрный слон · f5 чёрный конь · g5 белый конь · h5 чёрная пешка · f4 белый конь · h3 белая пешка · a2 белая пешка · b2 белая пешка · c2 белая пешка · f2 белая пешка · g2 белая пешка · a1 белая ладья · c1 белый слон · d1 белая ладья · g1 белый король | a8 чёрная ладья · h8 чёрная ладья · a7 чёрная пешка · b7 чёрный слон · c7 чёрная пешка · f7 чёрный король · g7 чёрная пешка · b6 чёрная пешка · c6 чёрная пешка · d6 чёрный слон · f5 чёрный конь · g5 белый конь · h5 чёрная пешка · f4 белый конь · h3 белая пешка · a2 белая пешка · b2 белая пешка · c2 белая пешка · f2 белая пешка · g2 белая пешка · a1 белая ладья · c1 белый слон · d1 белая ладья · g1 белый король | a8 чёрная ладья · h8 чёрная ладья · a7 чёрная пешка · b7 чёрный слон · c7 чёрная пешка · f7 чёрный король · g7 чёрная пешка · b6 чёрная пешка · c6 чёрная пешка · d6 чёрный слон · f5 чёрный конь · g5 белый конь · h5 чёрная пешка · f4 белый конь · h3 белая пешка · a2 белая пешка · b2 белая пешка · c2 белая пешка · f2 белая пешка · g2 белая пешка · a1 белая ладья · c1 белый слон · d1 белая ладья · g1 белый король | 6 |
| 5 | a8 чёрная ладья · h8 чёрная ладья · a7 чёрная пешка · b7 чёрный слон · c7 чёрная пешка · f7 чёрный король · g7 чёрная пешка · b6 чёрная пешка · c6 чёрная пешка · d6 чёрный слон · f5 чёрный конь · g5 белый конь · h5 чёрная пешка · f4 белый конь · h3 белая пешка · a2 белая пешка · b2 белая пешка · c2 белая пешка · f2 белая пешка · g2 белая пешка · a1 белая ладья · c1 белый слон · d1 белая ладья · g1 белый король | a8 чёрная ладья · h8 чёрная ладья · a7 чёрная пешка · b7 чёрный слон · c7 чёрная пешка · f7 чёрный король · g7 чёрная пешка · b6 чёрная пешка · c6 чёрная пешка · d6 чёрный слон · f5 чёрный конь · g5 белый конь · h5 чёрная пешка · f4 белый конь · h3 белая пешка · a2 белая пешка · b2 белая пешка · c2 белая пешка · f2 белая пешка · g2 белая пешка · a1 белая ладья · c1 белый слон · d1 белая ладья · g1 белый король | a8 чёрная ладья · h8 чёрная ладья · a7 чёрная пешка · b7 чёрный слон · c7 чёрная пешка · f7 чёрный король · g7 чёрная пешка · b6 чёрная пешка · c6 чёрная пешка · d6 чёрный слон · f5 чёрный конь · g5 белый конь · h5 чёрная пешка · f4 белый конь · h3 белая пешка · a2 белая пешка · b2 белая пешка · c2 белая пешка · f2 белая пешка · g2 белая пешка · a1 белая ладья · c1 белый слон · d1 белая ладья · g1 белый король | a8 чёрная ладья · h8 чёрная ладья · a7 чёрная пешка · b7 чёрный слон · c7 чёрная пешка · f7 чёрный король · g7 чёрная пешка · b6 чёрная пешка · c6 чёрная пешка · d6 чёрный слон · f5 чёрный конь · g5 белый конь · h5 чёрная пешка · f4 белый конь · h3 белая пешка · a2 белая пешка · b2 белая пешка · c2 белая пешка · f2 белая пешка · g2 белая пешка · a1 белая ладья · c1 белый слон · d1 белая ладья · g1 белый король | a8 чёрная ладья · h8 чёрная ладья · a7 чёрная пешка · b7 чёрный слон · c7 чёрная пешка · f7 чёрный король · g7 чёрная пешка · b6 чёрная пешка · c6 чёрная пешка · d6 чёрный слон · f5 чёрный конь · g5 белый конь · h5 чёрная пешка · f4 белый конь · h3 белая пешка · a2 белая пешка · b2 белая пешка · c2 белая пешка · f2 белая пешка · g2 белая пешка · a1 белая ладья · c1 белый слон · d1 белая ладья · g1 белый король | a8 чёрная ладья · h8 чёрная ладья · a7 чёрная пешка · b7 чёрный слон · c7 чёрная пешка · f7 чёрный король · g7 чёрная пешка · b6 чёрная пешка · c6 чёрная пешка · d6 чёрный слон · f5 чёрный конь · g5 белый конь · h5 чёрная пешка · f4 белый конь · h3 белая пешка · a2 белая пешка · b2 белая пешка · c2 белая пешка · f2 белая пешка · g2 белая пешка · a1 белая ладья · c1 белый слон · d1 белая ладья · g1 белый король | a8 чёрная ладья · h8 чёрная ладья · a7 чёрная пешка · b7 чёрный слон · c7 чёрная пешка · f7 чёрный король · g7 чёрная пешка · b6 чёрная пешка · c6 чёрная пешка · d6 чёрный слон · f5 чёрный конь · g5 белый конь · h5 чёрная пешка · f4 белый конь · h3 белая пешка · a2 белая пешка · b2 белая пешка · c2 белая пешка · f2 белая пешка · g2 белая пешка · a1 белая ладья · c1 белый слон · d1 белая ладья · g1 белый король | a8 чёрная ладья · h8 чёрная ладья · a7 чёрная пешка · b7 чёрный слон · c7 чёрная пешка · f7 чёрный король · g7 чёрная пешка · b6 чёрная пешка · c6 чёрная пешка · d6 чёрный слон · f5 чёрный конь · g5 белый конь · h5 чёрная пешка · f4 белый конь · h3 белая пешка · a2 белая пешка · b2 белая пешка · c2 белая пешка · f2 белая пешка · g2 белая пешка · a1 белая ладья · c1 белый слон · d1 белая ладья · g1 белый король | 5 |
| 4 | a8 чёрная ладья · h8 чёрная ладья · a7 чёрная пешка · b7 чёрный слон · c7 чёрная пешка · f7 чёрный король · g7 чёрная пешка · b6 чёрная пешка · c6 чёрная пешка · d6 чёрный слон · f5 чёрный конь · g5 белый конь · h5 чёрная пешка · f4 белый конь · h3 белая пешка · a2 белая пешка · b2 белая пешка · c2 белая пешка · f2 белая пешка · g2 белая пешка · a1 белая ладья · c1 белый слон · d1 белая ладья · g1 белый король | a8 чёрная ладья · h8 чёрная ладья · a7 чёрная пешка · b7 чёрный слон · c7 чёрная пешка · f7 чёрный король · g7 чёрная пешка · b6 чёрная пешка · c6 чёрная пешка · d6 чёрный слон · f5 чёрный конь · g5 белый конь · h5 чёрная пешка · f4 белый конь · h3 белая пешка · a2 белая пешка · b2 белая пешка · c2 белая пешка · f2 белая пешка · g2 белая пешка · a1 белая ладья · c1 белый слон · d1 белая ладья · g1 белый король | a8 чёрная ладья · h8 чёрная ладья · a7 чёрная пешка · b7 чёрный слон · c7 чёрная пешка · f7 чёрный король · g7 чёрная пешка · b6 чёрная пешка · c6 чёрная пешка · d6 чёрный слон · f5 чёрный конь · g5 белый конь · h5 чёрная пешка · f4 белый конь · h3 белая пешка · a2 белая пешка · b2 белая пешка · c2 белая пешка · f2 белая пешка · g2 белая пешка · a1 белая ладья · c1 белый слон · d1 белая ладья · g1 белый король | a8 чёрная ладья · h8 чёрная ладья · a7 чёрная пешка · b7 чёрный слон · c7 чёрная пешка · f7 чёрный король · g7 чёрная пешка · b6 чёрная пешка · c6 чёрная пешка · d6 чёрный слон · f5 чёрный конь · g5 белый конь · h5 чёрная пешка · f4 белый конь · h3 белая пешка · a2 белая пешка · b2 белая пешка · c2 белая пешка · f2 белая пешка · g2 белая пешка · a1 белая ладья · c1 белый слон · d1 белая ладья · g1 белый король | a8 чёрная ладья · h8 чёрная ладья · a7 чёрная пешка · b7 чёрный слон · c7 чёрная пешка · f7 чёрный король · g7 чёрная пешка · b6 чёрная пешка · c6 чёрная пешка · d6 чёрный слон · f5 чёрный конь · g5 белый конь · h5 чёрная пешка · f4 белый конь · h3 белая пешка · a2 белая пешка · b2 белая пешка · c2 белая пешка · f2 белая пешка · g2 белая пешка · a1 белая ладья · c1 белый слон · d1 белая ладья · g1 белый король | a8 чёрная ладья · h8 чёрная ладья · a7 чёрная пешка · b7 чёрный слон · c7 чёрная пешка · f7 чёрный король · g7 чёрная пешка · b6 чёрная пешка · c6 чёрная пешка · d6 чёрный слон · f5 чёрный конь · g5 белый конь · h5 чёрная пешка · f4 белый конь · h3 белая пешка · a2 белая пешка · b2 белая пешка · c2 белая пешка · f2 белая пешка · g2 белая пешка · a1 белая ладья · c1 белый слон · d1 белая ладья · g1 белый король | a8 чёрная ладья · h8 чёрная ладья · a7 чёрная пешка · b7 чёрный слон · c7 чёрная пешка · f7 чёрный король · g7 чёрная пешка · b6 чёрная пешка · c6 чёрная пешка · d6 чёрный слон · f5 чёрный конь · g5 белый конь · h5 чёрная пешка · f4 белый конь · h3 белая пешка · a2 белая пешка · b2 белая пешка · c2 белая пешка · f2 белая пешка · g2 белая пешка · a1 белая ладья · c1 белый слон · d1 белая ладья · g1 белый король | a8 чёрная ладья · h8 чёрная ладья · a7 чёрная пешка · b7 чёрный слон · c7 чёрная пешка · f7 чёрный король · g7 чёрная пешка · b6 чёрная пешка · c6 чёрная пешка · d6 чёрный слон · f5 чёрный конь · g5 белый конь · h5 чёрная пешка · f4 белый конь · h3 белая пешка · a2 белая пешка · b2 белая пешка · c2 белая пешка · f2 белая пешка · g2 белая пешка · a1 белая ладья · c1 белый слон · d1 белая ладья · g1 белый король | 4 |
| 3 | a8 чёрная ладья · h8 чёрная ладья · a7 чёрная пешка · b7 чёрный слон · c7 чёрная пешка · f7 чёрный король · g7 чёрная пешка · b6 чёрная пешка · c6 чёрная пешка · d6 чёрный слон · f5 чёрный конь · g5 белый конь · h5 чёрная пешка · f4 белый конь · h3 белая пешка · a2 белая пешка · b2 белая пешка · c2 белая пешка · f2 белая пешка · g2 белая пешка · a1 белая ладья · c1 белый слон · d1 белая ладья · g1 белый король | a8 чёрная ладья · h8 чёрная ладья · a7 чёрная пешка · b7 чёрный слон · c7 чёрная пешка · f7 чёрный король · g7 чёрная пешка · b6 чёрная пешка · c6 чёрная пешка · d6 чёрный слон · f5 чёрный конь · g5 белый конь · h5 чёрная пешка · f4 белый конь · h3 белая пешка · a2 белая пешка · b2 белая пешка · c2 белая пешка · f2 белая пешка · g2 белая пешка · a1 белая ладья · c1 белый слон · d1 белая ладья · g1 белый король | a8 чёрная ладья · h8 чёрная ладья · a7 чёрная пешка · b7 чёрный слон · c7 чёрная пешка · f7 чёрный король · g7 чёрная пешка · b6 чёрная пешка · c6 чёрная пешка · d6 чёрный слон · f5 чёрный конь · g5 белый конь · h5 чёрная пешка · f4 белый конь · h3 белая пешка · a2 белая пешка · b2 белая пешка · c2 белая пешка · f2 белая пешка · g2 белая пешка · a1 белая ладья · c1 белый слон · d1 белая ладья · g1 белый король | a8 чёрная ладья · h8 чёрная ладья · a7 чёрная пешка · b7 чёрный слон · c7 чёрная пешка · f7 чёрный король · g7 чёрная пешка · b6 чёрная пешка · c6 чёрная пешка · d6 чёрный слон · f5 чёрный конь · g5 белый конь · h5 чёрная пешка · f4 белый конь · h3 белая пешка · a2 белая пешка · b2 белая пешка · c2 белая пешка · f2 белая пешка · g2 белая пешка · a1 белая ладья · c1 белый слон · d1 белая ладья · g1 белый король | a8 чёрная ладья · h8 чёрная ладья · a7 чёрная пешка · b7 чёрный слон · c7 чёрная пешка · f7 чёрный король · g7 чёрная пешка · b6 чёрная пешка · c6 чёрная пешка · d6 чёрный слон · f5 чёрный конь · g5 белый конь · h5 чёрная пешка · f4 белый конь · h3 белая пешка · a2 белая пешка · b2 белая пешка · c2 белая пешка · f2 белая пешка · g2 белая пешка · a1 белая ладья · c1 белый слон · d1 белая ладья · g1 белый король | a8 чёрная ладья · h8 чёрная ладья · a7 чёрная пешка · b7 чёрный слон · c7 чёрная пешка · f7 чёрный король · g7 чёрная пешка · b6 чёрная пешка · c6 чёрная пешка · d6 чёрный слон · f5 чёрный конь · g5 белый конь · h5 чёрная пешка · f4 белый конь · h3 белая пешка · a2 белая пешка · b2 белая пешка · c2 белая пешка · f2 белая пешка · g2 белая пешка · a1 белая ладья · c1 белый слон · d1 белая ладья · g1 белый король | a8 чёрная ладья · h8 чёрная ладья · a7 чёрная пешка · b7 чёрный слон · c7 чёрная пешка · f7 чёрный король · g7 чёрная пешка · b6 чёрная пешка · c6 чёрная пешка · d6 чёрный слон · f5 чёрный конь · g5 белый конь · h5 чёрная пешка · f4 белый конь · h3 белая пешка · a2 белая пешка · b2 белая пешка · c2 белая пешка · f2 белая пешка · g2 белая пешка · a1 белая ладья · c1 белый слон · d1 белая ладья · g1 белый король | a8 чёрная ладья · h8 чёрная ладья · a7 чёрная пешка · b7 чёрный слон · c7 чёрная пешка · f7 чёрный король · g7 чёрная пешка · b6 чёрная пешка · c6 чёрная пешка · d6 чёрный слон · f5 чёрный конь · g5 белый конь · h5 чёрная пешка · f4 белый конь · h3 белая пешка · a2 белая пешка · b2 белая пешка · c2 белая пешка · f2 белая пешка · g2 белая пешка · a1 белая ладья · c1 белый слон · d1 белая ладья · g1 белый король | 3 |
| 2 | a8 чёрная ладья · h8 чёрная ладья · a7 чёрная пешка · b7 чёрный слон · c7 чёрная пешка · f7 чёрный король · g7 чёрная пешка · b6 чёрная пешка · c6 чёрная пешка · d6 чёрный слон · f5 чёрный конь · g5 белый конь · h5 чёрная пешка · f4 белый конь · h3 белая пешка · a2 белая пешка · b2 белая пешка · c2 белая пешка · f2 белая пешка · g2 белая пешка · a1 белая ладья · c1 белый слон · d1 белая ладья · g1 белый король | a8 чёрная ладья · h8 чёрная ладья · a7 чёрная пешка · b7 чёрный слон · c7 чёрная пешка · f7 чёрный король · g7 чёрная пешка · b6 чёрная пешка · c6 чёрная пешка · d6 чёрный слон · f5 чёрный конь · g5 белый конь · h5 чёрная пешка · f4 белый конь · h3 белая пешка · a2 белая пешка · b2 белая пешка · c2 белая пешка · f2 белая пешка · g2 белая пешка · a1 белая ладья · c1 белый слон · d1 белая ладья · g1 белый король | a8 чёрная ладья · h8 чёрная ладья · a7 чёрная пешка · b7 чёрный слон · c7 чёрная пешка · f7 чёрный король · g7 чёрная пешка · b6 чёрная пешка · c6 чёрная пешка · d6 чёрный слон · f5 чёрный конь · g5 белый конь · h5 чёрная пешка · f4 белый конь · h3 белая пешка · a2 белая пешка · b2 белая пешка · c2 белая пешка · f2 белая пешка · g2 белая пешка · a1 белая ладья · c1 белый слон · d1 белая ладья · g1 белый король | a8 чёрная ладья · h8 чёрная ладья · a7 чёрная пешка · b7 чёрный слон · c7 чёрная пешка · f7 чёрный король · g7 чёрная пешка · b6 чёрная пешка · c6 чёрная пешка · d6 чёрный слон · f5 чёрный конь · g5 белый конь · h5 чёрная пешка · f4 белый конь · h3 белая пешка · a2 белая пешка · b2 белая пешка · c2 белая пешка · f2 белая пешка · g2 белая пешка · a1 белая ладья · c1 белый слон · d1 белая ладья · g1 белый король | a8 чёрная ладья · h8 чёрная ладья · a7 чёрная пешка · b7 чёрный слон · c7 чёрная пешка · f7 чёрный король · g7 чёрная пешка · b6 чёрная пешка · c6 чёрная пешка · d6 чёрный слон · f5 чёрный конь · g5 белый конь · h5 чёрная пешка · f4 белый конь · h3 белая пешка · a2 белая пешка · b2 белая пешка · c2 белая пешка · f2 белая пешка · g2 белая пешка · a1 белая ладья · c1 белый слон · d1 белая ладья · g1 белый король | a8 чёрная ладья · h8 чёрная ладья · a7 чёрная пешка · b7 чёрный слон · c7 чёрная пешка · f7 чёрный король · g7 чёрная пешка · b6 чёрная пешка · c6 чёрная пешка · d6 чёрный слон · f5 чёрный конь · g5 белый конь · h5 чёрная пешка · f4 белый конь · h3 белая пешка · a2 белая пешка · b2 белая пешка · c2 белая пешка · f2 белая пешка · g2 белая пешка · a1 белая ладья · c1 белый слон · d1 белая ладья · g1 белый король | a8 чёрная ладья · h8 чёрная ладья · a7 чёрная пешка · b7 чёрный слон · c7 чёрная пешка · f7 чёрный король · g7 чёрная пешка · b6 чёрная пешка · c6 чёрная пешка · d6 чёрный слон · f5 чёрный конь · g5 белый конь · h5 чёрная пешка · f4 белый конь · h3 белая пешка · a2 белая пешка · b2 белая пешка · c2 белая пешка · f2 белая пешка · g2 белая пешка · a1 белая ладья · c1 белый слон · d1 белая ладья · g1 белый король | a8 чёрная ладья · h8 чёрная ладья · a7 чёрная пешка · b7 чёрный слон · c7 чёрная пешка · f7 чёрный король · g7 чёрная пешка · b6 чёрная пешка · c6 чёрная пешка · d6 чёрный слон · f5 чёрный конь · g5 белый конь · h5 чёрная пешка · f4 белый конь · h3 белая пешка · a2 белая пешка · b2 белая пешка · c2 белая пешка · f2 белая пешка · g2 белая пешка · a1 белая ладья · c1 белый слон · d1 белая ладья · g1 белый король | 2 |
| 1 | a8 чёрная ладья · h8 чёрная ладья · a7 чёрная пешка · b7 чёрный слон · c7 чёрная пешка · f7 чёрный король · g7 чёрная пешка · b6 чёрная пешка · c6 чёрная пешка · d6 чёрный слон · f5 чёрный конь · g5 белый конь · h5 чёрная пешка · f4 белый конь · h3 белая пешка · a2 белая пешка · b2 белая пешка · c2 белая пешка · f2 белая пешка · g2 белая пешка · a1 белая ладья · c1 белый слон · d1 белая ладья · g1 белый король | a8 чёрная ладья · h8 чёрная ладья · a7 чёрная пешка · b7 чёрный слон · c7 чёрная пешка · f7 чёрный король · g7 чёрная пешка · b6 чёрная пешка · c6 чёрная пешка · d6 чёрный слон · f5 чёрный конь · g5 белый конь · h5 чёрная пешка · f4 белый конь · h3 белая пешка · a2 белая пешка · b2 белая пешка · c2 белая пешка · f2 белая пешка · g2 белая пешка · a1 белая ладья · c1 белый слон · d1 белая ладья · g1 белый король | a8 чёрная ладья · h8 чёрная ладья · a7 чёрная пешка · b7 чёрный слон · c7 чёрная пешка · f7 чёрный король · g7 чёрная пешка · b6 чёрная пешка · c6 чёрная пешка · d6 чёрный слон · f5 чёрный конь · g5 белый конь · h5 чёрная пешка · f4 белый конь · h3 белая пешка · a2 белая пешка · b2 белая пешка · c2 белая пешка · f2 белая пешка · g2 белая пешка · a1 белая ладья · c1 белый слон · d1 белая ладья · g1 белый король | a8 чёрная ладья · h8 чёрная ладья · a7 чёрная пешка · b7 чёрный слон · c7 чёрная пешка · f7 чёрный король · g7 чёрная пешка · b6 чёрная пешка · c6 чёрная пешка · d6 чёрный слон · f5 чёрный конь · g5 белый конь · h5 чёрная пешка · f4 белый конь · h3 белая пешка · a2 белая пешка · b2 белая пешка · c2 белая пешка · f2 белая пешка · g2 белая пешка · a1 белая ладья · c1 белый слон · d1 белая ладья · g1 белый король | a8 чёрная ладья · h8 чёрная ладья · a7 чёрная пешка · b7 чёрный слон · c7 чёрная пешка · f7 чёрный король · g7 чёрная пешка · b6 чёрная пешка · c6 чёрная пешка · d6 чёрный слон · f5 чёрный конь · g5 белый конь · h5 чёрная пешка · f4 белый конь · h3 белая пешка · a2 белая пешка · b2 белая пешка · c2 белая пешка · f2 белая пешка · g2 белая пешка · a1 белая ладья · c1 белый слон · d1 белая ладья · g1 белый король | a8 чёрная ладья · h8 чёрная ладья · a7 чёрная пешка · b7 чёрный слон · c7 чёрная пешка · f7 чёрный король · g7 чёрная пешка · b6 чёрная пешка · c6 чёрная пешка · d6 чёрный слон · f5 чёрный конь · g5 белый конь · h5 чёрная пешка · f4 белый конь · h3 белая пешка · a2 белая пешка · b2 белая пешка · c2 белая пешка · f2 белая пешка · g2 белая пешка · a1 белая ладья · c1 белый слон · d1 белая ладья · g1 белый король | a8 чёрная ладья · h8 чёрная ладья · a7 чёрная пешка · b7 чёрный слон · c7 чёрная пешка · f7 чёрный король · g7 чёрная пешка · b6 чёрная пешка · c6 чёрная пешка · d6 чёрный слон · f5 чёрный конь · g5 белый конь · h5 чёрная пешка · f4 белый конь · h3 белая пешка · a2 белая пешка · b2 белая пешка · c2 белая пешка · f2 белая пешка · g2 белая пешка · a1 белая ладья · c1 белый слон · d1 белая ладья · g1 белый король | a8 чёрная ладья · h8 чёрная ладья · a7 чёрная пешка · b7 чёрный слон · c7 чёрная пешка · f7 чёрный король · g7 чёрная пешка · b6 чёрная пешка · c6 чёрная пешка · d6 чёрный слон · f5 чёрный конь · g5 белый конь · h5 чёрная пешка · f4 белый конь · h3 белая пешка · a2 белая пешка · b2 белая пешка · c2 белая пешка · f2 белая пешка · g2 белая пешка · a1 белая ладья · c1 белый слон · d1 белая ладья · g1 белый король | 1 |
|   | a | b | c | d | e | f | g | h |   |

Карлсен — Ананд

20 ноября

Испанская партия (С67)

1.e4 e5 2.Кf3 Кс6 3.Сb5 Кf6 4.0-0 Кхе4 5.d4 Кd6 6.Схс6 dxc6 7.dxe5 Кf5 8.Фхd8+ Крхd8 9.h3 Кре8 10.Кс3 h5 11.Ке2 b6 12.Лd1 Са6 13.Кf4 Сb7 14.e6 Сd6 15.exf7+ Крхf7 16.Кg5+ Крf6 17.Ке4+ Крf7 18.Кg5+ Крf6 19.Ке4+ Крf7 20.Кg5+ ½−½

Просмотр партии на сайте: www.chessgames.com

### Десятая партия
|   | a | b | c | d | e | f | g | h |   |
| - | --- | --- | --- | --- | --- | --- | --- | --- | - |
| 8 | g8 чёрный король · a7 чёрная пешка · b7 чёрная пешка · d7 чёрная ладья · f7 чёрная пешка · d6 белая пешка · g6 чёрная пешка · c5 чёрная пешка · e5 чёрная ладья · b4 чёрный конь · h4 белая пешка · f3 белый слон · a2 белая пешка · d2 белая ладья · f2 белая пешка · g2 белая пешка · c1 белая ладья · g1 белый король | g8 чёрный король · a7 чёрная пешка · b7 чёрная пешка · d7 чёрная ладья · f7 чёрная пешка · d6 белая пешка · g6 чёрная пешка · c5 чёрная пешка · e5 чёрная ладья · b4 чёрный конь · h4 белая пешка · f3 белый слон · a2 белая пешка · d2 белая ладья · f2 белая пешка · g2 белая пешка · c1 белая ладья · g1 белый король | g8 чёрный король · a7 чёрная пешка · b7 чёрная пешка · d7 чёрная ладья · f7 чёрная пешка · d6 белая пешка · g6 чёрная пешка · c5 чёрная пешка · e5 чёрная ладья · b4 чёрный конь · h4 белая пешка · f3 белый слон · a2 белая пешка · d2 белая ладья · f2 белая пешка · g2 белая пешка · c1 белая ладья · g1 белый король | g8 чёрный король · a7 чёрная пешка · b7 чёрная пешка · d7 чёрная ладья · f7 чёрная пешка · d6 белая пешка · g6 чёрная пешка · c5 чёрная пешка · e5 чёрная ладья · b4 чёрный конь · h4 белая пешка · f3 белый слон · a2 белая пешка · d2 белая ладья · f2 белая пешка · g2 белая пешка · c1 белая ладья · g1 белый король | g8 чёрный король · a7 чёрная пешка · b7 чёрная пешка · d7 чёрная ладья · f7 чёрная пешка · d6 белая пешка · g6 чёрная пешка · c5 чёрная пешка · e5 чёрная ладья · b4 чёрный конь · h4 белая пешка · f3 белый слон · a2 белая пешка · d2 белая ладья · f2 белая пешка · g2 белая пешка · c1 белая ладья · g1 белый король | g8 чёрный король · a7 чёрная пешка · b7 чёрная пешка · d7 чёрная ладья · f7 чёрная пешка · d6 белая пешка · g6 чёрная пешка · c5 чёрная пешка · e5 чёрная ладья · b4 чёрный конь · h4 белая пешка · f3 белый слон · a2 белая пешка · d2 белая ладья · f2 белая пешка · g2 белая пешка · c1 белая ладья · g1 белый король | g8 чёрный король · a7 чёрная пешка · b7 чёрная пешка · d7 чёрная ладья · f7 чёрная пешка · d6 белая пешка · g6 чёрная пешка · c5 чёрная пешка · e5 чёрная ладья · b4 чёрный конь · h4 белая пешка · f3 белый слон · a2 белая пешка · d2 белая ладья · f2 белая пешка · g2 белая пешка · c1 белая ладья · g1 белый король | g8 чёрный король · a7 чёрная пешка · b7 чёрная пешка · d7 чёрная ладья · f7 чёрная пешка · d6 белая пешка · g6 чёрная пешка · c5 чёрная пешка · e5 чёрная ладья · b4 чёрный конь · h4 белая пешка · f3 белый слон · a2 белая пешка · d2 белая ладья · f2 белая пешка · g2 белая пешка · c1 белая ладья · g1 белый король | 8 |
| 7 | g8 чёрный король · a7 чёрная пешка · b7 чёрная пешка · d7 чёрная ладья · f7 чёрная пешка · d6 белая пешка · g6 чёрная пешка · c5 чёрная пешка · e5 чёрная ладья · b4 чёрный конь · h4 белая пешка · f3 белый слон · a2 белая пешка · d2 белая ладья · f2 белая пешка · g2 белая пешка · c1 белая ладья · g1 белый король | g8 чёрный король · a7 чёрная пешка · b7 чёрная пешка · d7 чёрная ладья · f7 чёрная пешка · d6 белая пешка · g6 чёрная пешка · c5 чёрная пешка · e5 чёрная ладья · b4 чёрный конь · h4 белая пешка · f3 белый слон · a2 белая пешка · d2 белая ладья · f2 белая пешка · g2 белая пешка · c1 белая ладья · g1 белый король | g8 чёрный король · a7 чёрная пешка · b7 чёрная пешка · d7 чёрная ладья · f7 чёрная пешка · d6 белая пешка · g6 чёрная пешка · c5 чёрная пешка · e5 чёрная ладья · b4 чёрный конь · h4 белая пешка · f3 белый слон · a2 белая пешка · d2 белая ладья · f2 белая пешка · g2 белая пешка · c1 белая ладья · g1 белый король | g8 чёрный король · a7 чёрная пешка · b7 чёрная пешка · d7 чёрная ладья · f7 чёрная пешка · d6 белая пешка · g6 чёрная пешка · c5 чёрная пешка · e5 чёрная ладья · b4 чёрный конь · h4 белая пешка · f3 белый слон · a2 белая пешка · d2 белая ладья · f2 белая пешка · g2 белая пешка · c1 белая ладья · g1 белый король | g8 чёрный король · a7 чёрная пешка · b7 чёрная пешка · d7 чёрная ладья · f7 чёрная пешка · d6 белая пешка · g6 чёрная пешка · c5 чёрная пешка · e5 чёрная ладья · b4 чёрный конь · h4 белая пешка · f3 белый слон · a2 белая пешка · d2 белая ладья · f2 белая пешка · g2 белая пешка · c1 белая ладья · g1 белый король | g8 чёрный король · a7 чёрная пешка · b7 чёрная пешка · d7 чёрная ладья · f7 чёрная пешка · d6 белая пешка · g6 чёрная пешка · c5 чёрная пешка · e5 чёрная ладья · b4 чёрный конь · h4 белая пешка · f3 белый слон · a2 белая пешка · d2 белая ладья · f2 белая пешка · g2 белая пешка · c1 белая ладья · g1 белый король | g8 чёрный король · a7 чёрная пешка · b7 чёрная пешка · d7 чёрная ладья · f7 чёрная пешка · d6 белая пешка · g6 чёрная пешка · c5 чёрная пешка · e5 чёрная ладья · b4 чёрный конь · h4 белая пешка · f3 белый слон · a2 белая пешка · d2 белая ладья · f2 белая пешка · g2 белая пешка · c1 белая ладья · g1 белый король | g8 чёрный король · a7 чёрная пешка · b7 чёрная пешка · d7 чёрная ладья · f7 чёрная пешка · d6 белая пешка · g6 чёрная пешка · c5 чёрная пешка · e5 чёрная ладья · b4 чёрный конь · h4 белая пешка · f3 белый слон · a2 белая пешка · d2 белая ладья · f2 белая пешка · g2 белая пешка · c1 белая ладья · g1 белый король | 7 |
| 6 | g8 чёрный король · a7 чёрная пешка · b7 чёрная пешка · d7 чёрная ладья · f7 чёрная пешка · d6 белая пешка · g6 чёрная пешка · c5 чёрная пешка · e5 чёрная ладья · b4 чёрный конь · h4 белая пешка · f3 белый слон · a2 белая пешка · d2 белая ладья · f2 белая пешка · g2 белая пешка · c1 белая ладья · g1 белый король | g8 чёрный король · a7 чёрная пешка · b7 чёрная пешка · d7 чёрная ладья · f7 чёрная пешка · d6 белая пешка · g6 чёрная пешка · c5 чёрная пешка · e5 чёрная ладья · b4 чёрный конь · h4 белая пешка · f3 белый слон · a2 белая пешка · d2 белая ладья · f2 белая пешка · g2 белая пешка · c1 белая ладья · g1 белый король | g8 чёрный король · a7 чёрная пешка · b7 чёрная пешка · d7 чёрная ладья · f7 чёрная пешка · d6 белая пешка · g6 чёрная пешка · c5 чёрная пешка · e5 чёрная ладья · b4 чёрный конь · h4 белая пешка · f3 белый слон · a2 белая пешка · d2 белая ладья · f2 белая пешка · g2 белая пешка · c1 белая ладья · g1 белый король | g8 чёрный король · a7 чёрная пешка · b7 чёрная пешка · d7 чёрная ладья · f7 чёрная пешка · d6 белая пешка · g6 чёрная пешка · c5 чёрная пешка · e5 чёрная ладья · b4 чёрный конь · h4 белая пешка · f3 белый слон · a2 белая пешка · d2 белая ладья · f2 белая пешка · g2 белая пешка · c1 белая ладья · g1 белый король | g8 чёрный король · a7 чёрная пешка · b7 чёрная пешка · d7 чёрная ладья · f7 чёрная пешка · d6 белая пешка · g6 чёрная пешка · c5 чёрная пешка · e5 чёрная ладья · b4 чёрный конь · h4 белая пешка · f3 белый слон · a2 белая пешка · d2 белая ладья · f2 белая пешка · g2 белая пешка · c1 белая ладья · g1 белый король | g8 чёрный король · a7 чёрная пешка · b7 чёрная пешка · d7 чёрная ладья · f7 чёрная пешка · d6 белая пешка · g6 чёрная пешка · c5 чёрная пешка · e5 чёрная ладья · b4 чёрный конь · h4 белая пешка · f3 белый слон · a2 белая пешка · d2 белая ладья · f2 белая пешка · g2 белая пешка · c1 белая ладья · g1 белый король | g8 чёрный король · a7 чёрная пешка · b7 чёрная пешка · d7 чёрная ладья · f7 чёрная пешка · d6 белая пешка · g6 чёрная пешка · c5 чёрная пешка · e5 чёрная ладья · b4 чёрный конь · h4 белая пешка · f3 белый слон · a2 белая пешка · d2 белая ладья · f2 белая пешка · g2 белая пешка · c1 белая ладья · g1 белый король | g8 чёрный король · a7 чёрная пешка · b7 чёрная пешка · d7 чёрная ладья · f7 чёрная пешка · d6 белая пешка · g6 чёрная пешка · c5 чёрная пешка · e5 чёрная ладья · b4 чёрный конь · h4 белая пешка · f3 белый слон · a2 белая пешка · d2 белая ладья · f2 белая пешка · g2 белая пешка · c1 белая ладья · g1 белый король | 6 |
| 5 | g8 чёрный король · a7 чёрная пешка · b7 чёрная пешка · d7 чёрная ладья · f7 чёрная пешка · d6 белая пешка · g6 чёрная пешка · c5 чёрная пешка · e5 чёрная ладья · b4 чёрный конь · h4 белая пешка · f3 белый слон · a2 белая пешка · d2 белая ладья · f2 белая пешка · g2 белая пешка · c1 белая ладья · g1 белый король | g8 чёрный король · a7 чёрная пешка · b7 чёрная пешка · d7 чёрная ладья · f7 чёрная пешка · d6 белая пешка · g6 чёрная пешка · c5 чёрная пешка · e5 чёрная ладья · b4 чёрный конь · h4 белая пешка · f3 белый слон · a2 белая пешка · d2 белая ладья · f2 белая пешка · g2 белая пешка · c1 белая ладья · g1 белый король | g8 чёрный король · a7 чёрная пешка · b7 чёрная пешка · d7 чёрная ладья · f7 чёрная пешка · d6 белая пешка · g6 чёрная пешка · c5 чёрная пешка · e5 чёрная ладья · b4 чёрный конь · h4 белая пешка · f3 белый слон · a2 белая пешка · d2 белая ладья · f2 белая пешка · g2 белая пешка · c1 белая ладья · g1 белый король | g8 чёрный король · a7 чёрная пешка · b7 чёрная пешка · d7 чёрная ладья · f7 чёрная пешка · d6 белая пешка · g6 чёрная пешка · c5 чёрная пешка · e5 чёрная ладья · b4 чёрный конь · h4 белая пешка · f3 белый слон · a2 белая пешка · d2 белая ладья · f2 белая пешка · g2 белая пешка · c1 белая ладья · g1 белый король | g8 чёрный король · a7 чёрная пешка · b7 чёрная пешка · d7 чёрная ладья · f7 чёрная пешка · d6 белая пешка · g6 чёрная пешка · c5 чёрная пешка · e5 чёрная ладья · b4 чёрный конь · h4 белая пешка · f3 белый слон · a2 белая пешка · d2 белая ладья · f2 белая пешка · g2 белая пешка · c1 белая ладья · g1 белый король | g8 чёрный король · a7 чёрная пешка · b7 чёрная пешка · d7 чёрная ладья · f7 чёрная пешка · d6 белая пешка · g6 чёрная пешка · c5 чёрная пешка · e5 чёрная ладья · b4 чёрный конь · h4 белая пешка · f3 белый слон · a2 белая пешка · d2 белая ладья · f2 белая пешка · g2 белая пешка · c1 белая ладья · g1 белый король | g8 чёрный король · a7 чёрная пешка · b7 чёрная пешка · d7 чёрная ладья · f7 чёрная пешка · d6 белая пешка · g6 чёрная пешка · c5 чёрная пешка · e5 чёрная ладья · b4 чёрный конь · h4 белая пешка · f3 белый слон · a2 белая пешка · d2 белая ладья · f2 белая пешка · g2 белая пешка · c1 белая ладья · g1 белый король | g8 чёрный король · a7 чёрная пешка · b7 чёрная пешка · d7 чёрная ладья · f7 чёрная пешка · d6 белая пешка · g6 чёрная пешка · c5 чёрная пешка · e5 чёрная ладья · b4 чёрный конь · h4 белая пешка · f3 белый слон · a2 белая пешка · d2 белая ладья · f2 белая пешка · g2 белая пешка · c1 белая ладья · g1 белый король | 5 |
| 4 | g8 чёрный король · a7 чёрная пешка · b7 чёрная пешка · d7 чёрная ладья · f7 чёрная пешка · d6 белая пешка · g6 чёрная пешка · c5 чёрная пешка · e5 чёрная ладья · b4 чёрный конь · h4 белая пешка · f3 белый слон · a2 белая пешка · d2 белая ладья · f2 белая пешка · g2 белая пешка · c1 белая ладья · g1 белый король | g8 чёрный король · a7 чёрная пешка · b7 чёрная пешка · d7 чёрная ладья · f7 чёрная пешка · d6 белая пешка · g6 чёрная пешка · c5 чёрная пешка · e5 чёрная ладья · b4 чёрный конь · h4 белая пешка · f3 белый слон · a2 белая пешка · d2 белая ладья · f2 белая пешка · g2 белая пешка · c1 белая ладья · g1 белый король | g8 чёрный король · a7 чёрная пешка · b7 чёрная пешка · d7 чёрная ладья · f7 чёрная пешка · d6 белая пешка · g6 чёрная пешка · c5 чёрная пешка · e5 чёрная ладья · b4 чёрный конь · h4 белая пешка · f3 белый слон · a2 белая пешка · d2 белая ладья · f2 белая пешка · g2 белая пешка · c1 белая ладья · g1 белый король | g8 чёрный король · a7 чёрная пешка · b7 чёрная пешка · d7 чёрная ладья · f7 чёрная пешка · d6 белая пешка · g6 чёрная пешка · c5 чёрная пешка · e5 чёрная ладья · b4 чёрный конь · h4 белая пешка · f3 белый слон · a2 белая пешка · d2 белая ладья · f2 белая пешка · g2 белая пешка · c1 белая ладья · g1 белый король | g8 чёрный король · a7 чёрная пешка · b7 чёрная пешка · d7 чёрная ладья · f7 чёрная пешка · d6 белая пешка · g6 чёрная пешка · c5 чёрная пешка · e5 чёрная ладья · b4 чёрный конь · h4 белая пешка · f3 белый слон · a2 белая пешка · d2 белая ладья · f2 белая пешка · g2 белая пешка · c1 белая ладья · g1 белый король | g8 чёрный король · a7 чёрная пешка · b7 чёрная пешка · d7 чёрная ладья · f7 чёрная пешка · d6 белая пешка · g6 чёрная пешка · c5 чёрная пешка · e5 чёрная ладья · b4 чёрный конь · h4 белая пешка · f3 белый слон · a2 белая пешка · d2 белая ладья · f2 белая пешка · g2 белая пешка · c1 белая ладья · g1 белый король | g8 чёрный король · a7 чёрная пешка · b7 чёрная пешка · d7 чёрная ладья · f7 чёрная пешка · d6 белая пешка · g6 чёрная пешка · c5 чёрная пешка · e5 чёрная ладья · b4 чёрный конь · h4 белая пешка · f3 белый слон · a2 белая пешка · d2 белая ладья · f2 белая пешка · g2 белая пешка · c1 белая ладья · g1 белый король | g8 чёрный король · a7 чёрная пешка · b7 чёрная пешка · d7 чёрная ладья · f7 чёрная пешка · d6 белая пешка · g6 чёрная пешка · c5 чёрная пешка · e5 чёрная ладья · b4 чёрный конь · h4 белая пешка · f3 белый слон · a2 белая пешка · d2 белая ладья · f2 белая пешка · g2 белая пешка · c1 белая ладья · g1 белый король | 4 |
| 3 | g8 чёрный король · a7 чёрная пешка · b7 чёрная пешка · d7 чёрная ладья · f7 чёрная пешка · d6 белая пешка · g6 чёрная пешка · c5 чёрная пешка · e5 чёрная ладья · b4 чёрный конь · h4 белая пешка · f3 белый слон · a2 белая пешка · d2 белая ладья · f2 белая пешка · g2 белая пешка · c1 белая ладья · g1 белый король | g8 чёрный король · a7 чёрная пешка · b7 чёрная пешка · d7 чёрная ладья · f7 чёрная пешка · d6 белая пешка · g6 чёрная пешка · c5 чёрная пешка · e5 чёрная ладья · b4 чёрный конь · h4 белая пешка · f3 белый слон · a2 белая пешка · d2 белая ладья · f2 белая пешка · g2 белая пешка · c1 белая ладья · g1 белый король | g8 чёрный король · a7 чёрная пешка · b7 чёрная пешка · d7 чёрная ладья · f7 чёрная пешка · d6 белая пешка · g6 чёрная пешка · c5 чёрная пешка · e5 чёрная ладья · b4 чёрный конь · h4 белая пешка · f3 белый слон · a2 белая пешка · d2 белая ладья · f2 белая пешка · g2 белая пешка · c1 белая ладья · g1 белый король | g8 чёрный король · a7 чёрная пешка · b7 чёрная пешка · d7 чёрная ладья · f7 чёрная пешка · d6 белая пешка · g6 чёрная пешка · c5 чёрная пешка · e5 чёрная ладья · b4 чёрный конь · h4 белая пешка · f3 белый слон · a2 белая пешка · d2 белая ладья · f2 белая пешка · g2 белая пешка · c1 белая ладья · g1 белый король | g8 чёрный король · a7 чёрная пешка · b7 чёрная пешка · d7 чёрная ладья · f7 чёрная пешка · d6 белая пешка · g6 чёрная пешка · c5 чёрная пешка · e5 чёрная ладья · b4 чёрный конь · h4 белая пешка · f3 белый слон · a2 белая пешка · d2 белая ладья · f2 белая пешка · g2 белая пешка · c1 белая ладья · g1 белый король | g8 чёрный король · a7 чёрная пешка · b7 чёрная пешка · d7 чёрная ладья · f7 чёрная пешка · d6 белая пешка · g6 чёрная пешка · c5 чёрная пешка · e5 чёрная ладья · b4 чёрный конь · h4 белая пешка · f3 белый слон · a2 белая пешка · d2 белая ладья · f2 белая пешка · g2 белая пешка · c1 белая ладья · g1 белый король | g8 чёрный король · a7 чёрная пешка · b7 чёрная пешка · d7 чёрная ладья · f7 чёрная пешка · d6 белая пешка · g6 чёрная пешка · c5 чёрная пешка · e5 чёрная ладья · b4 чёрный конь · h4 белая пешка · f3 белый слон · a2 белая пешка · d2 белая ладья · f2 белая пешка · g2 белая пешка · c1 белая ладья · g1 белый король | g8 чёрный король · a7 чёрная пешка · b7 чёрная пешка · d7 чёрная ладья · f7 чёрная пешка · d6 белая пешка · g6 чёрная пешка · c5 чёрная пешка · e5 чёрная ладья · b4 чёрный конь · h4 белая пешка · f3 белый слон · a2 белая пешка · d2 белая ладья · f2 белая пешка · g2 белая пешка · c1 белая ладья · g1 белый король | 3 |
| 2 | g8 чёрный король · a7 чёрная пешка · b7 чёрная пешка · d7 чёрная ладья · f7 чёрная пешка · d6 белая пешка · g6 чёрная пешка · c5 чёрная пешка · e5 чёрная ладья · b4 чёрный конь · h4 белая пешка · f3 белый слон · a2 белая пешка · d2 белая ладья · f2 белая пешка · g2 белая пешка · c1 белая ладья · g1 белый король | g8 чёрный король · a7 чёрная пешка · b7 чёрная пешка · d7 чёрная ладья · f7 чёрная пешка · d6 белая пешка · g6 чёрная пешка · c5 чёрная пешка · e5 чёрная ладья · b4 чёрный конь · h4 белая пешка · f3 белый слон · a2 белая пешка · d2 белая ладья · f2 белая пешка · g2 белая пешка · c1 белая ладья · g1 белый король | g8 чёрный король · a7 чёрная пешка · b7 чёрная пешка · d7 чёрная ладья · f7 чёрная пешка · d6 белая пешка · g6 чёрная пешка · c5 чёрная пешка · e5 чёрная ладья · b4 чёрный конь · h4 белая пешка · f3 белый слон · a2 белая пешка · d2 белая ладья · f2 белая пешка · g2 белая пешка · c1 белая ладья · g1 белый король | g8 чёрный король · a7 чёрная пешка · b7 чёрная пешка · d7 чёрная ладья · f7 чёрная пешка · d6 белая пешка · g6 чёрная пешка · c5 чёрная пешка · e5 чёрная ладья · b4 чёрный конь · h4 белая пешка · f3 белый слон · a2 белая пешка · d2 белая ладья · f2 белая пешка · g2 белая пешка · c1 белая ладья · g1 белый король | g8 чёрный король · a7 чёрная пешка · b7 чёрная пешка · d7 чёрная ладья · f7 чёрная пешка · d6 белая пешка · g6 чёрная пешка · c5 чёрная пешка · e5 чёрная ладья · b4 чёрный конь · h4 белая пешка · f3 белый слон · a2 белая пешка · d2 белая ладья · f2 белая пешка · g2 белая пешка · c1 белая ладья · g1 белый король | g8 чёрный король · a7 чёрная пешка · b7 чёрная пешка · d7 чёрная ладья · f7 чёрная пешка · d6 белая пешка · g6 чёрная пешка · c5 чёрная пешка · e5 чёрная ладья · b4 чёрный конь · h4 белая пешка · f3 белый слон · a2 белая пешка · d2 белая ладья · f2 белая пешка · g2 белая пешка · c1 белая ладья · g1 белый король | g8 чёрный король · a7 чёрная пешка · b7 чёрная пешка · d7 чёрная ладья · f7 чёрная пешка · d6 белая пешка · g6 чёрная пешка · c5 чёрная пешка · e5 чёрная ладья · b4 чёрный конь · h4 белая пешка · f3 белый слон · a2 белая пешка · d2 белая ладья · f2 белая пешка · g2 белая пешка · c1 белая ладья · g1 белый король | g8 чёрный король · a7 чёрная пешка · b7 чёрная пешка · d7 чёрная ладья · f7 чёрная пешка · d6 белая пешка · g6 чёрная пешка · c5 чёрная пешка · e5 чёрная ладья · b4 чёрный конь · h4 белая пешка · f3 белый слон · a2 белая пешка · d2 белая ладья · f2 белая пешка · g2 белая пешка · c1 белая ладья · g1 белый король | 2 |
| 1 | g8 чёрный король · a7 чёрная пешка · b7 чёрная пешка · d7 чёрная ладья · f7 чёрная пешка · d6 белая пешка · g6 чёрная пешка · c5 чёрная пешка · e5 чёрная ладья · b4 чёрный конь · h4 белая пешка · f3 белый слон · a2 белая пешка · d2 белая ладья · f2 белая пешка · g2 белая пешка · c1 белая ладья · g1 белый король | g8 чёрный король · a7 чёрная пешка · b7 чёрная пешка · d7 чёрная ладья · f7 чёрная пешка · d6 белая пешка · g6 чёрная пешка · c5 чёрная пешка · e5 чёрная ладья · b4 чёрный конь · h4 белая пешка · f3 белый слон · a2 белая пешка · d2 белая ладья · f2 белая пешка · g2 белая пешка · c1 белая ладья · g1 белый король | g8 чёрный король · a7 чёрная пешка · b7 чёрная пешка · d7 чёрная ладья · f7 чёрная пешка · d6 белая пешка · g6 чёрная пешка · c5 чёрная пешка · e5 чёрная ладья · b4 чёрный конь · h4 белая пешка · f3 белый слон · a2 белая пешка · d2 белая ладья · f2 белая пешка · g2 белая пешка · c1 белая ладья · g1 белый король | g8 чёрный король · a7 чёрная пешка · b7 чёрная пешка · d7 чёрная ладья · f7 чёрная пешка · d6 белая пешка · g6 чёрная пешка · c5 чёрная пешка · e5 чёрная ладья · b4 чёрный конь · h4 белая пешка · f3 белый слон · a2 белая пешка · d2 белая ладья · f2 белая пешка · g2 белая пешка · c1 белая ладья · g1 белый король | g8 чёрный король · a7 чёрная пешка · b7 чёрная пешка · d7 чёрная ладья · f7 чёрная пешка · d6 белая пешка · g6 чёрная пешка · c5 чёрная пешка · e5 чёрная ладья · b4 чёрный конь · h4 белая пешка · f3 белый слон · a2 белая пешка · d2 белая ладья · f2 белая пешка · g2 белая пешка · c1 белая ладья · g1 белый король | g8 чёрный король · a7 чёрная пешка · b7 чёрная пешка · d7 чёрная ладья · f7 чёрная пешка · d6 белая пешка · g6 чёрная пешка · c5 чёрная пешка · e5 чёрная ладья · b4 чёрный конь · h4 белая пешка · f3 белый слон · a2 белая пешка · d2 белая ладья · f2 белая пешка · g2 белая пешка · c1 белая ладья · g1 белый король | g8 чёрный король · a7 чёрная пешка · b7 чёрная пешка · d7 чёрная ладья · f7 чёрная пешка · d6 белая пешка · g6 чёрная пешка · c5 чёрная пешка · e5 чёрная ладья · b4 чёрный конь · h4 белая пешка · f3 белый слон · a2 белая пешка · d2 белая ладья · f2 белая пешка · g2 белая пешка · c1 белая ладья · g1 белый король | g8 чёрный король · a7 чёрная пешка · b7 чёрная пешка · d7 чёрная ладья · f7 чёрная пешка · d6 белая пешка · g6 чёрная пешка · c5 чёрная пешка · e5 чёрная ладья · b4 чёрный конь · h4 белая пешка · f3 белый слон · a2 белая пешка · d2 белая ладья · f2 белая пешка · g2 белая пешка · c1 белая ладья · g1 белый король | 1 |
|   | a | b | c | d | e | f | g | h |   |

Ананд — Карлсен

21 ноября

Защита Грюнфельда (D97)

1.d4 Кf6 2.c4 g6 3.Кс3 d5 4.Кf3 Сg7 5.Фb3 dxc4 6.Фхс4 0-0 7.e4 Ка6 8.Се2 c5 9.d5 e6 10.0-0 exd5 11.exd5 Ле8 12.Сg5 h6 13.Се3 Сf5 14.Лаd1 Ке4 15.Кхе4 Схе4 16.Фс1 Фf6 17.Схһ6 Фхb2 18.Фхb2 Схb2 19.Кg5 Сd4 20.Кхе4 Лхе4 21.Сf3 Ле7 22.d6 Лd7 23.Сf4 Кb4 24.Лd2 Ле8 25.Лс1 Ле6 26.h4 Се5 27.Схе5 Лхе5 28.Схb7 Лхb7 29.d7 Кс6 30.d8=Ф+ Кхd8 31.Лхd8+ Крg7 32.Лd2 ½−½

Просмотр партии на сайте: www.chessgames.com

### Одиннадцатая партия
|   | a | b | c | d | e | f | g | h |   |
| - | --- | --- | --- | --- | --- | --- | --- | --- | - |
| 8 | a8 чёрная ладья · b8 чёрная ладья · f8 чёрный слон · c7 чёрная пешка · f7 чёрная пешка · c6 чёрный король · e6 чёрный слон · f6 белый конь · g6 чёрный конь · h6 чёрная пешка · a5 чёрная пешка · c5 чёрная пешка · d5 белый конь · e5 белая пешка · g5 чёрная пешка · a4 белая пешка · c4 белая пешка · e4 белый король · g4 белая пешка · c3 белый слон · h3 белая пешка · f2 белая пешка · d1 белая ладья · e1 белая ладья | a8 чёрная ладья · b8 чёрная ладья · f8 чёрный слон · c7 чёрная пешка · f7 чёрная пешка · c6 чёрный король · e6 чёрный слон · f6 белый конь · g6 чёрный конь · h6 чёрная пешка · a5 чёрная пешка · c5 чёрная пешка · d5 белый конь · e5 белая пешка · g5 чёрная пешка · a4 белая пешка · c4 белая пешка · e4 белый король · g4 белая пешка · c3 белый слон · h3 белая пешка · f2 белая пешка · d1 белая ладья · e1 белая ладья | a8 чёрная ладья · b8 чёрная ладья · f8 чёрный слон · c7 чёрная пешка · f7 чёрная пешка · c6 чёрный король · e6 чёрный слон · f6 белый конь · g6 чёрный конь · h6 чёрная пешка · a5 чёрная пешка · c5 чёрная пешка · d5 белый конь · e5 белая пешка · g5 чёрная пешка · a4 белая пешка · c4 белая пешка · e4 белый король · g4 белая пешка · c3 белый слон · h3 белая пешка · f2 белая пешка · d1 белая ладья · e1 белая ладья | a8 чёрная ладья · b8 чёрная ладья · f8 чёрный слон · c7 чёрная пешка · f7 чёрная пешка · c6 чёрный король · e6 чёрный слон · f6 белый конь · g6 чёрный конь · h6 чёрная пешка · a5 чёрная пешка · c5 чёрная пешка · d5 белый конь · e5 белая пешка · g5 чёрная пешка · a4 белая пешка · c4 белая пешка · e4 белый король · g4 белая пешка · c3 белый слон · h3 белая пешка · f2 белая пешка · d1 белая ладья · e1 белая ладья | a8 чёрная ладья · b8 чёрная ладья · f8 чёрный слон · c7 чёрная пешка · f7 чёрная пешка · c6 чёрный король · e6 чёрный слон · f6 белый конь · g6 чёрный конь · h6 чёрная пешка · a5 чёрная пешка · c5 чёрная пешка · d5 белый конь · e5 белая пешка · g5 чёрная пешка · a4 белая пешка · c4 белая пешка · e4 белый король · g4 белая пешка · c3 белый слон · h3 белая пешка · f2 белая пешка · d1 белая ладья · e1 белая ладья | a8 чёрная ладья · b8 чёрная ладья · f8 чёрный слон · c7 чёрная пешка · f7 чёрная пешка · c6 чёрный король · e6 чёрный слон · f6 белый конь · g6 чёрный конь · h6 чёрная пешка · a5 чёрная пешка · c5 чёрная пешка · d5 белый конь · e5 белая пешка · g5 чёрная пешка · a4 белая пешка · c4 белая пешка · e4 белый король · g4 белая пешка · c3 белый слон · h3 белая пешка · f2 белая пешка · d1 белая ладья · e1 белая ладья | a8 чёрная ладья · b8 чёрная ладья · f8 чёрный слон · c7 чёрная пешка · f7 чёрная пешка · c6 чёрный король · e6 чёрный слон · f6 белый конь · g6 чёрный конь · h6 чёрная пешка · a5 чёрная пешка · c5 чёрная пешка · d5 белый конь · e5 белая пешка · g5 чёрная пешка · a4 белая пешка · c4 белая пешка · e4 белый король · g4 белая пешка · c3 белый слон · h3 белая пешка · f2 белая пешка · d1 белая ладья · e1 белая ладья | a8 чёрная ладья · b8 чёрная ладья · f8 чёрный слон · c7 чёрная пешка · f7 чёрная пешка · c6 чёрный король · e6 чёрный слон · f6 белый конь · g6 чёрный конь · h6 чёрная пешка · a5 чёрная пешка · c5 чёрная пешка · d5 белый конь · e5 белая пешка · g5 чёрная пешка · a4 белая пешка · c4 белая пешка · e4 белый король · g4 белая пешка · c3 белый слон · h3 белая пешка · f2 белая пешка · d1 белая ладья · e1 белая ладья | 8 |
| 7 | a8 чёрная ладья · b8 чёрная ладья · f8 чёрный слон · c7 чёрная пешка · f7 чёрная пешка · c6 чёрный король · e6 чёрный слон · f6 белый конь · g6 чёрный конь · h6 чёрная пешка · a5 чёрная пешка · c5 чёрная пешка · d5 белый конь · e5 белая пешка · g5 чёрная пешка · a4 белая пешка · c4 белая пешка · e4 белый король · g4 белая пешка · c3 белый слон · h3 белая пешка · f2 белая пешка · d1 белая ладья · e1 белая ладья | a8 чёрная ладья · b8 чёрная ладья · f8 чёрный слон · c7 чёрная пешка · f7 чёрная пешка · c6 чёрный король · e6 чёрный слон · f6 белый конь · g6 чёрный конь · h6 чёрная пешка · a5 чёрная пешка · c5 чёрная пешка · d5 белый конь · e5 белая пешка · g5 чёрная пешка · a4 белая пешка · c4 белая пешка · e4 белый король · g4 белая пешка · c3 белый слон · h3 белая пешка · f2 белая пешка · d1 белая ладья · e1 белая ладья | a8 чёрная ладья · b8 чёрная ладья · f8 чёрный слон · c7 чёрная пешка · f7 чёрная пешка · c6 чёрный король · e6 чёрный слон · f6 белый конь · g6 чёрный конь · h6 чёрная пешка · a5 чёрная пешка · c5 чёрная пешка · d5 белый конь · e5 белая пешка · g5 чёрная пешка · a4 белая пешка · c4 белая пешка · e4 белый король · g4 белая пешка · c3 белый слон · h3 белая пешка · f2 белая пешка · d1 белая ладья · e1 белая ладья | a8 чёрная ладья · b8 чёрная ладья · f8 чёрный слон · c7 чёрная пешка · f7 чёрная пешка · c6 чёрный король · e6 чёрный слон · f6 белый конь · g6 чёрный конь · h6 чёрная пешка · a5 чёрная пешка · c5 чёрная пешка · d5 белый конь · e5 белая пешка · g5 чёрная пешка · a4 белая пешка · c4 белая пешка · e4 белый король · g4 белая пешка · c3 белый слон · h3 белая пешка · f2 белая пешка · d1 белая ладья · e1 белая ладья | a8 чёрная ладья · b8 чёрная ладья · f8 чёрный слон · c7 чёрная пешка · f7 чёрная пешка · c6 чёрный король · e6 чёрный слон · f6 белый конь · g6 чёрный конь · h6 чёрная пешка · a5 чёрная пешка · c5 чёрная пешка · d5 белый конь · e5 белая пешка · g5 чёрная пешка · a4 белая пешка · c4 белая пешка · e4 белый король · g4 белая пешка · c3 белый слон · h3 белая пешка · f2 белая пешка · d1 белая ладья · e1 белая ладья | a8 чёрная ладья · b8 чёрная ладья · f8 чёрный слон · c7 чёрная пешка · f7 чёрная пешка · c6 чёрный король · e6 чёрный слон · f6 белый конь · g6 чёрный конь · h6 чёрная пешка · a5 чёрная пешка · c5 чёрная пешка · d5 белый конь · e5 белая пешка · g5 чёрная пешка · a4 белая пешка · c4 белая пешка · e4 белый король · g4 белая пешка · c3 белый слон · h3 белая пешка · f2 белая пешка · d1 белая ладья · e1 белая ладья | a8 чёрная ладья · b8 чёрная ладья · f8 чёрный слон · c7 чёрная пешка · f7 чёрная пешка · c6 чёрный король · e6 чёрный слон · f6 белый конь · g6 чёрный конь · h6 чёрная пешка · a5 чёрная пешка · c5 чёрная пешка · d5 белый конь · e5 белая пешка · g5 чёрная пешка · a4 белая пешка · c4 белая пешка · e4 белый король · g4 белая пешка · c3 белый слон · h3 белая пешка · f2 белая пешка · d1 белая ладья · e1 белая ладья | a8 чёрная ладья · b8 чёрная ладья · f8 чёрный слон · c7 чёрная пешка · f7 чёрная пешка · c6 чёрный король · e6 чёрный слон · f6 белый конь · g6 чёрный конь · h6 чёрная пешка · a5 чёрная пешка · c5 чёрная пешка · d5 белый конь · e5 белая пешка · g5 чёрная пешка · a4 белая пешка · c4 белая пешка · e4 белый король · g4 белая пешка · c3 белый слон · h3 белая пешка · f2 белая пешка · d1 белая ладья · e1 белая ладья | 7 |
| 6 | a8 чёрная ладья · b8 чёрная ладья · f8 чёрный слон · c7 чёрная пешка · f7 чёрная пешка · c6 чёрный король · e6 чёрный слон · f6 белый конь · g6 чёрный конь · h6 чёрная пешка · a5 чёрная пешка · c5 чёрная пешка · d5 белый конь · e5 белая пешка · g5 чёрная пешка · a4 белая пешка · c4 белая пешка · e4 белый король · g4 белая пешка · c3 белый слон · h3 белая пешка · f2 белая пешка · d1 белая ладья · e1 белая ладья | a8 чёрная ладья · b8 чёрная ладья · f8 чёрный слон · c7 чёрная пешка · f7 чёрная пешка · c6 чёрный король · e6 чёрный слон · f6 белый конь · g6 чёрный конь · h6 чёрная пешка · a5 чёрная пешка · c5 чёрная пешка · d5 белый конь · e5 белая пешка · g5 чёрная пешка · a4 белая пешка · c4 белая пешка · e4 белый король · g4 белая пешка · c3 белый слон · h3 белая пешка · f2 белая пешка · d1 белая ладья · e1 белая ладья | a8 чёрная ладья · b8 чёрная ладья · f8 чёрный слон · c7 чёрная пешка · f7 чёрная пешка · c6 чёрный король · e6 чёрный слон · f6 белый конь · g6 чёрный конь · h6 чёрная пешка · a5 чёрная пешка · c5 чёрная пешка · d5 белый конь · e5 белая пешка · g5 чёрная пешка · a4 белая пешка · c4 белая пешка · e4 белый король · g4 белая пешка · c3 белый слон · h3 белая пешка · f2 белая пешка · d1 белая ладья · e1 белая ладья | a8 чёрная ладья · b8 чёрная ладья · f8 чёрный слон · c7 чёрная пешка · f7 чёрная пешка · c6 чёрный король · e6 чёрный слон · f6 белый конь · g6 чёрный конь · h6 чёрная пешка · a5 чёрная пешка · c5 чёрная пешка · d5 белый конь · e5 белая пешка · g5 чёрная пешка · a4 белая пешка · c4 белая пешка · e4 белый король · g4 белая пешка · c3 белый слон · h3 белая пешка · f2 белая пешка · d1 белая ладья · e1 белая ладья | a8 чёрная ладья · b8 чёрная ладья · f8 чёрный слон · c7 чёрная пешка · f7 чёрная пешка · c6 чёрный король · e6 чёрный слон · f6 белый конь · g6 чёрный конь · h6 чёрная пешка · a5 чёрная пешка · c5 чёрная пешка · d5 белый конь · e5 белая пешка · g5 чёрная пешка · a4 белая пешка · c4 белая пешка · e4 белый король · g4 белая пешка · c3 белый слон · h3 белая пешка · f2 белая пешка · d1 белая ладья · e1 белая ладья | a8 чёрная ладья · b8 чёрная ладья · f8 чёрный слон · c7 чёрная пешка · f7 чёрная пешка · c6 чёрный король · e6 чёрный слон · f6 белый конь · g6 чёрный конь · h6 чёрная пешка · a5 чёрная пешка · c5 чёрная пешка · d5 белый конь · e5 белая пешка · g5 чёрная пешка · a4 белая пешка · c4 белая пешка · e4 белый король · g4 белая пешка · c3 белый слон · h3 белая пешка · f2 белая пешка · d1 белая ладья · e1 белая ладья | a8 чёрная ладья · b8 чёрная ладья · f8 чёрный слон · c7 чёрная пешка · f7 чёрная пешка · c6 чёрный король · e6 чёрный слон · f6 белый конь · g6 чёрный конь · h6 чёрная пешка · a5 чёрная пешка · c5 чёрная пешка · d5 белый конь · e5 белая пешка · g5 чёрная пешка · a4 белая пешка · c4 белая пешка · e4 белый король · g4 белая пешка · c3 белый слон · h3 белая пешка · f2 белая пешка · d1 белая ладья · e1 белая ладья | a8 чёрная ладья · b8 чёрная ладья · f8 чёрный слон · c7 чёрная пешка · f7 чёрная пешка · c6 чёрный король · e6 чёрный слон · f6 белый конь · g6 чёрный конь · h6 чёрная пешка · a5 чёрная пешка · c5 чёрная пешка · d5 белый конь · e5 белая пешка · g5 чёрная пешка · a4 белая пешка · c4 белая пешка · e4 белый король · g4 белая пешка · c3 белый слон · h3 белая пешка · f2 белая пешка · d1 белая ладья · e1 белая ладья | 6 |
| 5 | a8 чёрная ладья · b8 чёрная ладья · f8 чёрный слон · c7 чёрная пешка · f7 чёрная пешка · c6 чёрный король · e6 чёрный слон · f6 белый конь · g6 чёрный конь · h6 чёрная пешка · a5 чёрная пешка · c5 чёрная пешка · d5 белый конь · e5 белая пешка · g5 чёрная пешка · a4 белая пешка · c4 белая пешка · e4 белый король · g4 белая пешка · c3 белый слон · h3 белая пешка · f2 белая пешка · d1 белая ладья · e1 белая ладья | a8 чёрная ладья · b8 чёрная ладья · f8 чёрный слон · c7 чёрная пешка · f7 чёрная пешка · c6 чёрный король · e6 чёрный слон · f6 белый конь · g6 чёрный конь · h6 чёрная пешка · a5 чёрная пешка · c5 чёрная пешка · d5 белый конь · e5 белая пешка · g5 чёрная пешка · a4 белая пешка · c4 белая пешка · e4 белый король · g4 белая пешка · c3 белый слон · h3 белая пешка · f2 белая пешка · d1 белая ладья · e1 белая ладья | a8 чёрная ладья · b8 чёрная ладья · f8 чёрный слон · c7 чёрная пешка · f7 чёрная пешка · c6 чёрный король · e6 чёрный слон · f6 белый конь · g6 чёрный конь · h6 чёрная пешка · a5 чёрная пешка · c5 чёрная пешка · d5 белый конь · e5 белая пешка · g5 чёрная пешка · a4 белая пешка · c4 белая пешка · e4 белый король · g4 белая пешка · c3 белый слон · h3 белая пешка · f2 белая пешка · d1 белая ладья · e1 белая ладья | a8 чёрная ладья · b8 чёрная ладья · f8 чёрный слон · c7 чёрная пешка · f7 чёрная пешка · c6 чёрный король · e6 чёрный слон · f6 белый конь · g6 чёрный конь · h6 чёрная пешка · a5 чёрная пешка · c5 чёрная пешка · d5 белый конь · e5 белая пешка · g5 чёрная пешка · a4 белая пешка · c4 белая пешка · e4 белый король · g4 белая пешка · c3 белый слон · h3 белая пешка · f2 белая пешка · d1 белая ладья · e1 белая ладья | a8 чёрная ладья · b8 чёрная ладья · f8 чёрный слон · c7 чёрная пешка · f7 чёрная пешка · c6 чёрный король · e6 чёрный слон · f6 белый конь · g6 чёрный конь · h6 чёрная пешка · a5 чёрная пешка · c5 чёрная пешка · d5 белый конь · e5 белая пешка · g5 чёрная пешка · a4 белая пешка · c4 белая пешка · e4 белый король · g4 белая пешка · c3 белый слон · h3 белая пешка · f2 белая пешка · d1 белая ладья · e1 белая ладья | a8 чёрная ладья · b8 чёрная ладья · f8 чёрный слон · c7 чёрная пешка · f7 чёрная пешка · c6 чёрный король · e6 чёрный слон · f6 белый конь · g6 чёрный конь · h6 чёрная пешка · a5 чёрная пешка · c5 чёрная пешка · d5 белый конь · e5 белая пешка · g5 чёрная пешка · a4 белая пешка · c4 белая пешка · e4 белый король · g4 белая пешка · c3 белый слон · h3 белая пешка · f2 белая пешка · d1 белая ладья · e1 белая ладья | a8 чёрная ладья · b8 чёрная ладья · f8 чёрный слон · c7 чёрная пешка · f7 чёрная пешка · c6 чёрный король · e6 чёрный слон · f6 белый конь · g6 чёрный конь · h6 чёрная пешка · a5 чёрная пешка · c5 чёрная пешка · d5 белый конь · e5 белая пешка · g5 чёрная пешка · a4 белая пешка · c4 белая пешка · e4 белый король · g4 белая пешка · c3 белый слон · h3 белая пешка · f2 белая пешка · d1 белая ладья · e1 белая ладья | a8 чёрная ладья · b8 чёрная ладья · f8 чёрный слон · c7 чёрная пешка · f7 чёрная пешка · c6 чёрный король · e6 чёрный слон · f6 белый конь · g6 чёрный конь · h6 чёрная пешка · a5 чёрная пешка · c5 чёрная пешка · d5 белый конь · e5 белая пешка · g5 чёрная пешка · a4 белая пешка · c4 белая пешка · e4 белый король · g4 белая пешка · c3 белый слон · h3 белая пешка · f2 белая пешка · d1 белая ладья · e1 белая ладья | 5 |
| 4 | a8 чёрная ладья · b8 чёрная ладья · f8 чёрный слон · c7 чёрная пешка · f7 чёрная пешка · c6 чёрный король · e6 чёрный слон · f6 белый конь · g6 чёрный конь · h6 чёрная пешка · a5 чёрная пешка · c5 чёрная пешка · d5 белый конь · e5 белая пешка · g5 чёрная пешка · a4 белая пешка · c4 белая пешка · e4 белый король · g4 белая пешка · c3 белый слон · h3 белая пешка · f2 белая пешка · d1 белая ладья · e1 белая ладья | a8 чёрная ладья · b8 чёрная ладья · f8 чёрный слон · c7 чёрная пешка · f7 чёрная пешка · c6 чёрный король · e6 чёрный слон · f6 белый конь · g6 чёрный конь · h6 чёрная пешка · a5 чёрная пешка · c5 чёрная пешка · d5 белый конь · e5 белая пешка · g5 чёрная пешка · a4 белая пешка · c4 белая пешка · e4 белый король · g4 белая пешка · c3 белый слон · h3 белая пешка · f2 белая пешка · d1 белая ладья · e1 белая ладья | a8 чёрная ладья · b8 чёрная ладья · f8 чёрный слон · c7 чёрная пешка · f7 чёрная пешка · c6 чёрный король · e6 чёрный слон · f6 белый конь · g6 чёрный конь · h6 чёрная пешка · a5 чёрная пешка · c5 чёрная пешка · d5 белый конь · e5 белая пешка · g5 чёрная пешка · a4 белая пешка · c4 белая пешка · e4 белый король · g4 белая пешка · c3 белый слон · h3 белая пешка · f2 белая пешка · d1 белая ладья · e1 белая ладья | a8 чёрная ладья · b8 чёрная ладья · f8 чёрный слон · c7 чёрная пешка · f7 чёрная пешка · c6 чёрный король · e6 чёрный слон · f6 белый конь · g6 чёрный конь · h6 чёрная пешка · a5 чёрная пешка · c5 чёрная пешка · d5 белый конь · e5 белая пешка · g5 чёрная пешка · a4 белая пешка · c4 белая пешка · e4 белый король · g4 белая пешка · c3 белый слон · h3 белая пешка · f2 белая пешка · d1 белая ладья · e1 белая ладья | a8 чёрная ладья · b8 чёрная ладья · f8 чёрный слон · c7 чёрная пешка · f7 чёрная пешка · c6 чёрный король · e6 чёрный слон · f6 белый конь · g6 чёрный конь · h6 чёрная пешка · a5 чёрная пешка · c5 чёрная пешка · d5 белый конь · e5 белая пешка · g5 чёрная пешка · a4 белая пешка · c4 белая пешка · e4 белый король · g4 белая пешка · c3 белый слон · h3 белая пешка · f2 белая пешка · d1 белая ладья · e1 белая ладья | a8 чёрная ладья · b8 чёрная ладья · f8 чёрный слон · c7 чёрная пешка · f7 чёрная пешка · c6 чёрный король · e6 чёрный слон · f6 белый конь · g6 чёрный конь · h6 чёрная пешка · a5 чёрная пешка · c5 чёрная пешка · d5 белый конь · e5 белая пешка · g5 чёрная пешка · a4 белая пешка · c4 белая пешка · e4 белый король · g4 белая пешка · c3 белый слон · h3 белая пешка · f2 белая пешка · d1 белая ладья · e1 белая ладья | a8 чёрная ладья · b8 чёрная ладья · f8 чёрный слон · c7 чёрная пешка · f7 чёрная пешка · c6 чёрный король · e6 чёрный слон · f6 белый конь · g6 чёрный конь · h6 чёрная пешка · a5 чёрная пешка · c5 чёрная пешка · d5 белый конь · e5 белая пешка · g5 чёрная пешка · a4 белая пешка · c4 белая пешка · e4 белый король · g4 белая пешка · c3 белый слон · h3 белая пешка · f2 белая пешка · d1 белая ладья · e1 белая ладья | a8 чёрная ладья · b8 чёрная ладья · f8 чёрный слон · c7 чёрная пешка · f7 чёрная пешка · c6 чёрный король · e6 чёрный слон · f6 белый конь · g6 чёрный конь · h6 чёрная пешка · a5 чёрная пешка · c5 чёрная пешка · d5 белый конь · e5 белая пешка · g5 чёрная пешка · a4 белая пешка · c4 белая пешка · e4 белый король · g4 белая пешка · c3 белый слон · h3 белая пешка · f2 белая пешка · d1 белая ладья · e1 белая ладья | 4 |
| 3 | a8 чёрная ладья · b8 чёрная ладья · f8 чёрный слон · c7 чёрная пешка · f7 чёрная пешка · c6 чёрный король · e6 чёрный слон · f6 белый конь · g6 чёрный конь · h6 чёрная пешка · a5 чёрная пешка · c5 чёрная пешка · d5 белый конь · e5 белая пешка · g5 чёрная пешка · a4 белая пешка · c4 белая пешка · e4 белый король · g4 белая пешка · c3 белый слон · h3 белая пешка · f2 белая пешка · d1 белая ладья · e1 белая ладья | a8 чёрная ладья · b8 чёрная ладья · f8 чёрный слон · c7 чёрная пешка · f7 чёрная пешка · c6 чёрный король · e6 чёрный слон · f6 белый конь · g6 чёрный конь · h6 чёрная пешка · a5 чёрная пешка · c5 чёрная пешка · d5 белый конь · e5 белая пешка · g5 чёрная пешка · a4 белая пешка · c4 белая пешка · e4 белый король · g4 белая пешка · c3 белый слон · h3 белая пешка · f2 белая пешка · d1 белая ладья · e1 белая ладья | a8 чёрная ладья · b8 чёрная ладья · f8 чёрный слон · c7 чёрная пешка · f7 чёрная пешка · c6 чёрный король · e6 чёрный слон · f6 белый конь · g6 чёрный конь · h6 чёрная пешка · a5 чёрная пешка · c5 чёрная пешка · d5 белый конь · e5 белая пешка · g5 чёрная пешка · a4 белая пешка · c4 белая пешка · e4 белый король · g4 белая пешка · c3 белый слон · h3 белая пешка · f2 белая пешка · d1 белая ладья · e1 белая ладья | a8 чёрная ладья · b8 чёрная ладья · f8 чёрный слон · c7 чёрная пешка · f7 чёрная пешка · c6 чёрный король · e6 чёрный слон · f6 белый конь · g6 чёрный конь · h6 чёрная пешка · a5 чёрная пешка · c5 чёрная пешка · d5 белый конь · e5 белая пешка · g5 чёрная пешка · a4 белая пешка · c4 белая пешка · e4 белый король · g4 белая пешка · c3 белый слон · h3 белая пешка · f2 белая пешка · d1 белая ладья · e1 белая ладья | a8 чёрная ладья · b8 чёрная ладья · f8 чёрный слон · c7 чёрная пешка · f7 чёрная пешка · c6 чёрный король · e6 чёрный слон · f6 белый конь · g6 чёрный конь · h6 чёрная пешка · a5 чёрная пешка · c5 чёрная пешка · d5 белый конь · e5 белая пешка · g5 чёрная пешка · a4 белая пешка · c4 белая пешка · e4 белый король · g4 белая пешка · c3 белый слон · h3 белая пешка · f2 белая пешка · d1 белая ладья · e1 белая ладья | a8 чёрная ладья · b8 чёрная ладья · f8 чёрный слон · c7 чёрная пешка · f7 чёрная пешка · c6 чёрный король · e6 чёрный слон · f6 белый конь · g6 чёрный конь · h6 чёрная пешка · a5 чёрная пешка · c5 чёрная пешка · d5 белый конь · e5 белая пешка · g5 чёрная пешка · a4 белая пешка · c4 белая пешка · e4 белый король · g4 белая пешка · c3 белый слон · h3 белая пешка · f2 белая пешка · d1 белая ладья · e1 белая ладья | a8 чёрная ладья · b8 чёрная ладья · f8 чёрный слон · c7 чёрная пешка · f7 чёрная пешка · c6 чёрный король · e6 чёрный слон · f6 белый конь · g6 чёрный конь · h6 чёрная пешка · a5 чёрная пешка · c5 чёрная пешка · d5 белый конь · e5 белая пешка · g5 чёрная пешка · a4 белая пешка · c4 белая пешка · e4 белый король · g4 белая пешка · c3 белый слон · h3 белая пешка · f2 белая пешка · d1 белая ладья · e1 белая ладья | a8 чёрная ладья · b8 чёрная ладья · f8 чёрный слон · c7 чёрная пешка · f7 чёрная пешка · c6 чёрный король · e6 чёрный слон · f6 белый конь · g6 чёрный конь · h6 чёрная пешка · a5 чёрная пешка · c5 чёрная пешка · d5 белый конь · e5 белая пешка · g5 чёрная пешка · a4 белая пешка · c4 белая пешка · e4 белый король · g4 белая пешка · c3 белый слон · h3 белая пешка · f2 белая пешка · d1 белая ладья · e1 белая ладья | 3 |
| 2 | a8 чёрная ладья · b8 чёрная ладья · f8 чёрный слон · c7 чёрная пешка · f7 чёрная пешка · c6 чёрный король · e6 чёрный слон · f6 белый конь · g6 чёрный конь · h6 чёрная пешка · a5 чёрная пешка · c5 чёрная пешка · d5 белый конь · e5 белая пешка · g5 чёрная пешка · a4 белая пешка · c4 белая пешка · e4 белый король · g4 белая пешка · c3 белый слон · h3 белая пешка · f2 белая пешка · d1 белая ладья · e1 белая ладья | a8 чёрная ладья · b8 чёрная ладья · f8 чёрный слон · c7 чёрная пешка · f7 чёрная пешка · c6 чёрный король · e6 чёрный слон · f6 белый конь · g6 чёрный конь · h6 чёрная пешка · a5 чёрная пешка · c5 чёрная пешка · d5 белый конь · e5 белая пешка · g5 чёрная пешка · a4 белая пешка · c4 белая пешка · e4 белый король · g4 белая пешка · c3 белый слон · h3 белая пешка · f2 белая пешка · d1 белая ладья · e1 белая ладья | a8 чёрная ладья · b8 чёрная ладья · f8 чёрный слон · c7 чёрная пешка · f7 чёрная пешка · c6 чёрный король · e6 чёрный слон · f6 белый конь · g6 чёрный конь · h6 чёрная пешка · a5 чёрная пешка · c5 чёрная пешка · d5 белый конь · e5 белая пешка · g5 чёрная пешка · a4 белая пешка · c4 белая пешка · e4 белый король · g4 белая пешка · c3 белый слон · h3 белая пешка · f2 белая пешка · d1 белая ладья · e1 белая ладья | a8 чёрная ладья · b8 чёрная ладья · f8 чёрный слон · c7 чёрная пешка · f7 чёрная пешка · c6 чёрный король · e6 чёрный слон · f6 белый конь · g6 чёрный конь · h6 чёрная пешка · a5 чёрная пешка · c5 чёрная пешка · d5 белый конь · e5 белая пешка · g5 чёрная пешка · a4 белая пешка · c4 белая пешка · e4 белый король · g4 белая пешка · c3 белый слон · h3 белая пешка · f2 белая пешка · d1 белая ладья · e1 белая ладья | a8 чёрная ладья · b8 чёрная ладья · f8 чёрный слон · c7 чёрная пешка · f7 чёрная пешка · c6 чёрный король · e6 чёрный слон · f6 белый конь · g6 чёрный конь · h6 чёрная пешка · a5 чёрная пешка · c5 чёрная пешка · d5 белый конь · e5 белая пешка · g5 чёрная пешка · a4 белая пешка · c4 белая пешка · e4 белый король · g4 белая пешка · c3 белый слон · h3 белая пешка · f2 белая пешка · d1 белая ладья · e1 белая ладья | a8 чёрная ладья · b8 чёрная ладья · f8 чёрный слон · c7 чёрная пешка · f7 чёрная пешка · c6 чёрный король · e6 чёрный слон · f6 белый конь · g6 чёрный конь · h6 чёрная пешка · a5 чёрная пешка · c5 чёрная пешка · d5 белый конь · e5 белая пешка · g5 чёрная пешка · a4 белая пешка · c4 белая пешка · e4 белый король · g4 белая пешка · c3 белый слон · h3 белая пешка · f2 белая пешка · d1 белая ладья · e1 белая ладья | a8 чёрная ладья · b8 чёрная ладья · f8 чёрный слон · c7 чёрная пешка · f7 чёрная пешка · c6 чёрный король · e6 чёрный слон · f6 белый конь · g6 чёрный конь · h6 чёрная пешка · a5 чёрная пешка · c5 чёрная пешка · d5 белый конь · e5 белая пешка · g5 чёрная пешка · a4 белая пешка · c4 белая пешка · e4 белый король · g4 белая пешка · c3 белый слон · h3 белая пешка · f2 белая пешка · d1 белая ладья · e1 белая ладья | a8 чёрная ладья · b8 чёрная ладья · f8 чёрный слон · c7 чёрная пешка · f7 чёрная пешка · c6 чёрный король · e6 чёрный слон · f6 белый конь · g6 чёрный конь · h6 чёрная пешка · a5 чёрная пешка · c5 чёрная пешка · d5 белый конь · e5 белая пешка · g5 чёрная пешка · a4 белая пешка · c4 белая пешка · e4 белый король · g4 белая пешка · c3 белый слон · h3 белая пешка · f2 белая пешка · d1 белая ладья · e1 белая ладья | 2 |
| 1 | a8 чёрная ладья · b8 чёрная ладья · f8 чёрный слон · c7 чёрная пешка · f7 чёрная пешка · c6 чёрный король · e6 чёрный слон · f6 белый конь · g6 чёрный конь · h6 чёрная пешка · a5 чёрная пешка · c5 чёрная пешка · d5 белый конь · e5 белая пешка · g5 чёрная пешка · a4 белая пешка · c4 белая пешка · e4 белый король · g4 белая пешка · c3 белый слон · h3 белая пешка · f2 белая пешка · d1 белая ладья · e1 белая ладья | a8 чёрная ладья · b8 чёрная ладья · f8 чёрный слон · c7 чёрная пешка · f7 чёрная пешка · c6 чёрный король · e6 чёрный слон · f6 белый конь · g6 чёрный конь · h6 чёрная пешка · a5 чёрная пешка · c5 чёрная пешка · d5 белый конь · e5 белая пешка · g5 чёрная пешка · a4 белая пешка · c4 белая пешка · e4 белый король · g4 белая пешка · c3 белый слон · h3 белая пешка · f2 белая пешка · d1 белая ладья · e1 белая ладья | a8 чёрная ладья · b8 чёрная ладья · f8 чёрный слон · c7 чёрная пешка · f7 чёрная пешка · c6 чёрный король · e6 чёрный слон · f6 белый конь · g6 чёрный конь · h6 чёрная пешка · a5 чёрная пешка · c5 чёрная пешка · d5 белый конь · e5 белая пешка · g5 чёрная пешка · a4 белая пешка · c4 белая пешка · e4 белый король · g4 белая пешка · c3 белый слон · h3 белая пешка · f2 белая пешка · d1 белая ладья · e1 белая ладья | a8 чёрная ладья · b8 чёрная ладья · f8 чёрный слон · c7 чёрная пешка · f7 чёрная пешка · c6 чёрный король · e6 чёрный слон · f6 белый конь · g6 чёрный конь · h6 чёрная пешка · a5 чёрная пешка · c5 чёрная пешка · d5 белый конь · e5 белая пешка · g5 чёрная пешка · a4 белая пешка · c4 белая пешка · e4 белый король · g4 белая пешка · c3 белый слон · h3 белая пешка · f2 белая пешка · d1 белая ладья · e1 белая ладья | a8 чёрная ладья · b8 чёрная ладья · f8 чёрный слон · c7 чёрная пешка · f7 чёрная пешка · c6 чёрный король · e6 чёрный слон · f6 белый конь · g6 чёрный конь · h6 чёрная пешка · a5 чёрная пешка · c5 чёрная пешка · d5 белый конь · e5 белая пешка · g5 чёрная пешка · a4 белая пешка · c4 белая пешка · e4 белый король · g4 белая пешка · c3 белый слон · h3 белая пешка · f2 белая пешка · d1 белая ладья · e1 белая ладья | a8 чёрная ладья · b8 чёрная ладья · f8 чёрный слон · c7 чёрная пешка · f7 чёрная пешка · c6 чёрный король · e6 чёрный слон · f6 белый конь · g6 чёрный конь · h6 чёрная пешка · a5 чёрная пешка · c5 чёрная пешка · d5 белый конь · e5 белая пешка · g5 чёрная пешка · a4 белая пешка · c4 белая пешка · e4 белый король · g4 белая пешка · c3 белый слон · h3 белая пешка · f2 белая пешка · d1 белая ладья · e1 белая ладья | a8 чёрная ладья · b8 чёрная ладья · f8 чёрный слон · c7 чёрная пешка · f7 чёрная пешка · c6 чёрный король · e6 чёрный слон · f6 белый конь · g6 чёрный конь · h6 чёрная пешка · a5 чёрная пешка · c5 чёрная пешка · d5 белый конь · e5 белая пешка · g5 чёрная пешка · a4 белая пешка · c4 белая пешка · e4 белый король · g4 белая пешка · c3 белый слон · h3 белая пешка · f2 белая пешка · d1 белая ладья · e1 белая ладья | a8 чёрная ладья · b8 чёрная ладья · f8 чёрный слон · c7 чёрная пешка · f7 чёрная пешка · c6 чёрный король · e6 чёрный слон · f6 белый конь · g6 чёрный конь · h6 чёрная пешка · a5 чёрная пешка · c5 чёрная пешка · d5 белый конь · e5 белая пешка · g5 чёрная пешка · a4 белая пешка · c4 белая пешка · e4 белый король · g4 белая пешка · c3 белый слон · h3 белая пешка · f2 белая пешка · d1 белая ладья · e1 белая ладья | 1 |
|   | a | b | c | d | e | f | g | h |   |

Карлсен — Ананд

23 ноября

Испанская партия (С67)

1.e4 e5 2.Кf3 Кс6 3.Сb5 Кf6 4.0-0 Кхе4 5.d4 Кd6 6.Схс6 dxc6 7.dxe5 Кf5 8.Фхd8+ Крхd8 9.h3 Сd7 10.Кс3 h6 11.b3 Крс8 12.Сb2 c5 13.Лаd1 b6 14.Лfe1 Се6 15.Кd5 g5 16.c4 Крb7 17.Крһ2 a5 18.a4 Ке7 19.g4 Кg6 20.Крg3 Се7 21.Кd2 Лһd8 22.Ке4 Сf8 23.Кеf6 b5 24.Сс3 bxa4 25.bxa4 Крс6 26.Крf3 Лdb8 27.Кре4 Лb4 28.Схb4 cxb4 29.Кһ5 Крb7 30.f4 gxf4 31.Кһхf4 Кхf4 32.Кхf4 Схс4 33.Лd7 Ла6 34.Кd5 Лс6 35.Лхf7 Сс5 36.Лхс7+ Лхс7 37.Кхс7 Крс6 38.Кb5 Схb5 39.axb5+ Крхb5 40.e6 b3 41.Крd3 Се7 42.h4 a4 43.g5 hxg5 44.hxg5 a3 45.Крс3 1−0

Просмотр партии на сайте: www.chessgames.com

## Оценки матча
Ещё до начала состязания комментаторы полагали, что у Карлсена есть большие шансы на победу, однако предполагали, что Ананд учтёт ошибки 2013 года и будет играть сильнее. Так и получилось: победа Карлсену далась с бо́льшими усилиями, он досрочно победил со счетом по выигранным партиям 3:1 против 3:0 предыдущего раза. Матч, по оценкам комментаторов, получился гораздо интереснее именно в связи с более сильной игрой Ананда.
Победу в 11-й партии предполагал Владимир Крамник, а Сергей Карякин ошибся, предсказав ничью.
В целом в победе Карлсена мало кто сомневался. Сергей Карякин отмечал, что Ананд находится не на пике формы. Сам Ананд после матча честно признал, что пошёл на неоправданный риск и что Карлсен играет сильнее и не делает ошибок.